# Novi Sad
Novi Sad (en serbe cyrillique : Нови Сад ; en hongrois : Újvidék) est une ville et une municipalité de Serbie située dans le district de Bačka méridionale, et la capitale de la province autonome de Voïvodine. Selon les données du recensement de 2011, la ville intra muros compte 231 798 habitants, la municipalité 307 760, et le territoire métropolitain de Novi Sad, appelé ville de Novi Sad (Град Нови Сад et Grad Novi Sad), 341 625.
Novi Sad, située aux confins des régions de la Bačka et de la Syrmie, est la capitale de la Voïvodine. Par sa population, elle est la deuxième ville de Serbie après Belgrade. Depuis sa fondation en 1694, elle est devenue l'un des centres les plus importants de la culture serbe, ce qui lui a valu le surnom d'« Athènes serbe ». Novi Sad est aujourd'hui un important centre économique et financier du pays.

## Nom de la ville
En serbe, le nom de Novi Sad signifie « le nouveau sillon ». Comme la ville est située à un carrefour de peuples et de cultures, elle est connue sous différents noms dans différentes langues. Aujourd'hui, le nom officiel de Novi Sad, tel qu'il est utilisé par les autorités locales est celui de Град Нови Сад en serbe cyrillique. En hongrois, elle porte le nom de Újvidék, en slovaque celui de Nový Sad. En rusyn, elle s'appelle Город Нови Сад, en allemand Neusatz (an der Donau), en latin Neoplantae et en bulgare du Banat Mlada Loza.
L'expression Grad Novi Sad, en alphabet latin, en français ville de Novi Sad, renvoie à l'une des quatre subdivisions administratives officielles de la Serbie ; les trois autres Villes sont Belgrade, Kragujevac et Niš. Dans un sens plus restreint, le nom de Novi Sad se réfère à la municipalité de Novi Sad, c'est-à-dire à l'une des deux municipalités qui composent la ville de Novi Sad ; la seconde municipalité de la Ville est celle Petrovaradin). Novi Sad peut aussi désigner la zone urbaine de la ville de Novi Sad, qui outre la vieille cité de Novi Sad inclut également les villes de Sremska Kamenica et de Petrovaradin. Novi Sad peut aussi, au sens le plus restreint du terme, désigner le cœur historique ancien de la zone urbaine de Novi Sad, c'est-à-dire la ville de Novi Sad (ville avec une minuscule), en excluant Sremska Kamenica et Petrovaradin).

## Géographie

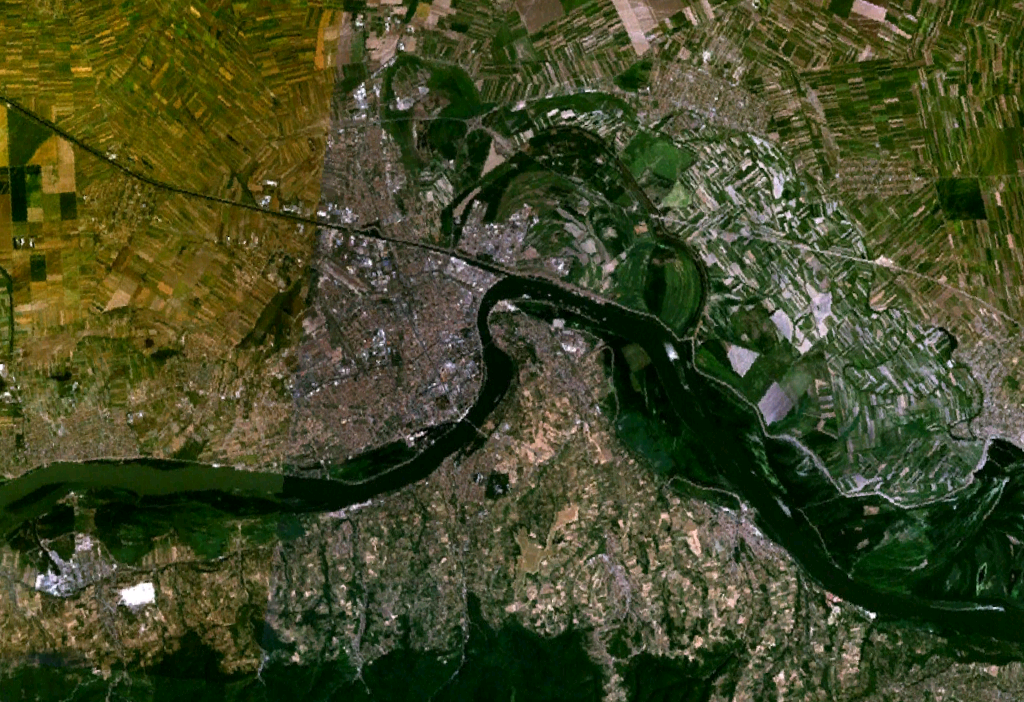
Vue satellite de Novi Sad

Novi Sad est située dans la province autonome de Voïvodine. Avec ses alentours, Novi Sad forme un ensemble appelé ville de Novi Sad, qui couvre une superficie de 699 km2,. Mais Novi Sad, au sens restreint du terme, couvre une superficie de 129,7 km². La ville est située sur les rives du Danube et sur une petite section du canal Danube-Tisa-Danube.
Le territoire de la municipalité est séparé en deux parties : l'une est située dans la région de la Bačka, l'autre dans la région de Syrmie. Le Danube constitue une limite naturelle entre les deux ensembles. La partie située dans la Bačka se trouve dans une des parties les plus méridionales de la plaine pannonienne, tandis que la partie située en Syrmie est située sur les pentes du massif montagneux de la Fruška gora (un horst).

## Climat
Novi Sad dispose d'une station météorologique située à 84 m d'altitude dans le quartier de Rimski Šančevi (coordonnées 45° 20′ N, 19° 51′ E) ; elle enregistre des données depuis sa fondation en 1860. Le climat de la ville est de type continental modéré, avec une température moyenne annuelle de 11,4 °C pour la période 1981-2010 ; janvier est le mois le plus froid de l'année, avec une température moyenne de 0,2 °C ; avec une moyenne de 21,9 °C, juillet est le mois le plus chaud de l'année. Pour la même période, la moyenne des précipitations annuelles est de 647,3 mm, avec les précipitations mensuelles les plus faibles en février et les plus élevées en juin. La température la plus basse enregistrée à Novi Sad a été de −28,6 °C, le 23 janvier 1963 ; la température la plus élevée a été de 41,6 °C, le 24 juillet 2007 ; le record de précipitations en une seule journée a été établi à 91,8 mm le 22 mai 1987.
Un vent du sud-est appelé « Košava », venu des Carpates, apporte souvent un temps clair et sec. Il souffle surtout en automne et en hiver, à des intervalles de deux ou trois jours. La vitesse moyenne de ce vent est de 25 à 43 km/h, avec des pointes occasionnelles à 130 km/h. En hiver, accompagné d'une tempête de neige, il peut former des congères. Il peut également faire descendre localement la température à −30 °C.
| Mois/Année                                                      | Jan  | Fev  | Mars | Avr  | Mai  | Juin | Juil | Août | Sep  | Oct  | Nov  | Dec  | Année |
| --------------------------------------------------------------- | ---- | ---- | ---- | ---- | ---- | ---- | ---- | ---- | ---- | ---- | ---- | ---- | ----- |
| Températures maximales moyennes (°C)                            | 3,7  | 6,1  | 12,0 | 17,7 | 23,0 | 25,8 | 28,1 | 28,3 | 23,6 | 18,0 | 10,5 | 4,8  | 16,8  |
| Températures moyennes (°C)                                      | 0,2  | 1,6  | 6,4  | 11,8 | 16,6 | 17,3 | 21,9 | 21,6 | 16,9 | 11,8 | 5,9  | 1,5  | 11,4  |
| Températures minimales moyennes (°C)                            | -3,1 | -2,4 | 1,5  | 6,2  | 11,3 | 14,1 | 15,5 | 15,3 | 11,4 | 6,9  | 2,2  | -1,5 | 6,5   |
| Précipitations moyennes (mm)                                    | 39,1 | 31,4 | 42,5 | 49,2 | 63,0 | 91,4 | 64,3 | 57,5 | 53,8 | 52,7 | 53,8 | 48,8 | 647,3 |
| Source: Institut hydrométéorologique de la république de Serbie |      |      |      |      |      |      |      |      |      |      |      |      |       |

Pour la période 1960-1981, la température moyenne annuelle s'établissait à 10,9 °C et le total des précipitations annuelles à 576,8 mm.

## Histoire

### Avant la fondation de la ville: de la Préhistoire à la période ottomane

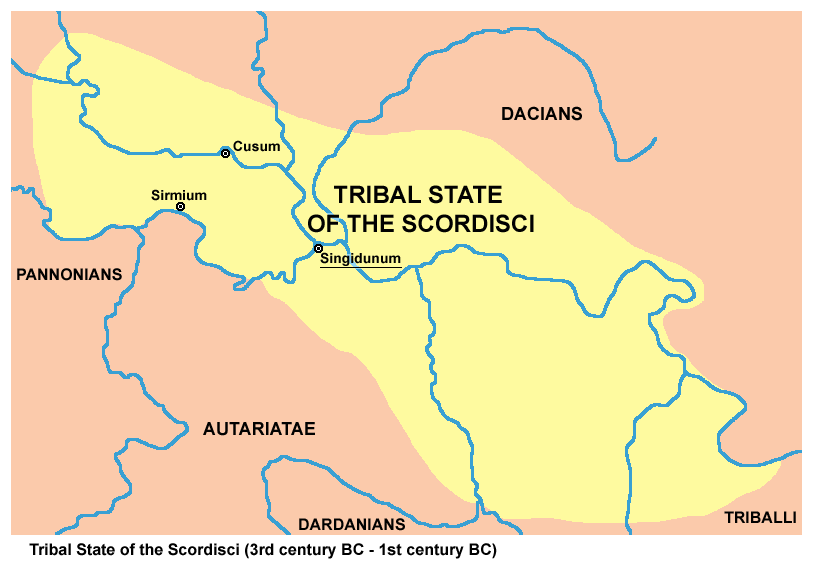
Zone d'influence des Scordisques du au

Sur le territoire de l'actuel secteur urbain de Novi Sad, les archéologues ont mis au jour les vestiges d'une présence humaine remontant à l'âge de la pierre (vers 4500 av. J.-C.) ; plusieurs localités et des nécropoles ont été découvertes lors du percement du Bulevar Evrope (le « boulevard de l'Europe ») dans le quartier d'Avijatičarsko naselje, qui furent datées de 5000 av. J.-C.. Lors de fouilles, une autre localité, datant du début du Paléolithique (19000 à 15000 av. J.-C.), a été repérée sur la rive droite du Danube, à l'emplacement de l'actuelle forteresse de Petrovaradin.

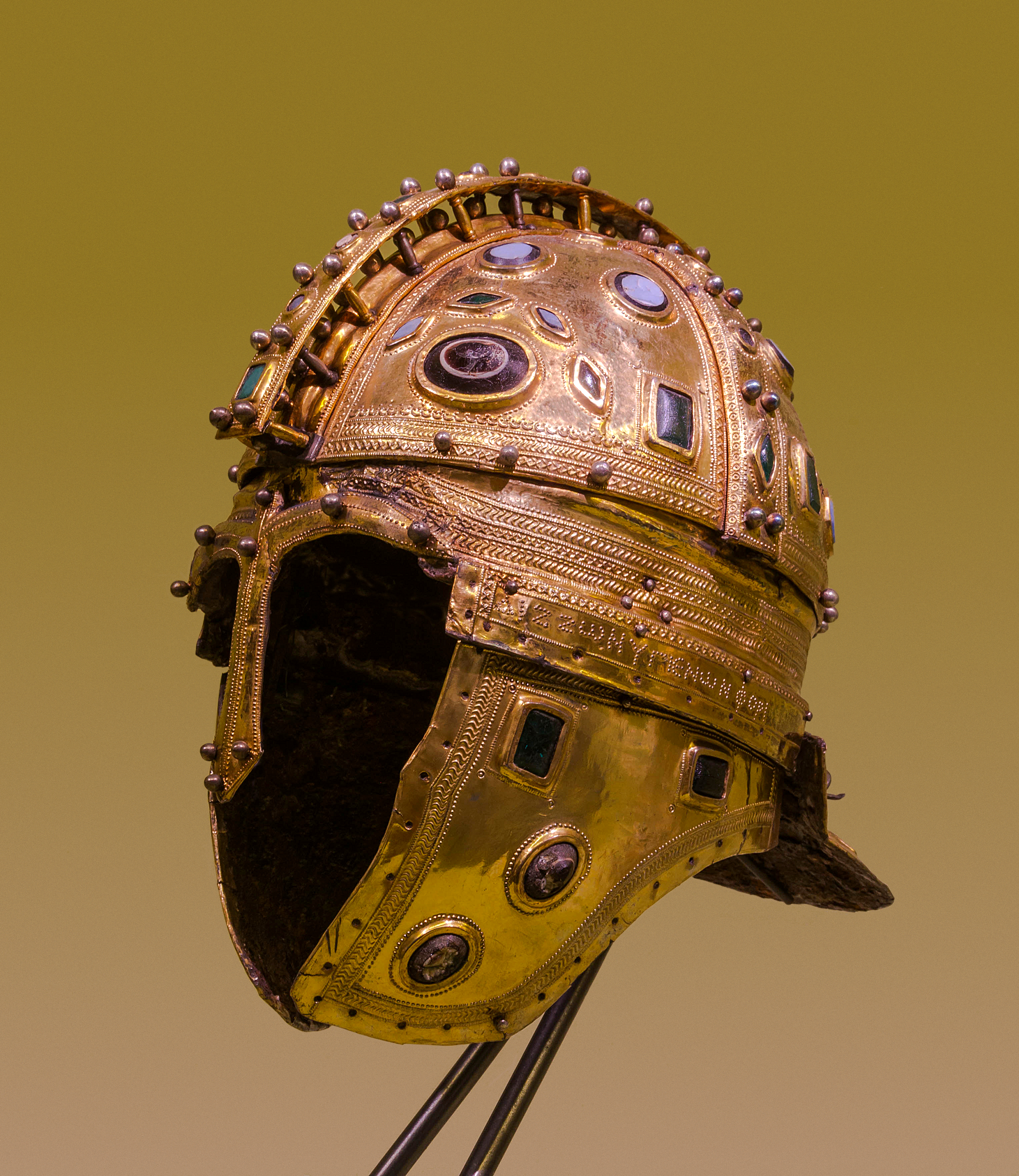
Casque romain en or, Musée de Voïvodine

Dans l'Antiquité, la région a été habitée par les Illyriens, les Thraces et par des tribus celtes, notamment les Scordisques, qui au IVe siècle av. J.-C. construisirent une première forteresse sur la rive droite du Danube. Au Ier siècle av. J.-C., elle fut conquise par les Romains qui l'inclurent dans la province de Pannonie et donnèrent à la forteresse celte le nom de Cusum. Selon Ammien Marcellin, un historien romain du IVe siècle, une villa appelée Villa Pistrensis se trouvait sur la rive gauche du Danube ; la future impératrice Constantia, femme de l'empereur Gratien, manqua de s'y faire capturer par les Sarmates mais réussit à se réfugier à Sirmium (aujourd'hui Sremska Mitrovica). Ainsi, selon certains, le nom slave de Bistrica, aujourd'hui un quartier de Novi Sad, pourrait être une corruption de Pistrensis. En 1698, dans son Lexicon universale, Jacob Hofmann mentionne cette villa, située « en face de Petrovaradin [...] à peu près à mi-chemin de Bononia (Banoštor) et de Taurinum (Zemun) », ce qui laisserait supposer que le nom du secteur remonte au moins à 374.
Au Ve siècle, Cusum fut dévastée par l'invasion des Huns. À la fin du siècle, elle fut reprise et reconstruite par les Byzantins qui lui donnèrent le nom de Petrikon. Des tribus slaves comme les Séverianes, les Abodrites et les Serbes vinrent s'installer dans la région de Novi Sad aux VIe et VIIe siècles. Par la suite, les Serbes assimilèrent la totalité des populations slaves de la région.

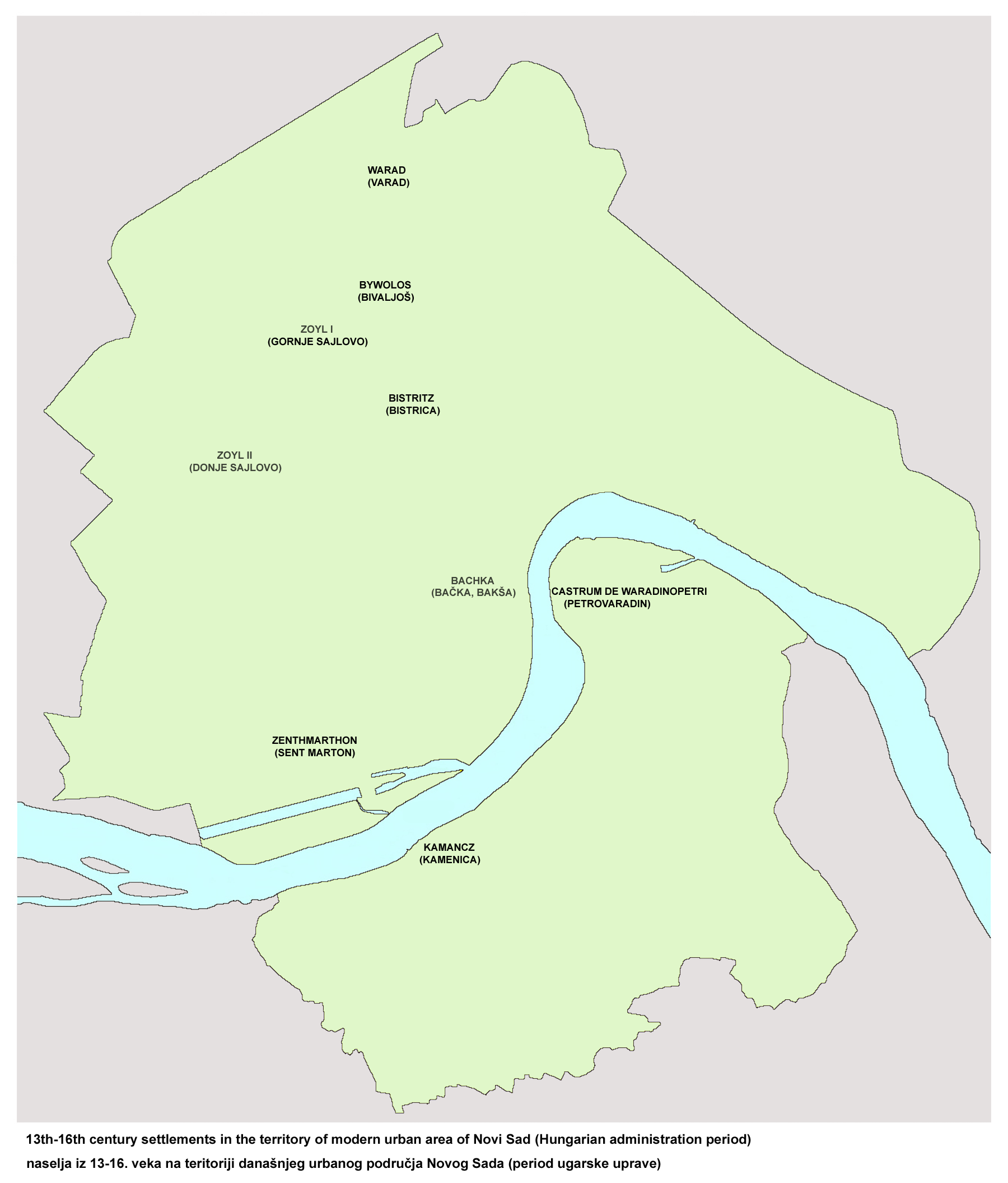
Localités de l'actuelle zone urbaine de Novi Sad du XIIIe siècle au XVIe siècle

Au début du Moyen Âge, la région fut successivement contrôlée par Ostrogoths, les Gépides, les Avars, les Francs et les Bulgares, avant d'être reconquise par les Byzantins. Elle fut finalement intégrée au royaume de Hongrie aux XIe et XIIe siècles ; à cette époque de nombreux Magyars vinrent s'y installer. Dans des documents remontant à 1237, la principale localité du secteur est mentionnée sous son nom hongrois, Peturwarad ou Pétervárad pour Petrovaradin. Du XIIIe siècle au XVIe siècle, plusieurs localités existaient dans l'actuel secteur urbain de la ville, : sur la rive droite du Danube, Pétervárad (en serbe : Petrovaradin) et Kamanc (Kamenica), sur la rive gauche Baksa ou Baksafalva (en serbe Bakša ou Bakšić), Kűszentmárton (Sent Marton), Bivalyos ou Bivalo (Bivaljoš, Bivalo), Vásárosvárad ou Várad (Vašaroš Varad, Varadinci), Zajol I (Sajlovo I, Gornje Sajlovo, Gornje Isailovo), Zajol II (Sajlovo II, Donje Sajlovo, Donje Isailovo), Bistritz (Bistrica). D'autres localités figurent aussi sur les cartes, comme Mortályos (Mrtvaljoš), Csenei (Čenej), Keménd (Kamendin) et Rév (Rivica).
En 1526, après la chute de Belgrade en 1521 et à la suite de la bataille de Mohács, les Ottomans s'emparèrent de la région, ce qui provoqua notamment une fuite de la population magyare. En 1590, l'actuel secteur urbain de Novi Sad comptait 105 foyers, habités exclusivement par des Serbes ; en revanche, ledit recensement ne tenait compte que de la population payant l'impôt, sans inclure ceux qui servaient dans l'armée de l'Empire.
Après la bataille de Vienne et la défaite militaire des Ottomans (1683), la région passa sous le contrôle de la monarchie de Habsbourg en 1687. Petrovaradin fut alors désigné sous le nom de Peterwardein.

### Période austro-hongroise (fin duXVIIesiècle-début duXXesiècle)

#### Fondation et développement de la ville

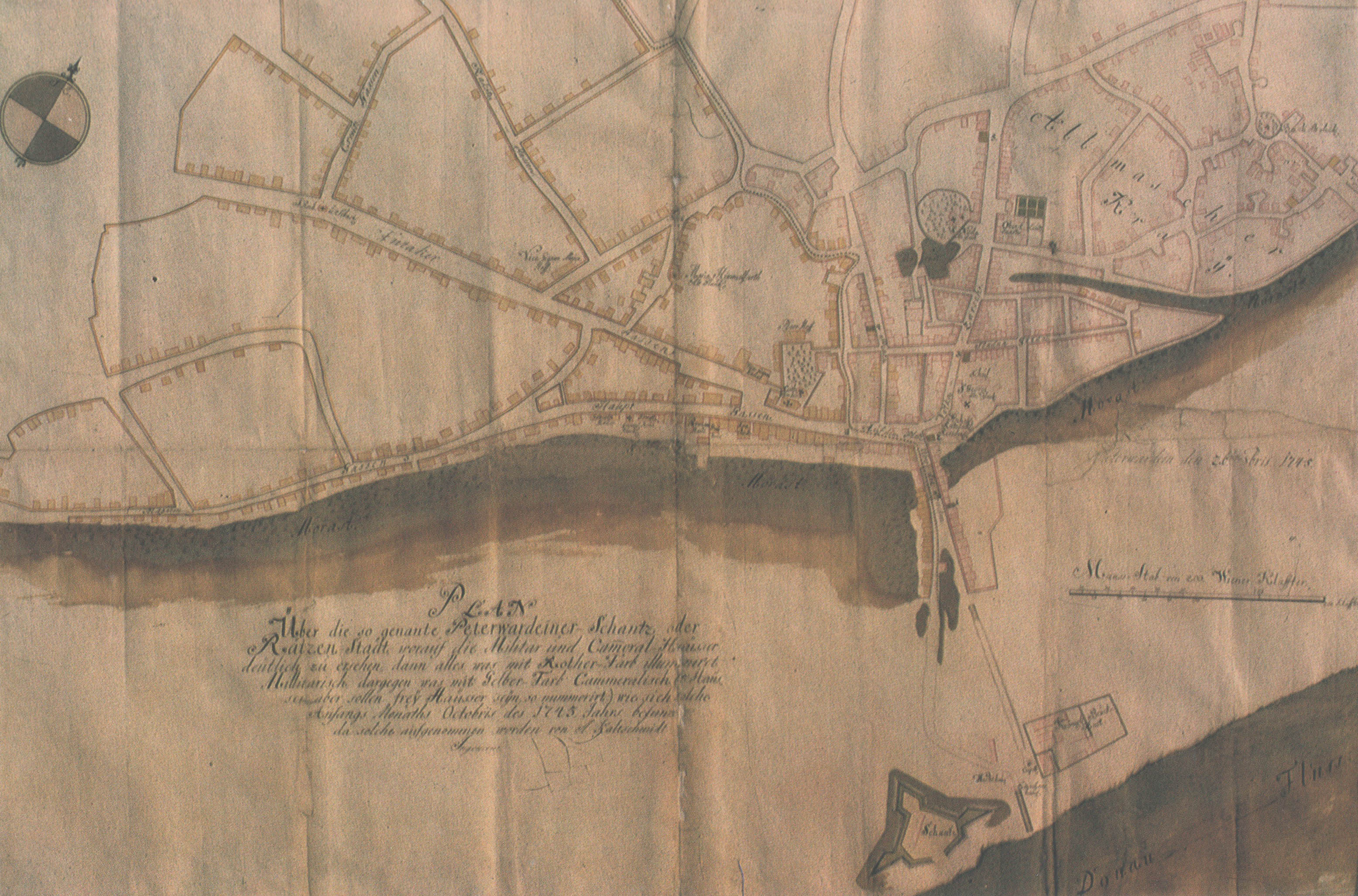
Carte de Novi Sad (Ratzen Stadt) en 1745.

L'empire des Habsbourgs s'empara de la région à la fin du XVIIe siècle et le gouvernement autrichien interdit aux populations orthodoxes de résider à Petrovaradin. Ainsi, en 1694, les Serbes fondèrent une nouvelle ville nommée Ratzen Stadt, la « ville des Rasciens » ; elle était également connue sous le nom de Petrovaradinski Šanac. En 1718, les habitants du village d'Almaš vinrent s'installer à Petrovaradinski Šanac, où ils fondèrent Almaški kraj, le « quartier d'Almaš ». Selon le recensement de 1720, Ratzen Stadt comptait 112 foyers serbes, 14 foyers allemands et 5 foyers hongrois. La nouvelle ville est désignée sous son nom serbe actuel de Novi Sad et sous son nom hongrois d'Újvidék dans un décret de l'impératrice Marie-Thérèse d'Autriche daté du 1er février 1748 lui accordant le statut de « ville libre royale ».

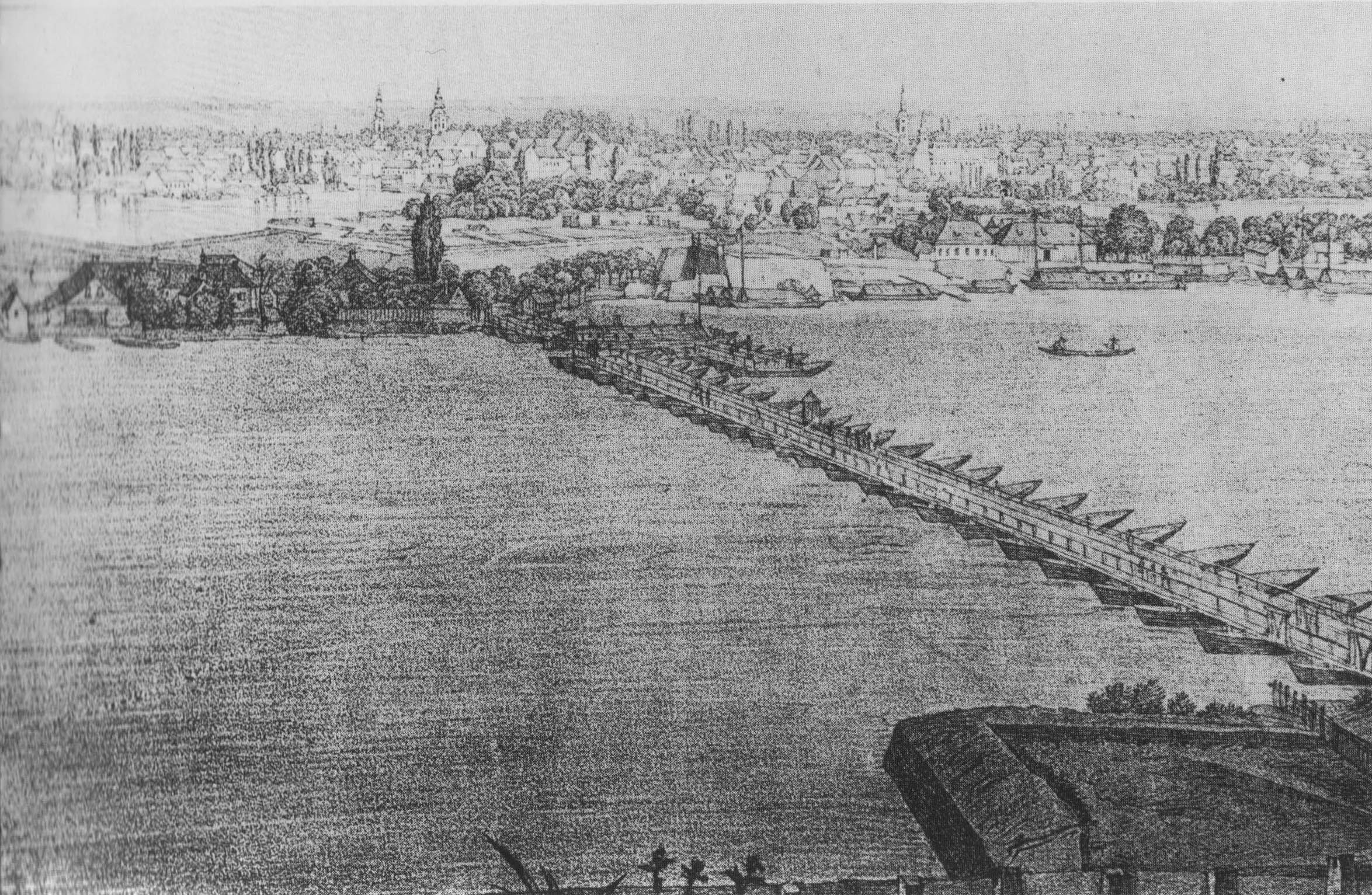
Vue de Novi Sad et du pont flottant sur le Danube.

Avec ce nouveau statut, la ville fut dirigée par un maire, dont le premier fut Ignac Hajl, également connu sous le nom de Ignatius Hayll (1748-1752), par un juge et par douze sénateurs ; parallèlement la cité se développa rapidement et, dans les années 1760, elle comptait déjà environ 8 000 habitants, principalement des artisans et des marchands mais aussi des agriculteurs et des maraîchers. Selon le recensement de 1780, elle comptait environ 2 000 foyers, dont 1 144 foyers serbes.

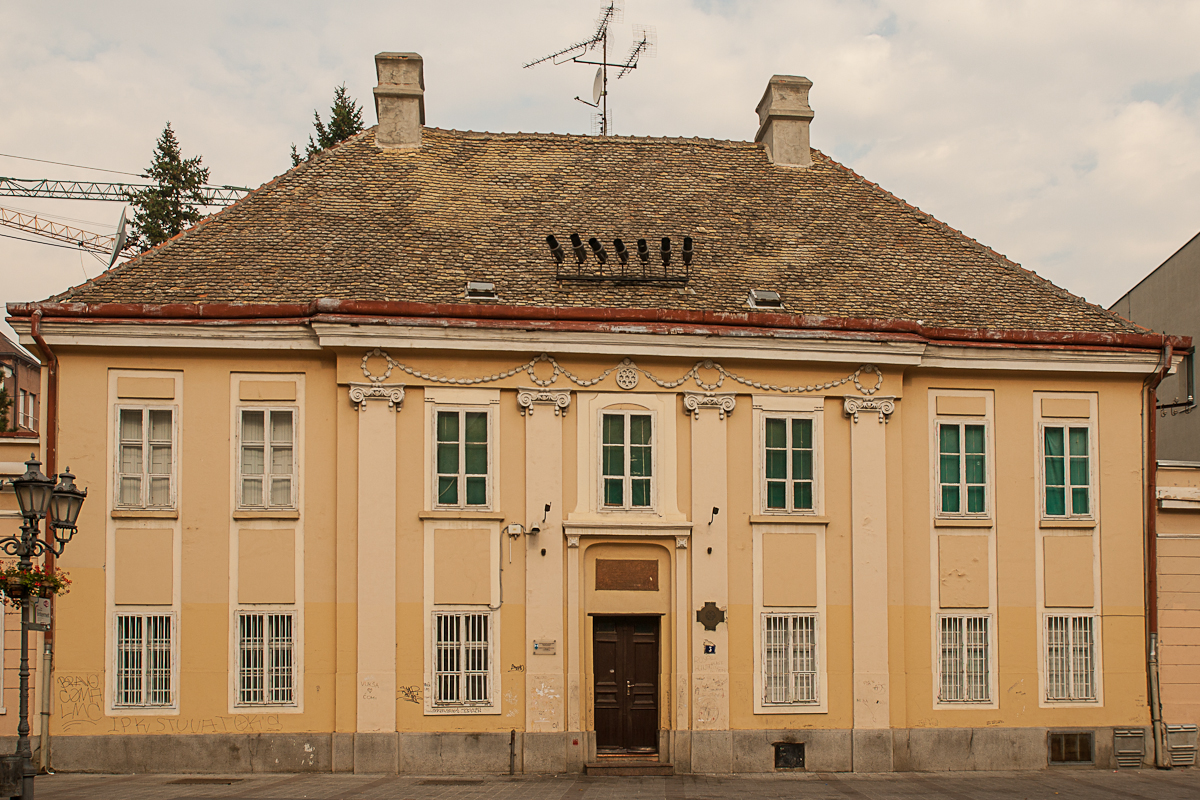
La Plebanija (bureau de la paroisse catholique), construite en 1808.

En 1813, le philologue Pavel Jozef Šafárik affirmait qu'à Novi Sad se trouvait « le nid de la nation serbe » et, en 1817,Vuk Stefanović Karadžić, le grand réformateur de la langue serbe, écrivait que Novi Sad était « la plus grande municipalité serbe du monde ». Selon le recensement de 1843, Novi Sad comptait 17 332 habitants, dont 9 675 Chrétiens orthodoxes, 5 724 Catholiques, 1 032 Protestants, 727 Juifs et 30 membres de l'Église arménienne. Les Serbes représentaient la plus grande partie de la population et les Allemands constituaient la seconde communauté dans la ville[réf. nécessaire].
À cette époque, la ville devint un important centre culturel et politique du peuple serbe, rassemblant de nombreuses personnalités qui y naquirent, s'y installèrent ou y séjournèrent, comme Svetozar Miletić, Mihailo Polit-Desančić, Jovan Jovanović Zmaj, Laza Kostić, Đorđe Natošević, Ilija Vučetić, Stevan Branovački, Teodor Mandić, Kosta Trifković ou Arsa Pajević, contribuant à faire de Novi Sad, l'« Athènes serbe » (Srpska Atina).

#### De la révolution hongroise de 1848-1849 à la Première Guerre mondiale

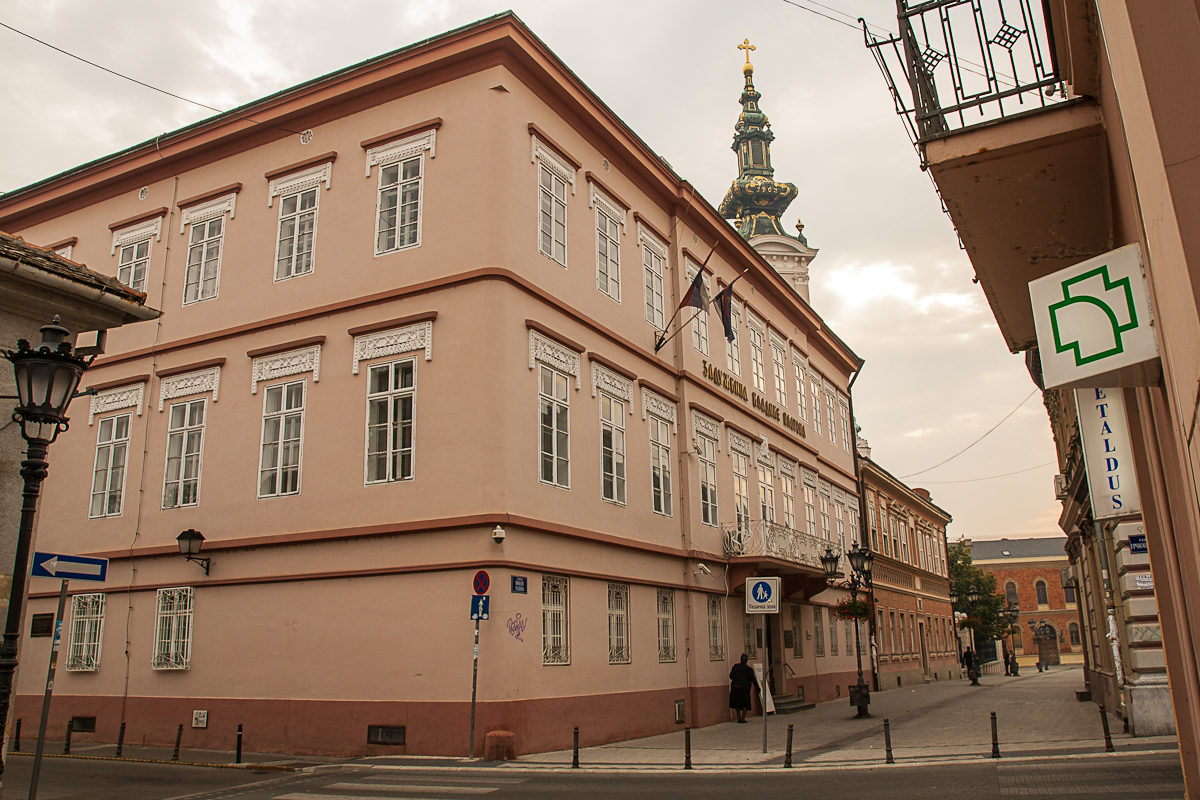
Le bâtiment du Platoneum à Novi Sad, qui a hébergé la Matica srpska

À partir de 1848, Novi Sad est emportée par un mouvement que les historiens appellent le « Printemps des peuples ; Pendant la révolution hongroise de 1848-1849, la ville fit partie de la Voïvodine de Serbie, une région autonome au sein de l'empire d'Autriche. En 1849, l'armée hongroise, basée dans la forteresse de Petrovaradin, bombarda la ville, causant de nombreux dommages et de nombreuses pertes. Au recensement de 1850, la ville ne comptait plus que 7 182 habitants[réf. nécessaire]. Entre 1849 et 1860, elle fit partie d'un domaine impérial autrichien connu sous le nom de voïvodat de Serbie et du Banat de Tamiš. Après la suppression de cette province, elle fut intégrée dans le comitat de Bács-Bodrog. Après le compromis austro-hongrois de 1867, elle fut rattachée au royaume de Hongrie ou Transleithanie, l'une des deux entités de l'Autriche-Hongrie.

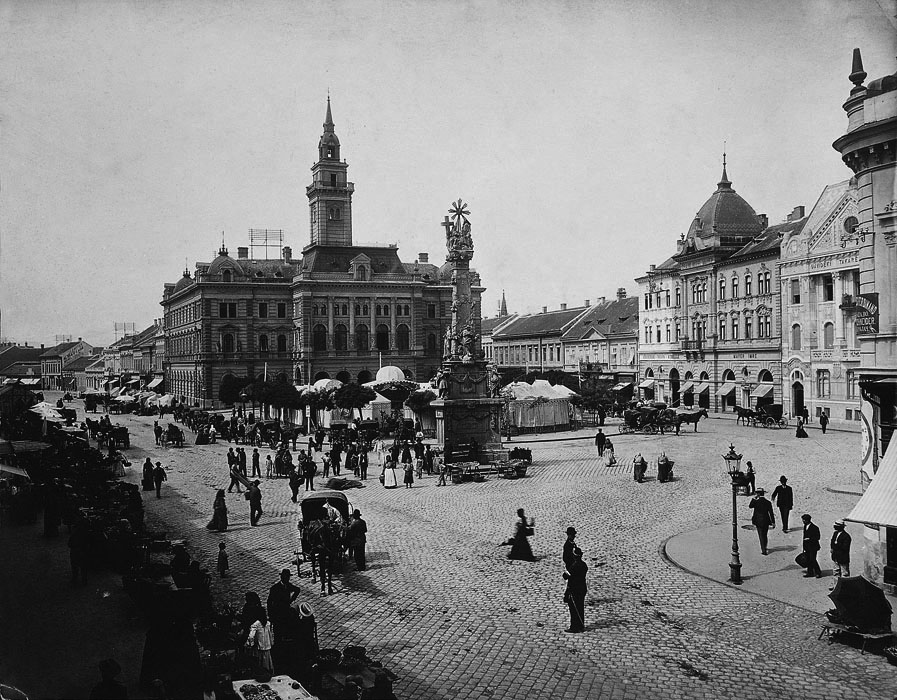
Novi Sad, l'actuel Trg slobode (« place de la Liberté ») en 1900

À cette époque, le gouvernement hongrois appliqua une politique de magyarisation qui modifia la structure démographique de la ville. Selon le recensement de 1880, 41,2 % des habitants parlaient serbe et 25,9 % hongrois. Jusqu'en 1910, la pourcentage de locuteurs serbes décrut pour atteindre 34,52 %, tandis que, parallèlement, le pourcentage de locuteurs hongrois montait à 39,72 %. À cette époque, Novi Sad possédait une communauté juive comptant 2 326 membres, parlant pour la plupart hongrois.

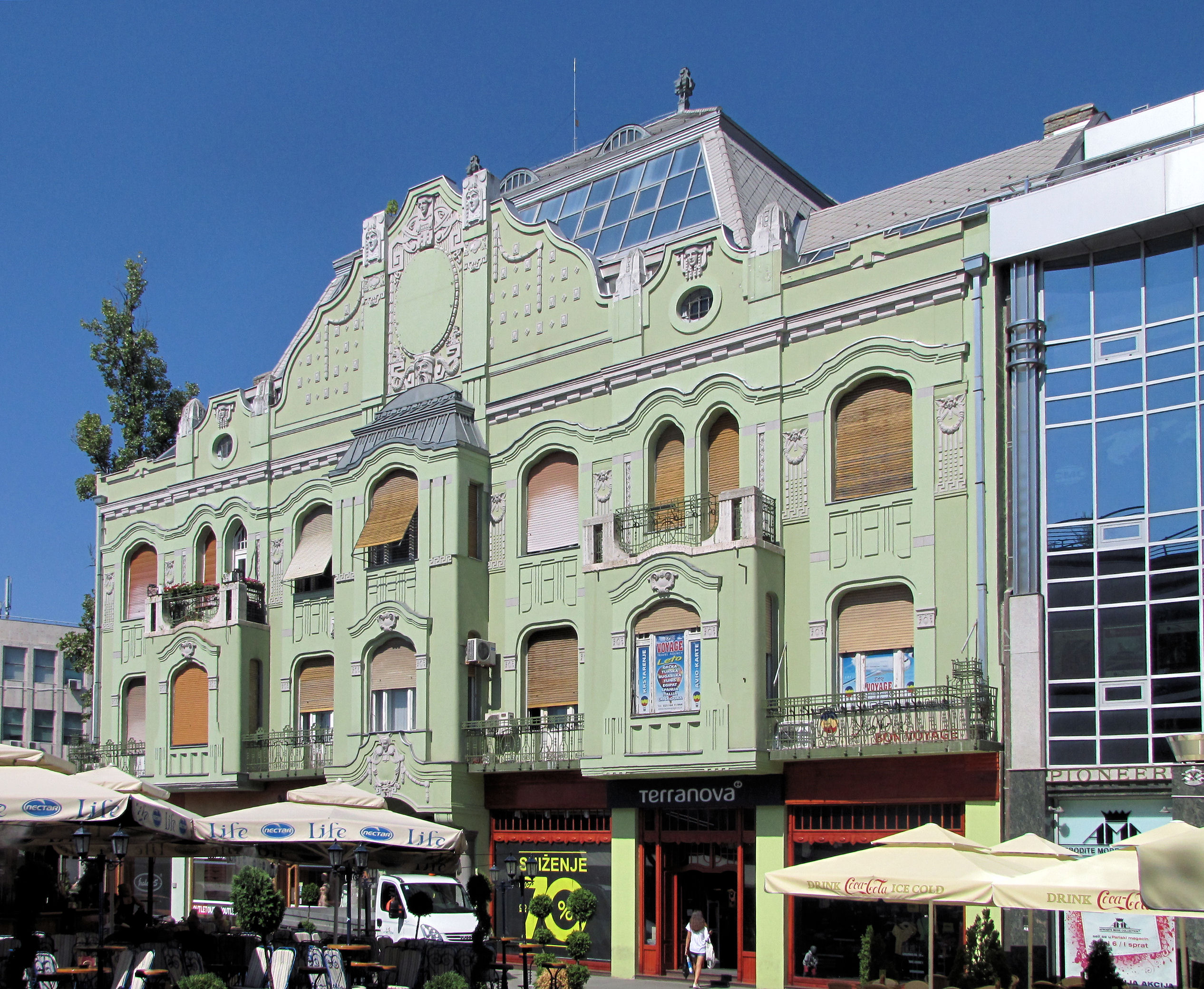
Le palais Menrath, 1908

Parallèlement, cette époque est marquée par le transfert du siège de la Matica srpska du Tekelijanum de Pest au Platoneum de Novi Sad. L'institution devint le symbole de la société civile, de la culture et de l'éducation, ce qui confirma le surnom d'« Athènes serbe » que portait la ville. Les bâtiments endommagés pendant la révolution de 1848-1849 furent restaurés et d'autres virent le jour comme le bâtiment de l'hôtel de ville (1895), le bâtiment du Grand lycée orthodoxe de la ville (1899-1900) ou le palais épiscopal de l'éparchie de Bačka (1899-1901). Beaucoup d'architectes venus de Hongrie introduisirent dans les bâtiments de Novi Sad le style de la Sécession hongroise, variante de l'Art nouveau, particulièrement visible dans le palais Menrath (1908).
Les travaux de la ligne de chemin de fer Budapest-Subotica-Novi Sad-Zemun-Belgrade commencèrent en 1881 ; la gare de l'époque, construite en 1882, se trouvait dans l'actuel quartier de Grbavica ; la ligne entra en activité en 1883 et Novi Sad vit alors l'arrivée de son premier train ; à partir de 1901, un omnibus tiré par des chevaux conduisait les voyageurs de la gare au centre puis, à partir de 1911, cette liaison fut effectuée par un tramway électrique.

### Première Guerre mondiale et entre-deux-guerres

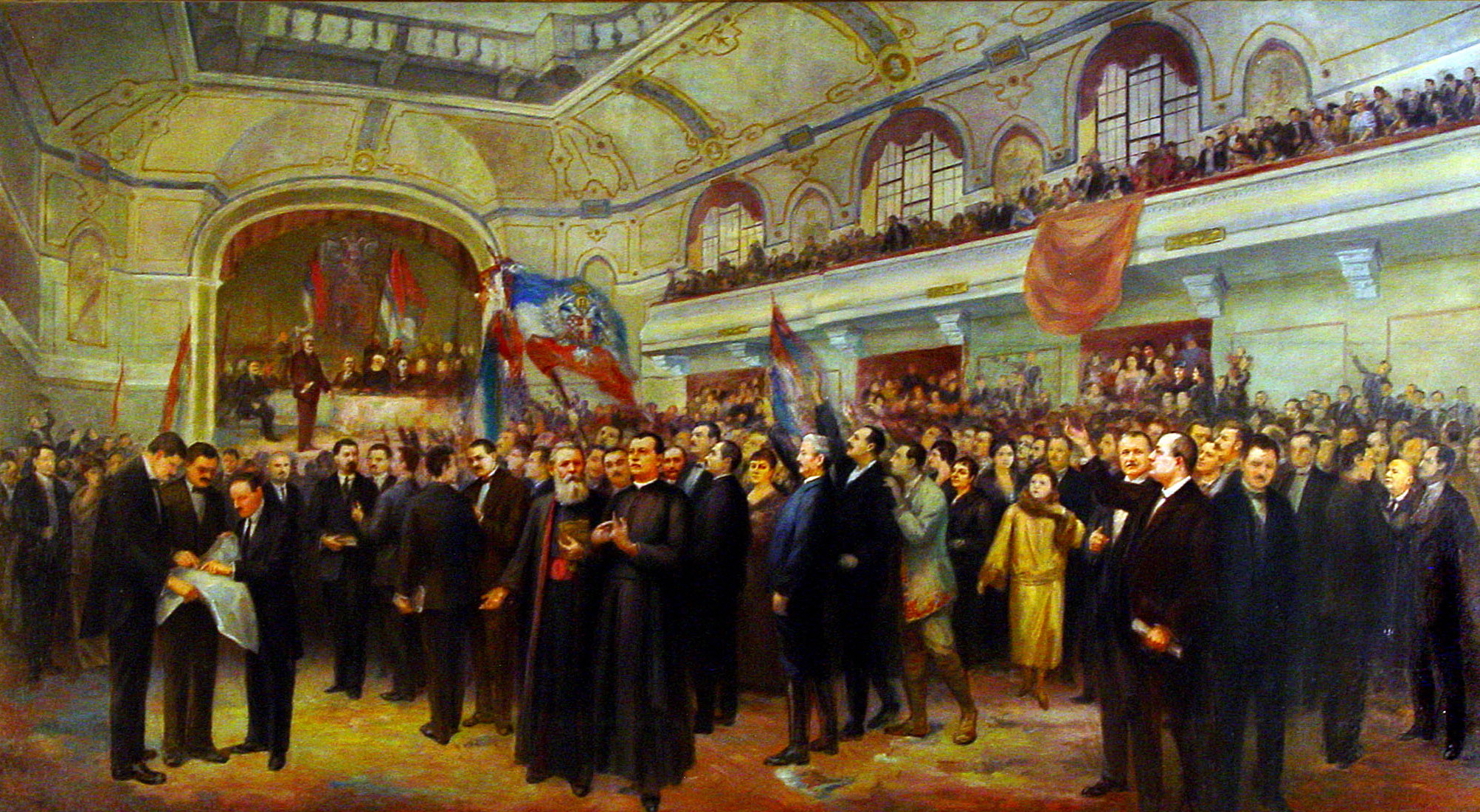
La Grande assemblée nationale des Serbes, des Bunjevcis et des autres Slaves du Banat, de la Bačka et de la Baranja

Le 3 novembre 1918, un Conseil national serbe et un Conseil de Sauvegarde furent établis à Novi Sad. Le 6 novembre, le Conseil national serbe demanda à la division du Danube, une division de l'armée serbe qui était déjà entrée en Syrmie, de se rendre dans la région de la Bačka. Le 8 novembre, les derniers soldats austro-hongrois évacuèrent la ville, qui passa entièrement sous le contrôle du Conseil national serbe et du Conseil de sauvegarde. Les troupes serbes entrèrent à Novi Sad le 9 novembre 1918.
Le 25 novembre 1918, la Grande assemblée nationale des Serbes, des Bunjevcis et des autres Slaves du Banat, de la Bačka et de la Baranja (en serbe : Velika narodna skupština Srba, Bunjevaca i ostalih Slovena u Banatu, Bačkoj i Baranji), composée de 757 députés (578 Serbes, 84 Bunjevcis, 62 Slovaques, 21 Ruthènes, 6 Allemands, 3 Šokci, 2 Croates et 1 Magyar, réunie à Novi Sad, proclama le rattachement de la Voïvodine au royaume de Serbie ; à partir du 1er décembre 1918, la ville fit partie du royaume des Serbes, Croates et Slovènes. Selon le recensement de 1921, elle comptait 39 122, dont 16 071 Serbes, 13 065 Hongrois, 6 486 Allemands, 2 663 Juifs, 1 294 Slovaques, 672 Russes et 613 Slovènes.
En 1929, Novi Sad devint le chef-lieu de la banovine du Danube, une province du royaume de Yougoslavie nouvellement proclamé. Selon le recensement de 1931, la banovine du Danube comptait 2 387 495 habitants, dont 56,9 % de Serbes et de Croates, 18,2 % de Hongrois et 16,3 % d'Allemands[réf. nécessaire]. Le siège de la banovine, construit entre 1936 et 1939 et aujourd'hui classé (identifiant no SK 200), a été édifié sur des plans de l'architecte Dragiša Brašovan dans un style moderniste,.

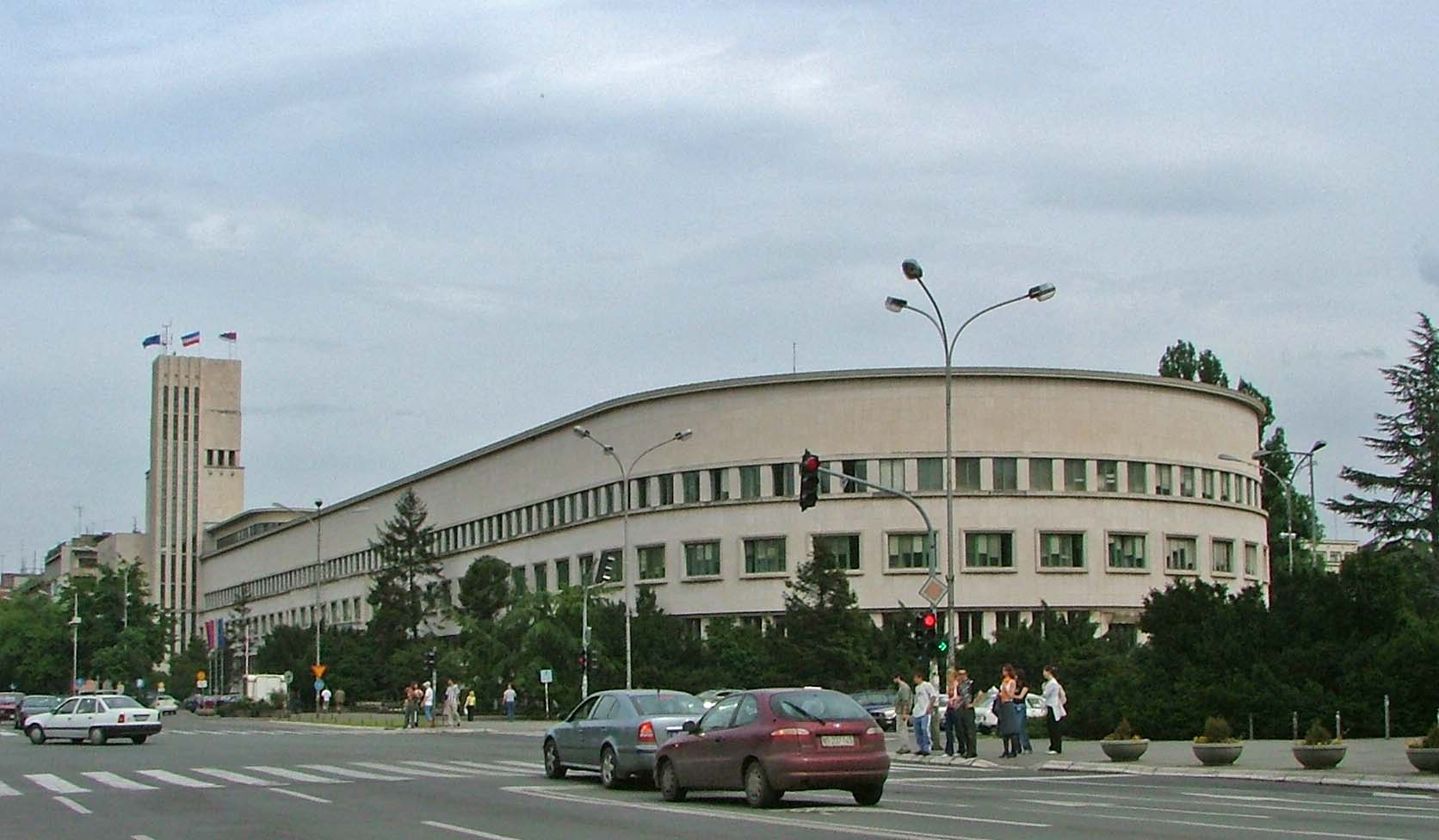
Le bâtiment de la banovine du Danube

### Seconde Guerre mondiale et après-guerre

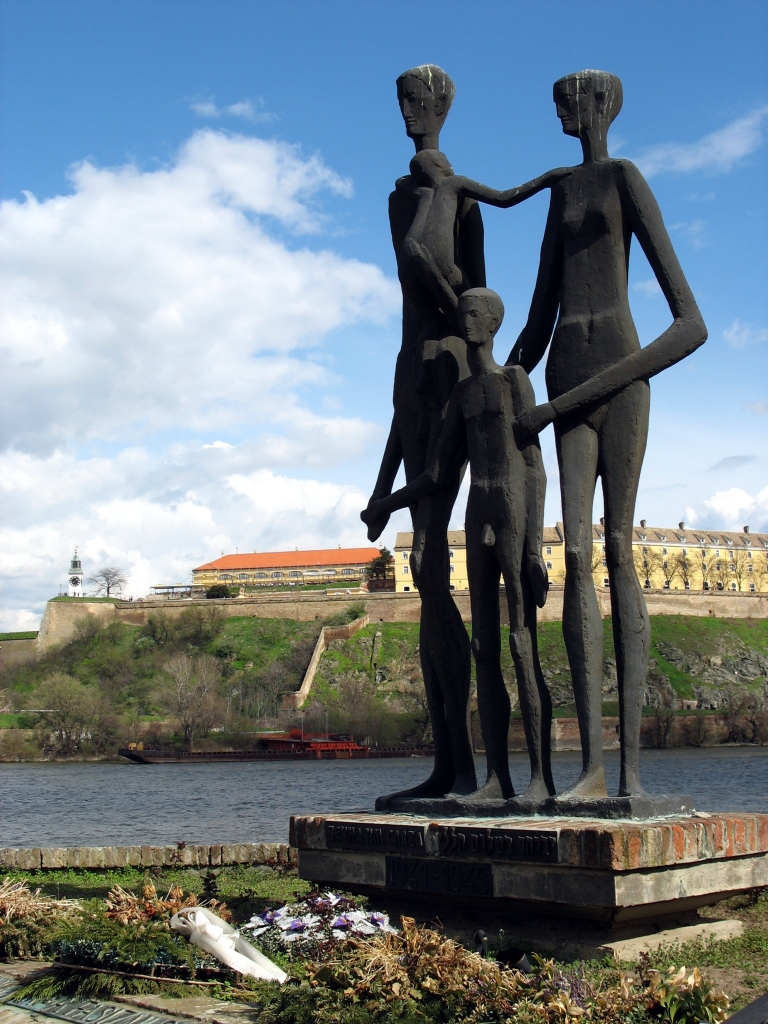
Le Monument sur le quai, érigé en hommage aux victimes du massacre de 1942

En 1941, le royaume de Yougoslavie fut envahi puis démembré par les puissances de l'Axe. La partie septentrionale du pays, dont Novi Sad, fut annexée par la Hongrie de Miklós Horthy. Pendant la Seconde Guerre mondiale, environ 5 000 habitants de la ville furent tués et d'autres furent déplacés. Lors du massacre de Novi Sad, qui eut lieu du 21 au 23 janvier 1942, la police hongroise tua 1 246 personnes, parmi lesquelles on comptait 809 Juifs, 375 Serbes, 18 Hongrois, 15 Russes et 2 Ruthènes. Leurs corps furent jetés dans les eaux du Danube. Le nombre total de morts lors du massacre s'élevait à environ 2 500. En 1971, un monument en l'honneur des victimes du massacre a été érigé sur la rive du fleuve ; il est considéré comme un site mémoriel de grande importance de la république de Serbie (n° d'identifiant ZM 30).

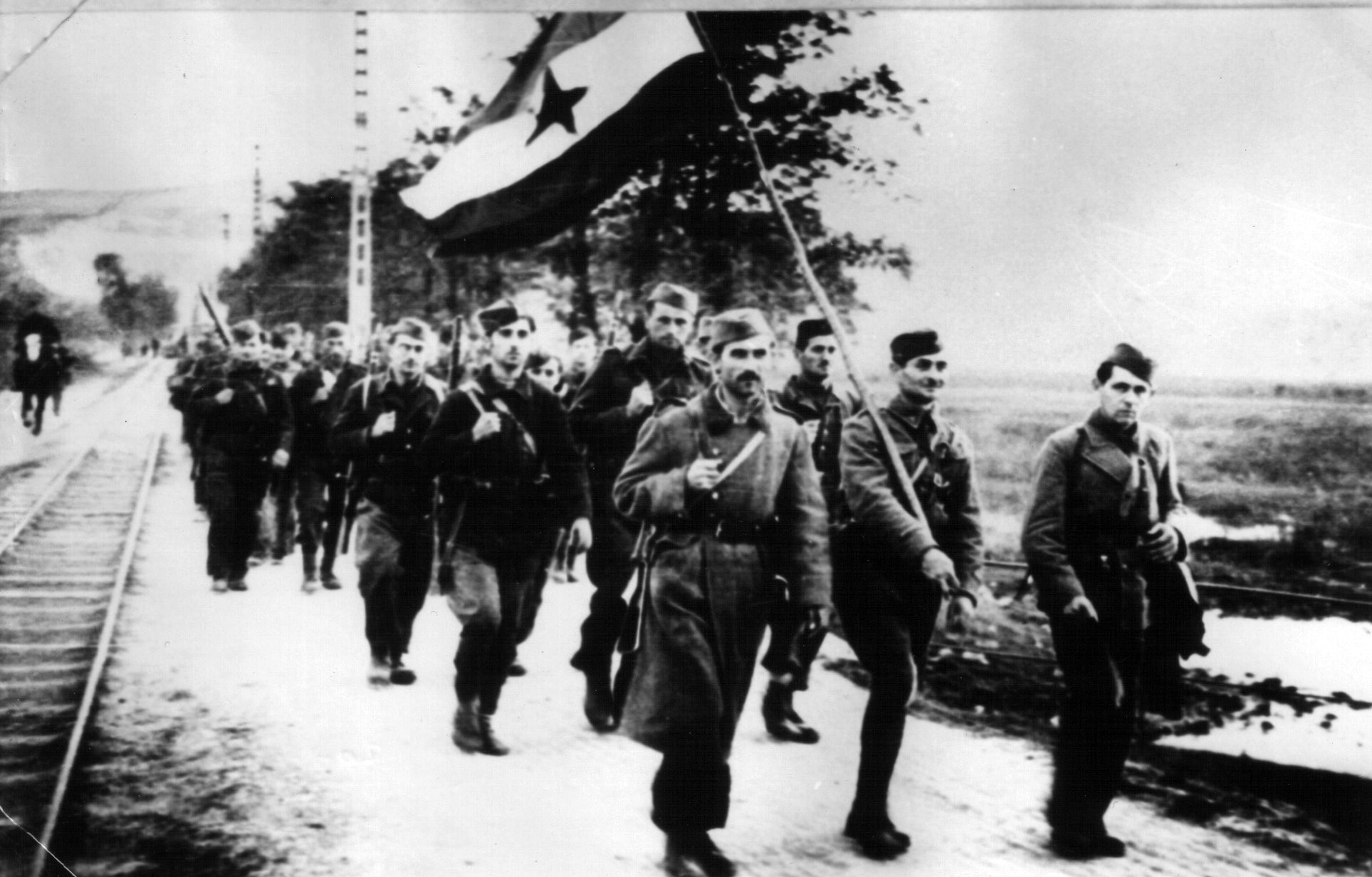
Les Partisans dans Novi Sad libérée, 1944

Pendant la guerre, Novi Sad connut un mouvement de résistance contre les autorités de l'Axe particulièrement actif et, en 1975, la ville de Novi Sad tout entière a été décorée de l'ordre du Héros national de Yougoslavie. Les Partisans de Syrmie et de la Bačka entrèrent dans la ville le 23 octobre 1944. Pendant l'Administration militaire du Banat, de la Bačka et de la Baranja (17 octobre 1944 - 27 janvier 1945), les Partisans pratiquèrent des purges contre ceux qui étaient considérés comme des collaborateurs des puissances de l'Axe ou comme une menace pour le nouveau régime ; la commission d'enquête mise en place en 2009 au sein du ministère serbe de la Justice fait état de 1 326 morts ou disparus à Novi Sad après la libération. Le cimetière commémoratif des combattants de la lutte de libération nationale à Novi Sad est aujourd'hui inscrit sur la liste des entités spatiales historico-culturelles de grande importance de la république de Serbie.

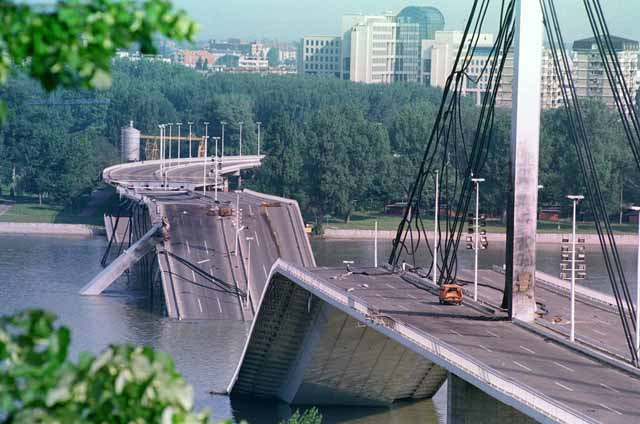
Le pont de la Liberté après le bombardement de l'OTAN du 3 avril 1999

Après la guerre, Novi Sad fit partie de la nouvelle république fédérative socialiste de Yougoslavie ; la ville devint la capitale de la province de Voïvodine, autonome au sein de la république socialiste de Serbie. La ville s'industrialisa rapidement et elle vit sa population plus que doubler entre la fin de la guerre et la chute de la Yougoslavie communiste.
Après 1992, Novi Sad fit partie de la république fédérale de Yougoslavie. En 1999, pendant la guerre du Kosovo, la ville fut gravement endommagée par les bombardements de l'OTAN. Ses trois ponts sur le Danube furent détruits, ainsi que les voies de communication, le système d'alimentation en eau et les installations électriques. Des quartiers résidentiels furent touchés. La raffinerie de pétrole de la ville fut bombardée quotidiennement, ce qui provoqua d'importants dommages écologiques.
En 2003, la ville fit partie de la Serbie-Monténégro et, depuis 2006, elle fait partie de la Serbie indépendante.

## Organisation de l'espace urbain

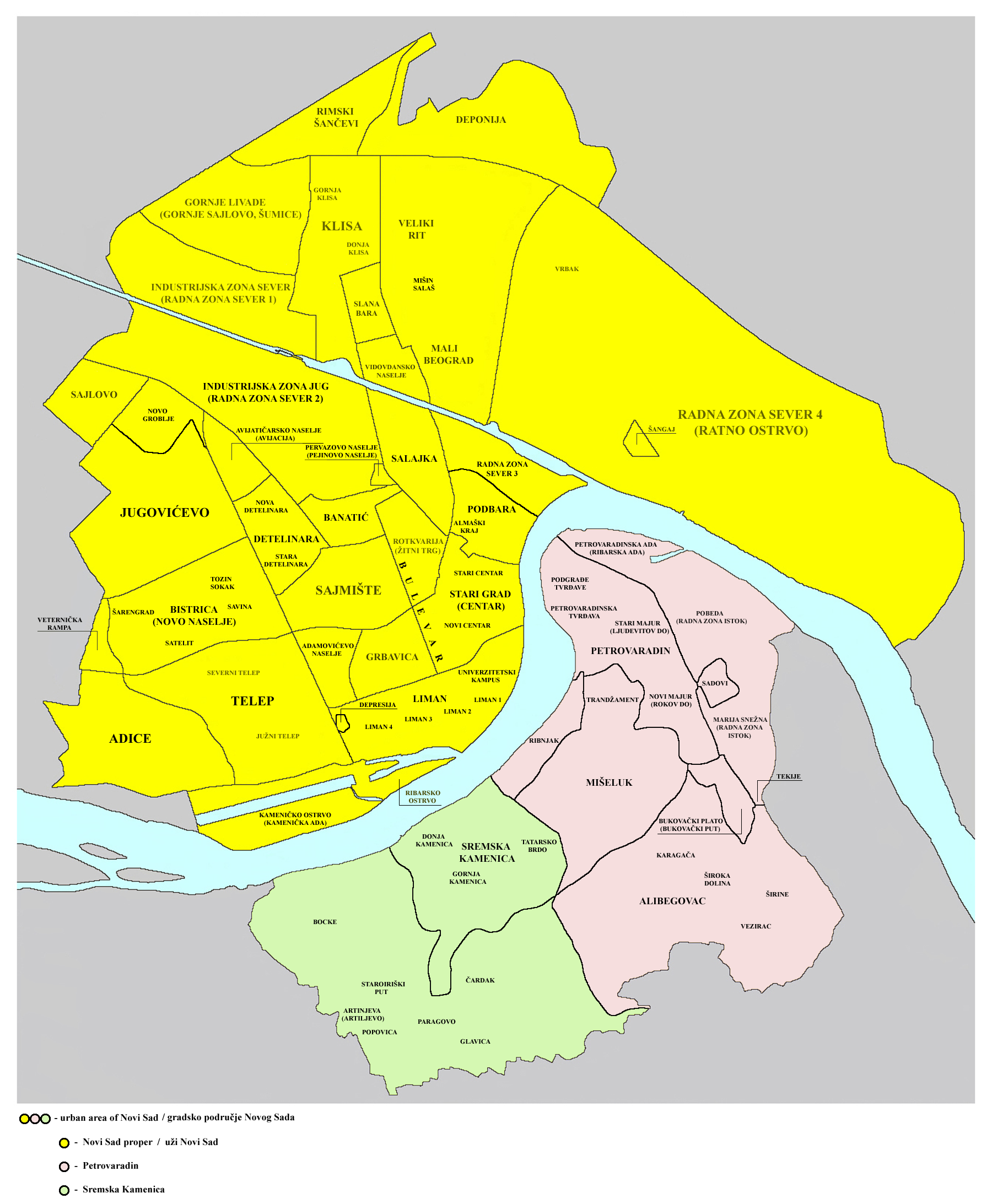
Carte de la zone urbaine de Novi Sad avec indication des quartiers

Au recensement de 2002, le secteur urbain de Novi Sad comptait 216 583 habitants. Ce secteur est divisé en trois parties : la ville de Novi Sad proprement dite (191 405 habitants) située sur la rive gauche du Danube, Petrovaradin (13 973 habitants) et Sremska Kamenica (11 205 habitants). Ces deux dernières localités sont, elles, situées sur la rive droite du Danube. La zone métropolitaine de Novi Sad, appelée aussi ville de Novi Sad, englobe Futog, Veternik, Bukovac et Ledinci ; en 2002, ce grand ensemble comptait 259 017 habitants.

### Quartiers de Novi Sad
Les quartiers les plus anciens de la ville sont Stari grad (« la vieille ville »), Rotkvarija, Podbara et Salajka ; formant autrefois des localités séparées, ils ont été réunis en 1694, lors de la fondation de la ville. Sremska Kamenica et Petrovaradin, sur la rive droite du Danube, restent aujourd'hui des villes à part entière mais font partie de la « zone urbaine » de Novi Sad. Liman (divisé en quatre parties numérotées de I à IV) et Novo naselje sont des quartiers construits dans les années 1960, 1970 et 1980, avec des immeubles modernes et de larges avenues ; conçus pour accueillir des populations autrefois rurales, ils ont remplacé des champs et des forêts qui entouraient la ville. De nombreuses maisons anciennes, dans les quartiers de Rotkvarija et de Bulevar, ont cédé la place à des immeubles de plusieurs étages dans les années 1950 et 1960. De la même manière, des quartiers comme celui de Grbavica ont complètement changé d'aspect.
Des quartiers résidentiels, avec des maisons individuelles, ont été construits à l'écart du centre ancien. Telep, à l'ouest de la ville, est le plus ancien de ces quartiers. Klisa, au nord, Adice et Veternička rampa, à l'ouest, ont connu un développement important, notamment avec l'arrivée de nombreux réfugiés après les guerres de Yougoslavie.

### Communautés locales
En 2011, la « ville » de Novi Sad comptait les communautés locales suivantes, ces communautés correspondant à la plus petite unité administrative locale de la république de Serbie :
- Žitni trg
- Stari grad
- Prva vojvođanska brigada
- Sonja Marinković
- Liman
- Boško Buha
- Liman III
- Ostrvo
- Ivo Andrić
- Vera Pavlović
- 7. juli
- Južni Telep
- Bratstvo Telep
- Nikola Tesla – Telep
- Gavrilo Princip
- Bistrica
- Adice
- Jugovićevo
- Radnički
- Detelinara
- Narodni heroji
- Omladinski pokret
- Sava Kovačević
- Dunav
- Podbara
- Slana bara
- Klisa
- Vidovdansko naselјe
- Salajka
- Šangaj
- Petrovaradin
- Sremska Kamenica
- Bukovac
- Ledinci
- Stari Ledinci
- Kać
- Budisava
- Kovilj
- Rumenka
- Kisač
- Stepanovićevo
- Veternik
- Futog
- Begeč
- Čenej
- Pejićevi salaši-Nemanovci

### Localités de Novi Sad et de Petrovaradin
Outre la partie urbaine de la ville de Novi Sad, qui englobe Novi Sad proprement dite, Petrovaradin et Sremska Kamenica, la municipalité compte 13 localités supplémentaires. Parmi ces localités, une seule, Futog, est officiellement classée parmi les « localités urbaines », c'est-à-dire parmi les villes de Serbie ; les autres sont officiellement considérées comme des « villages ». Outre Futog, qui compte 18 582 habitants, Veternik, avec 18 626 habitants est la localité la plus importante de la municipalité ; avec l'expansion démographique des années 1990, ces deux localités ont fini par former une continuité avec Novi Sad. Le village le plus isolé et le moins peuplé de la municipalité est Stari Ledinci (823 habitants). Ledinci, Stari Ledinci et Bukovac sont situés sur les pentes du massif de la Fruška gora.
| \| N°. \| Nom \| Population (2002)[33] \| N°. \| Nom \| Population (2002)[33] \| \| I \| Begeč \| 3 335 \| II \| Futog \| 18 582 \| \| III \| Veternik \| 18 626 \| IV \| Rumenka \| 5 729 \| \| V \| Kisač \| 5 471 \| VI \| Stepanovićevo \| 2 214 \| \| VII \| Čenej \| 2 115 \| VIII \| Kać \| 11 166 \| \| IX \| Budisava \| 3 825 \| X \| Kovilj \| 5 599 \| \| XI \| Bukovac \| 3 585 \| XII \| Stari Ledinci \| 823 \| \| XIII \| Ledinci \| 1 641 \| \| \| \| |          |                   |      |               |                   |
| N°. | Nom      | Population (2002) | N°.  | Nom           | Population (2002) |
| I | Begeč    | 3 335             | II   | Futog         | 18 582            |
| III | Veternik | 18 626            | IV   | Rumenka       | 5 729             |
| V | Kisač    | 5 471             | VI   | Stepanovićevo | 2 214             |
| VII | Čenej    | 2 115             | VIII | Kać           | 11 166            |
| IX | Budisava | 3 825             | X    | Kovilj        | 5 599             |
| XI | Bukovac  | 3 585             | XII  | Stari Ledinci | 823               |
| XIII | Ledinci  | 1 641             |      |               |                   |

## Démographie

### Novi Sadintra muros

#### Évolution historique de la population dans Novi Sadintra muros
| 1948   | 1953   | 1961   | 1971    | 1981    | 1991    | 2002    | 2011     |
| ------ | ------ | ------ | ------- | ------- | ------- | ------- | -------- |
| 64 041 | 70 769 | 95 192 | 134 160 | 163 773 | 173 186 | 191 656 | 231 798, |

|  |

#### Données de 2002
Pyramide des âges (2002)
En 2002, l'âge moyen de la population de Novi Sad intra muros était de 38,3 ans pour les hommes et 41,2 ans pour les femmes.
Répartition de la population par nationalités dans Novi Sad intra muros (2002)
En 2002, les Serbes représentaient près de 74 % de la population de Novi Sad intra muros, les Magyars 6 %, les Monténégrins 2,2 % et les Croates 1,8 % ; la catégorie de recensement des Yougoslaves, qui se réfère à la république fédérative socialiste de Yougoslavie sans marque de nationalité, représentait environ 3,7 % de la population.

#### Données de 2011
Pyramide des âges (2011)
En 2011, l'âge moyen de la population de Novi Sad intra muros était de 39,8 ans, soit 38,1 ans pour les hommes et 41,2 ans pour les femmes.
Répartition de la population par nationalités dans l'agglomération de Novi Sad (2011)
Les chiffres communiqués sont ceux de l'agglomération de Novi Sad, qui compte 250 439 habitants. En 2011, avec plus de 78 % de la population, la proportion de Serbes est en nette augmentation ; au contraire, avec 3.9 % de la population, la proportion de Magyars est en nette diminution ; les Croates représentaient 1,3 % de la population. Avec 1,26 % des habitants, les Roms devançaient les Monténégrins (1,19 %) ; la catégorie de recensement des Yougoslaves, qui, en 2002, représentait environ 3,7 % de la population, n'en représentait plus que 0,75 % en 2011.

### Municipalité de Novi Sad

#### Évolution démographique dans la municipalité
Selon une estimation effectuée par les autorités locales en avril 2005, la population de la municipalité s'élevait à 333 895 habitants.

#### Données de 2002
Répartition de la population dans la municipalité (2002)
Toutes les localités de la ville de Novi Sad ont une majorité de peuplement serbe, à l'exception du village de Kisač qui est majoritairement habité par des Slovaques.

## Religions (2011)

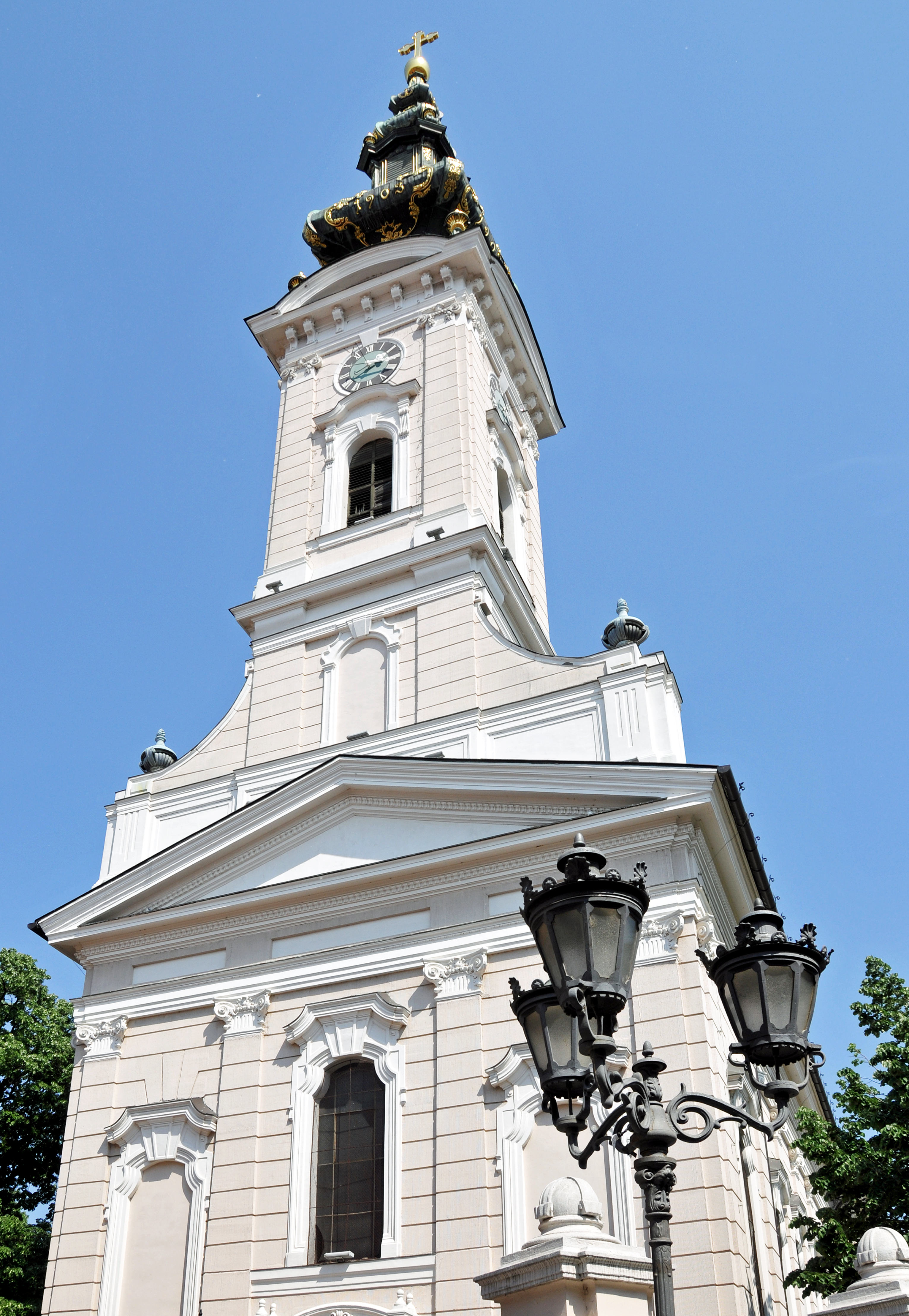
La cathédrale orthodoxe Saint-Georges de Novi Sad

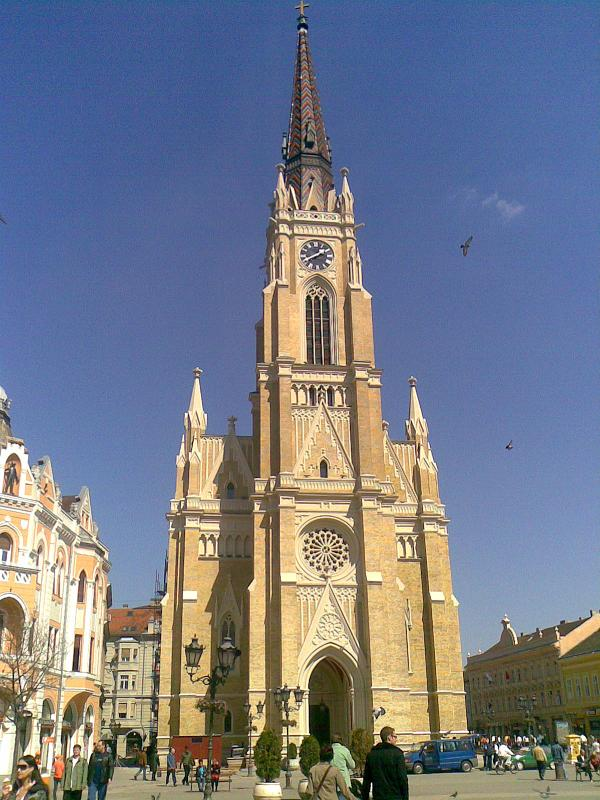
L'église catholique du Nom-de-Marie de Novi Sad

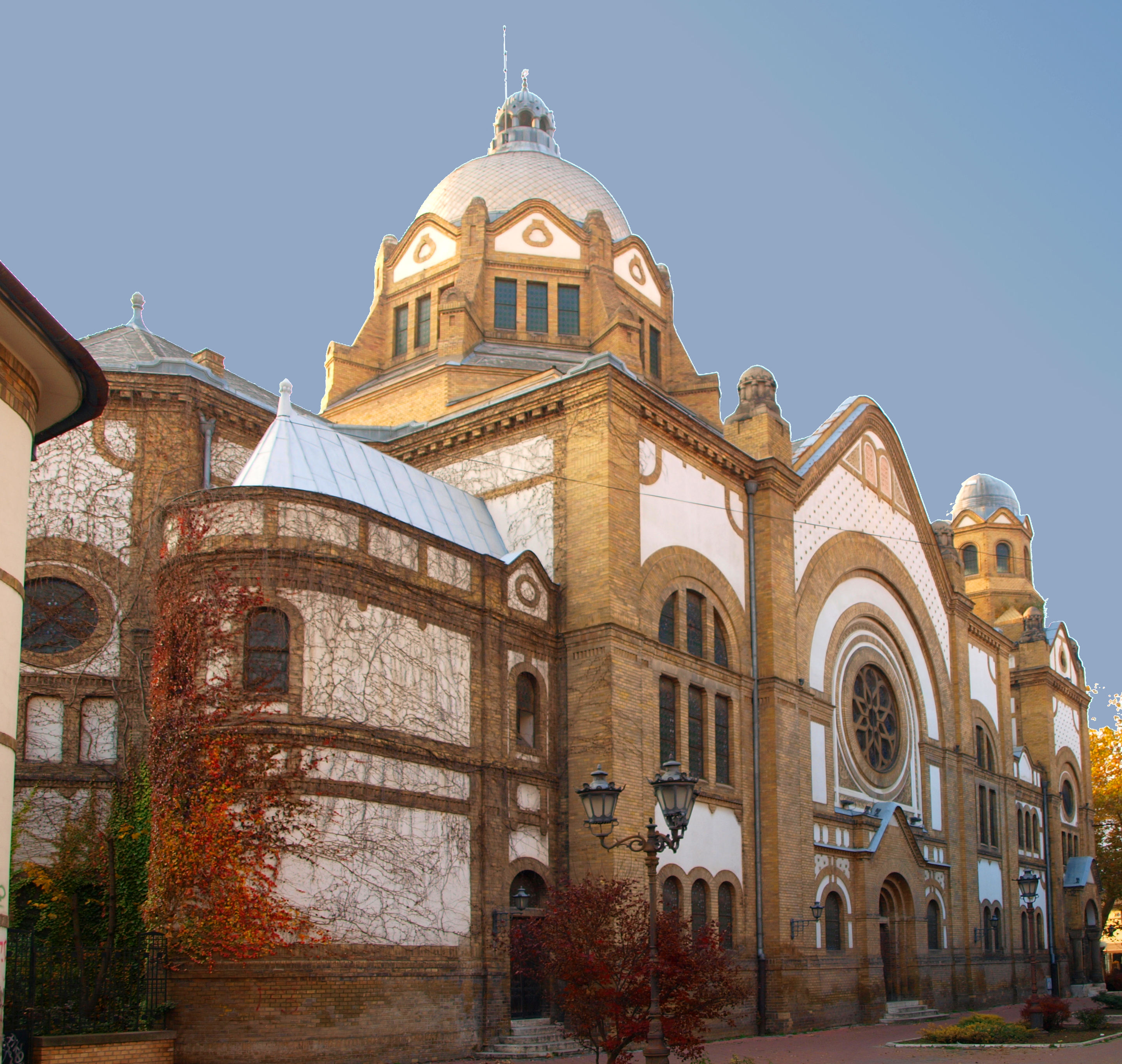
La synagogue de Novi Sad

Sur le plan religieux, la ville de Novi Sad est peuplée à plus de 79 % par des Serbes orthodoxes. La partie de son territoire située au nord du Danube relève de l'éparchie de Bačka (en serbe cyrillique : Епархија бачка), qui a son siège à Novi Sad, tandis que la partie situé au sud du fleuve relève de l'éparchie de Syrmie (Eparhija sremska), qui a son siège à Sremski Karlovci. Les Catholiques, qui représentent 6,3 % de la population, relèvent soit du diocèse de Subotica, qui fait partie de l'archidiocèse de Belgrade, pour la partie située sur la rive droite du Danube soit du diocèse de Syrmie, qui fait partie de l'archidiocèse de Đakovo-Osijek, pour la partie située sur la rive gauche. Les Protestants sont partagés en plusieurs communautés comme la communauté nazaréenne, la communauté adventiste, la communauté baptiste, la communauté méthodiste, la communauté évangélique, la communauté évangélique slovaque ou encore la communauté calviniste. Parmi les courants chrétiens, l'Église de Jésus-Christ des saints des derniers jours (mormonisme) et les Témoins de Jéhovah sont également présents dans la ville.
Comme la communauté musulmane du pays, celle de Novi Sad est partagée entre la Communauté islamique de Serbie (Islamska zajednica Srbije), dont le siège est à Belgrade, et la Communauté islamique en Serbie (en serbe : Islamska zajednica u Srbiji) ; de cette dernière dépend la Communauté islamique en Voïvodine, qui a son siège dans la capitale provinciale ; les Musulmans disposent de deux lieux de culte, l'un dans le quartier d'Adamovićevo naselje, l'autre dans le quartier de Veliki rit.
Avant la Seconde Guerre mondiale, Novi Sad comptait une communauté juive forte de 4 350 personnes, dont 3 020 furent assassinés ou exécutés dans des camps pendant la guerre ; après la guerre, 654 Juifs partirent s'installer en Israël ; selon le site de la communauté, 650 Juifs habitent encore à Novi Sad. Les données du recensement de 2011 en Serbie attestent de la présence d'une communauté de 84 membres déclarés.

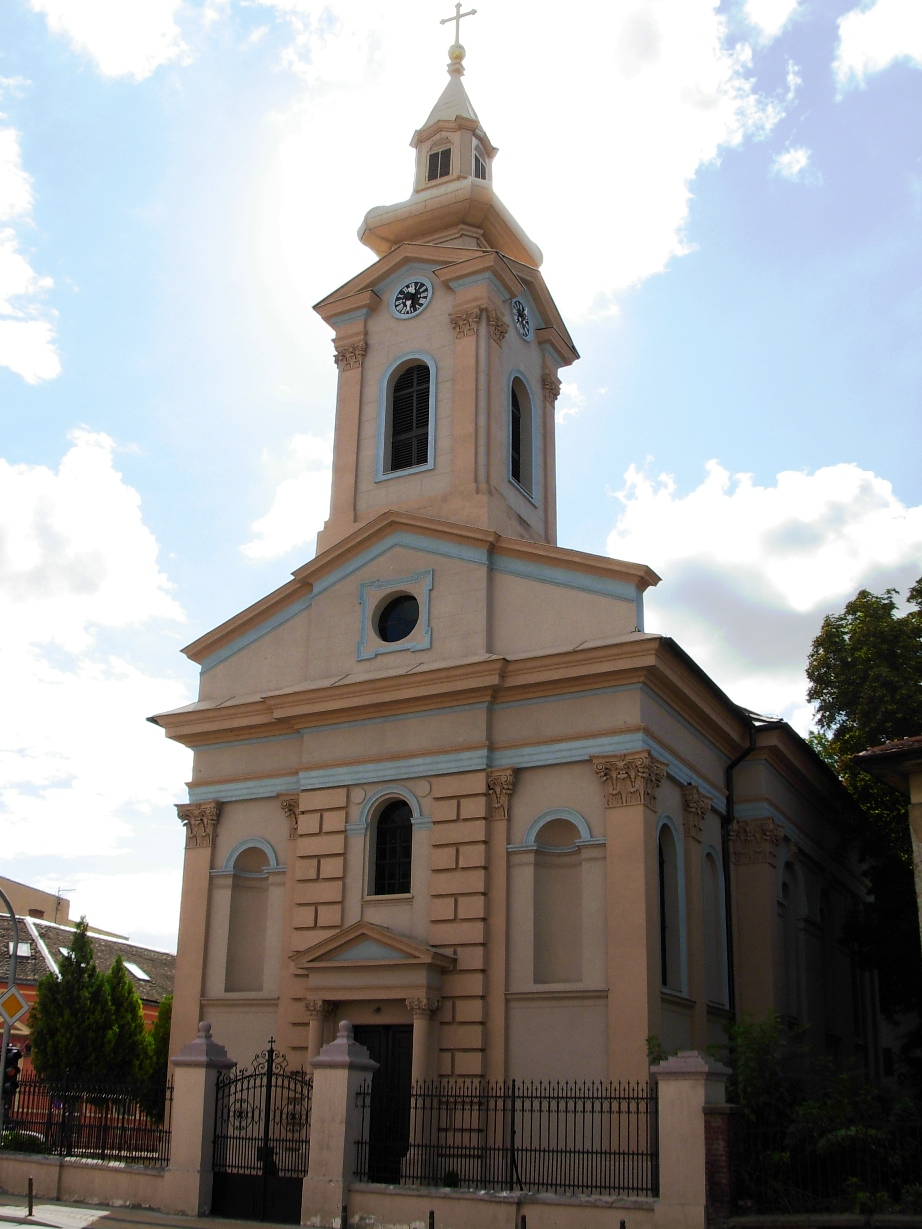
L'église évangélique dans le quartier de Rotkvarija

## Politique

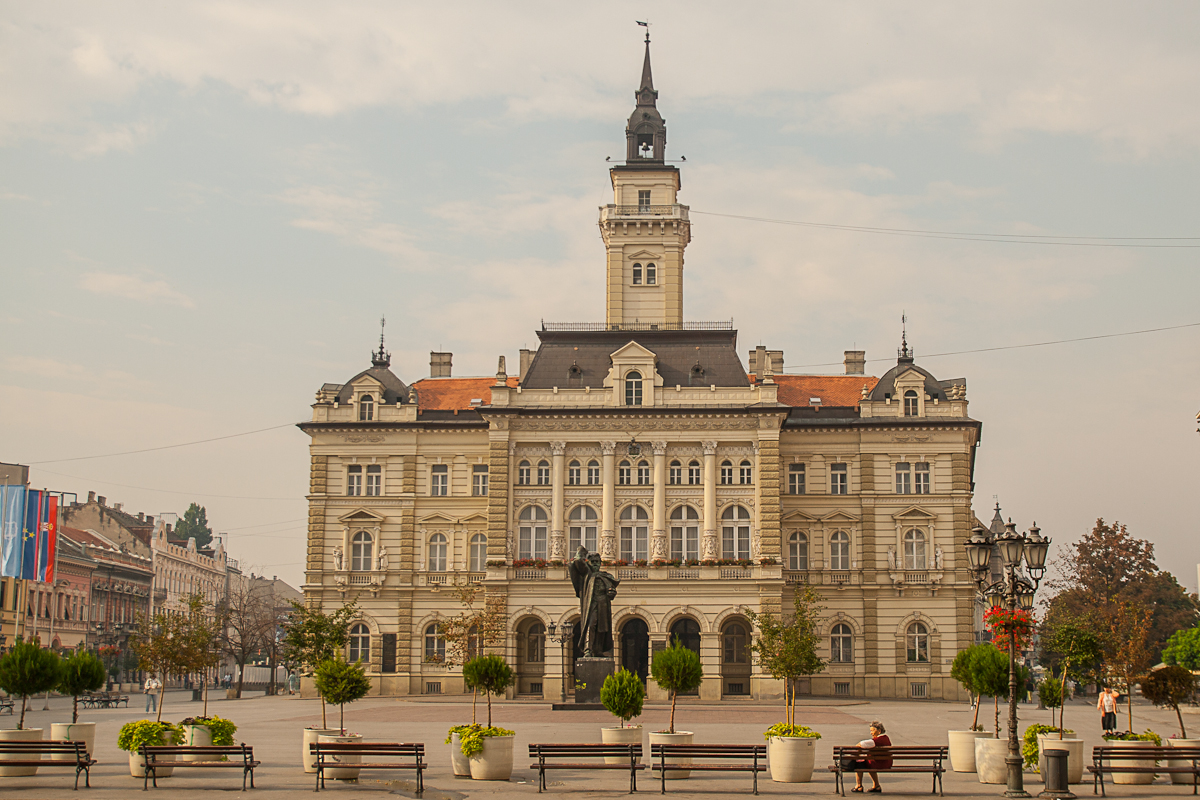
L'hôtel de ville de Novi Sad

Novi Sad est la capitale de la province autonome de Voïvodine et, de ce fait, elle héberge le gouvernement et l'Assemblée de la province. Depuis 2002, Novi Sad est soumise à un nouveau statut. La ville de Novi Sad est divisée en 46 communautés locales, réunies dans deux municipalités urbaines, celle de Novi Sad et celle de Petrovaradin, séparées par le Danube.
En tant que chef-lieu d'une municipalité, la ville possède également une assemblée municipale (pouvoir législatif), un maire et un gouvernement (pouvoir exécutif). Les membres de l'assemblée de la ville, ainsi que le maire, sont élus au suffrage direct, tous les quatre ans. L'assemblée compte 78 sièges. Le gouvernement municipal, quant à lui, compte 11 membres ; il est élu par l'assemblée, sur proposition du maire.

### Élections locales de 2004
Aux élections locales de 2004, Maja Gojković, membre du Parti radical serbe (SRS), a été élue maire de Novi Sad ; à l'assemblée une coalition composée du Parti radical serbe, du Parti démocrate de Serbie (DSS) et du Parti socialiste de Serbie (SPS), détenait la majorité. Les sièges étaient répartis de la manière suivante :
| Parti                      | Sièges |
| -------------------------- | ------ |
| Parti radical serbe        | 34     |
| Parti démocrate            | 21     |
| Ensemble pour la Voïvodine | 9      |
| Parti démocrate de Serbie  | 5      |
| G17 Plus                   | 3      |
| Parti socialiste de Serbie | 3      |
| Liste « Pour Novi Sad »    | 3      |

### Élections locales de 2008
Aux élections locales serbes de 2008, les 78 sièges de l'Assemblée municipale étaient répartis de la manière suivante :
| Parti                      | Sièges |
| -------------------------- | ------ |
| Pour un Novi Sad européen  | 30     |
| Parti radical serbe        | 26     |
| Ensemble pour la Voïvodine | 9      |
| Liste « Maja Gojković »    | 7      |
| Parti démocrate de Serbie  | 4      |
| Coalition hongroise        | 1      |

Au terme de ces élections, une alliance a été conclue entre la liste Pour un Novi Sad européen, expression locale de la liste Pour une Serbie européenne qui, aux élections législatives anticipées de mai 2008, était soutenue par le président Boris Tadić, Ensemble pour la Voïvodine et la Coalition hongroise. De ce fait, Igor Pavličić, membre du Parti démocrate a été élu maire de Novi Sad, remplaçant ainsi à la tête de la ville Maja Gojković.

### Élections locales de 2012
Aux élections locales serbes de 2012, les 78 sièges de l'Assemblée municipale étaient répartis de la manière suivante :
| Parti                                                                         | Sièges |
| ----------------------------------------------------------------------------- | ------ |
| Un choix pour un meilleur Novi Sad                                            | 18     |
| Donnons de l'élan à Novi Sad (Parti progressiste serbe, etc.)                 | 15     |
| Ligue des sociaux-démocrates de Voïvodine - « Novi Sad, notre maison »        | 15     |
| Parti socialiste de Serbie - Parti des retraités unis de Serbie - Serbie unie | 7      |
| Parti démocrate rom                                                           | 6      |
| Parti démocrate de Serbie                                                     | 5      |
| Dveri za život Novog Sada                                                     | 5      |
| Parti radical serbe                                                           | 5      |
| Alliance des Magyars de Voïvodine                                             | 1      |
| Aucune des réponses proposées                                                 | 1      |

## Architecture et monuments

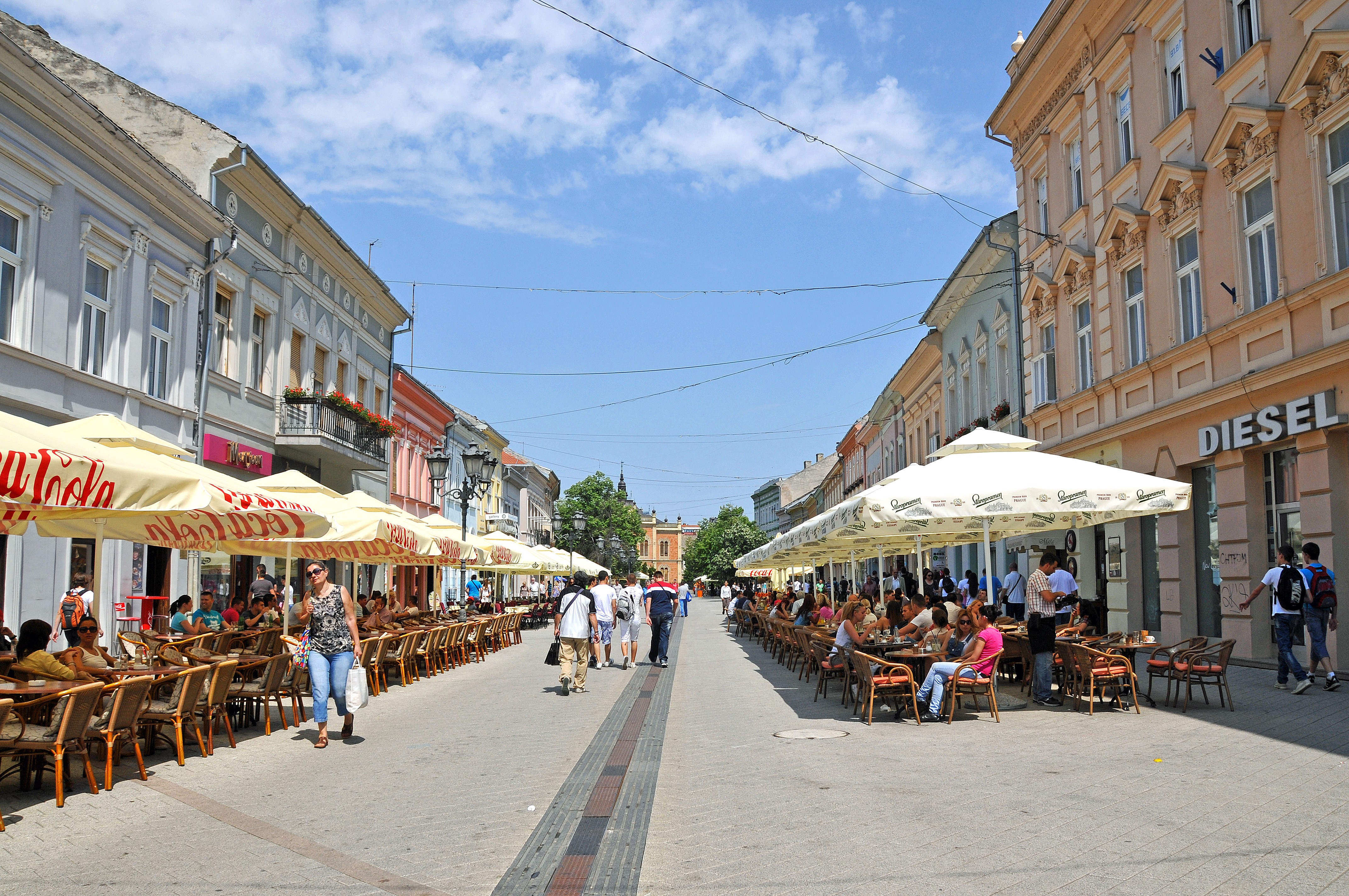
La rue Zmaj Jovina

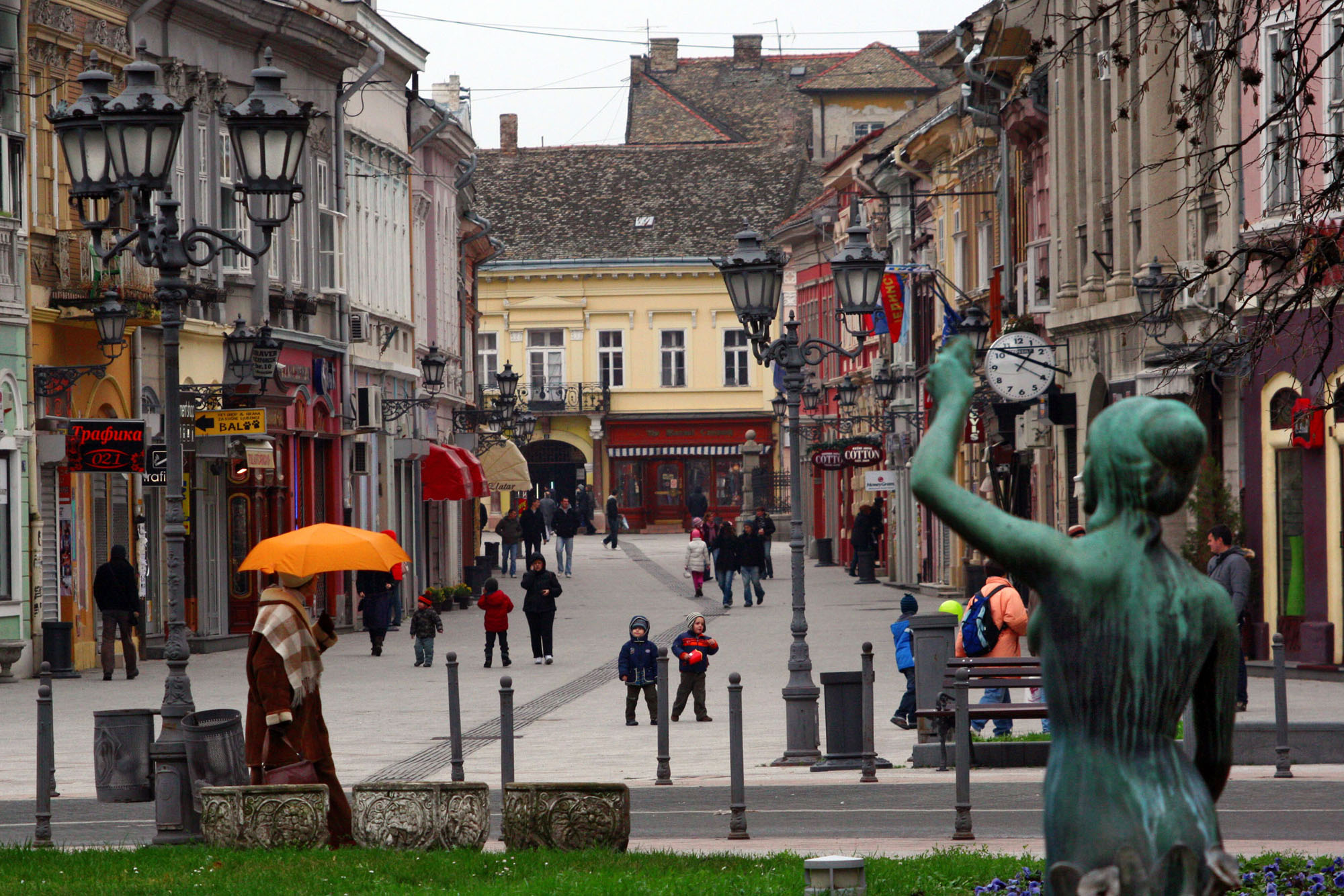
La rue Dunavska

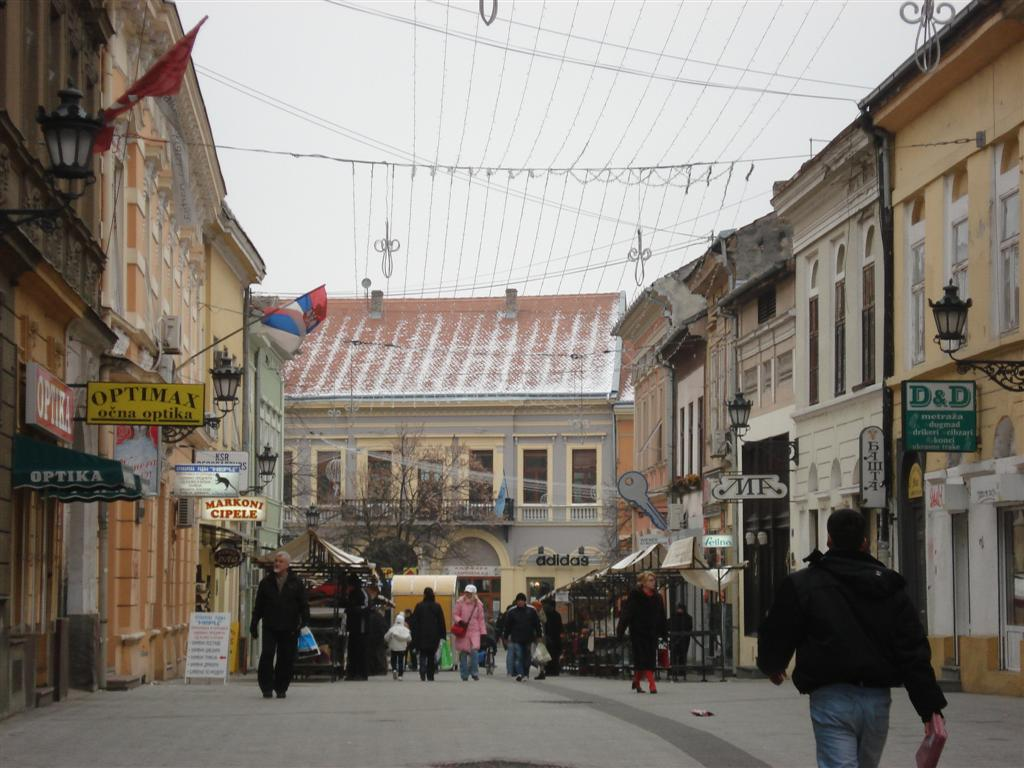
La rue Svetozara Miletića

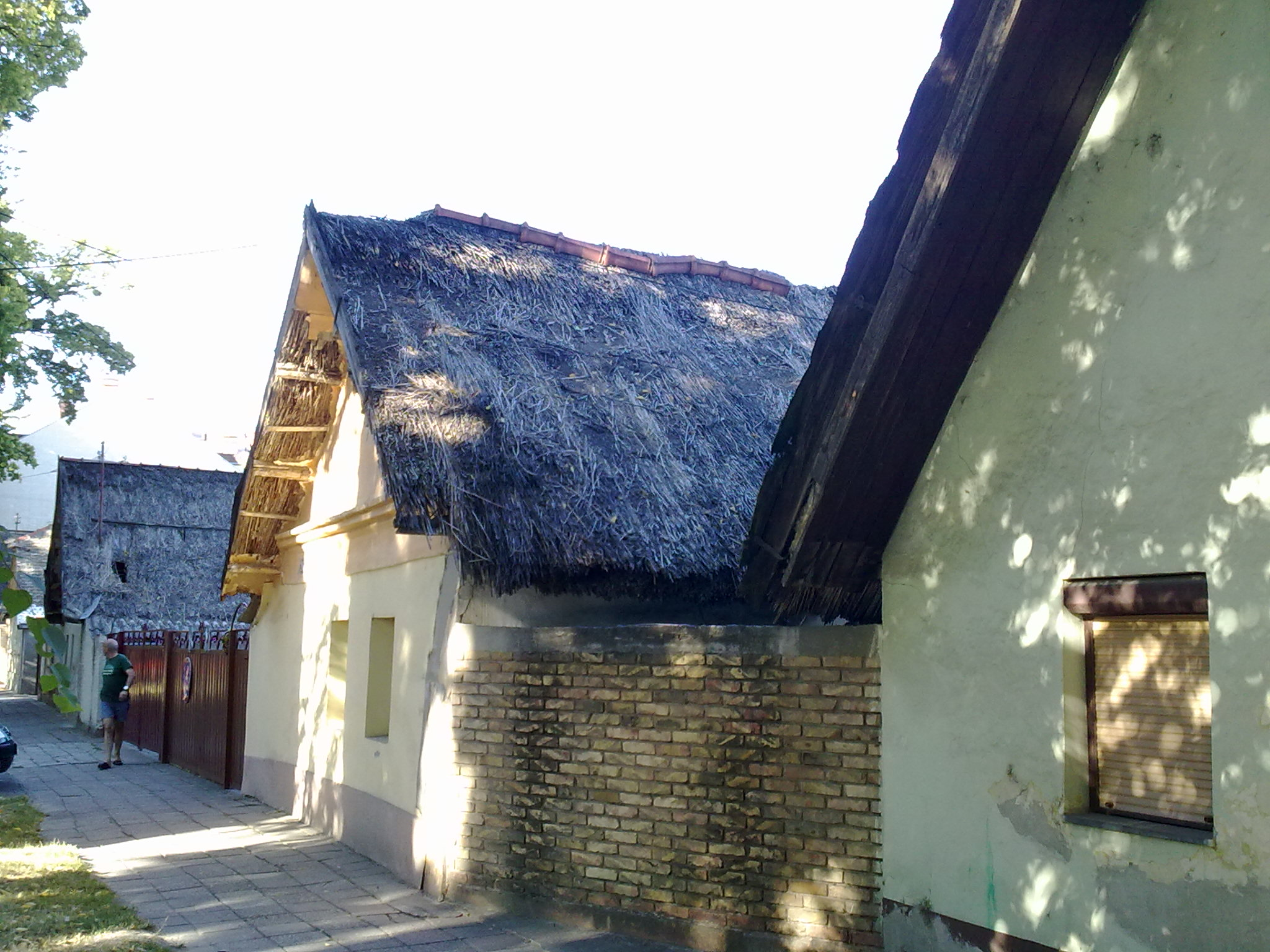
Maisons anciennes de la rue Kraljevića Marka

Plusieurs ensembles de Novi Sad sont inscrits sur la liste des entités spatiales historico-culturelles de Serbie, à commencer par le centre ancien de la ville (en serbe : staro jezgro), inscrit sur la liste des entités protégées (identifiant no PIKC 66). Plusieurs entités sont distinguées : l'ensemble de Jodna banja qui remonte au début du XXe siècle (identifiant PKIC 42), les « vieux cimetières » des XIXe et XXe siècles (PKIC 43), l'ensemble de la synagogue, de l'école et du bâtiment de la communauté juive à Novi Sad (PKIC 45) et le cimetière commémoratif des combattants de la lutte de libération nationale à Novi Sad (PKIC 46), qui sont considérés comme des entités de grande importance. Jusqu'en juillet 2015, un ensemble de maisons situé rue Kraljevića Marka (PKIC 63), datant de la fin du XVIIe siècle et du début du XVIIIe siècle, était également protégé,,.
En 2015, 49 monuments de Novi Sad intra muros sont plus particulièrement inscrits sur la liste du patrimoine culturel de Serbie :
1. la galerie de la Matica srpska (Trg galerija 1) ;
2. le bâtiment de la Collection commémorative Pavle Beljanski (Trg galerija 2) ;
3. la Galerie des beaux-arts - Donation et collection de Rajko Mamuzić (Vase Stajića 1) ;
4. le Platoneum (Nikole Pašića 6) ;
5. l'église d'Almaš (Almaška 15)[58] ;
6. la cathédrale orthodoxe Saint-Georges (Nikole Pašića 2)[59] ;
7. l'église orthodoxe de la Dormition-de-la-Mère-de-Dieu (Uspenska 12)[60] ;
8. l'église Saint-Nicolas (Nikolajevska porta bb)[61] ;
9. le monument de Svetozar Miletić (Trg slobode)[62] ;
10. le bâtiment de la Matica srpska (Matice srpske 1)[63] ;
11. le bureau de la paroisse catholique de Novi Sad (Plebanija) (Katolička porta 3)[64] ;
12. le bâtiment du lycée Jovan Jovanović Zmaj (Zlatne grede 4)[65] ;
13. la maison de la JNA (Trg slobode 5)[66] ;
14. le quartier général des Partisans (Vojislava Ilića 15)[67] ;
15. la tombe de Jovan Hranilović (Grko-katoličko groblje, Bulevar kralja Petra)[68] ;
16. vingt-quatre tombes de personnalités dans le cimetière de la Dormition (Uspensko groblje)[69] ;
17. trente tombes de personnalités dans le cimetière d'Almaš (Almaško groblje)[70] ;
18. la tombe de Stevan Milovanov (Almaško groblje)[71] ;
19. tombes de personnalités liées à l'histoire de Novi Sad, Petrovaradin, Sremski Karlovci et Sremska Kamenica (Novi Sad : Almaško groblje, Uspensko groblje, etc. ; Petrovaradin : Vojničko groblje ; Sremska Kamenica : Pravoslavno groblje)[72] ;
20. maison située 37 rue Kraljevića Marka ;
21. maison située 7 rue Dunavska ;
22. un vieux cinéma (Zmaj Jovina 4 / Ilije Ognjanovića 22) ;
23. maison située 20 rue Dunavska ;
24. maison située 18 rue Dunavska ;
25. maison située 69 rue Karađorđeva ;
26. maison située 23 rue Zmaj Jovina ;
27. maison située 2 Trifkovićev trg ;
28. le tombeau de la famille Chenazy (Bulevar Mihajla Pupina / rue Narodnih heroja) ;
29. le bâtiment de la bibliothèque municipale (Dunavska 1) ;
30. maison située 5 Trg Marije Trandafil ;
31. maison située 2 Pozorišni trg ;
32. maison située 6 rue Dunavska ;
33. le bâtiment de l'hôtel de ville (Trg slobode 1) ;
34. le bâtiment du greffe (Trg mladenaca 7) ;
35. le Palais Menrath (14 rue Kralja Aleksandra) ;
36. le bâtiment du Bureau central de crédit (Grčkoškolska 2) ;
37. le bâtiment de l'école grecque (Grčkoškolska 3) ;
38. l'entrepôt tchèque (Bulevar despota Stefana 7) ;
39. le complexe de l'Institut Pasteur (Hajduk Veljkova 1) ;
40. le bâtiment de l'école Sokol (Ignjata Pavlasa 4) ;
41. maison située 48 rue Petra Drapšina ;
42. la maison familiale de Mileva Marić-Einstein (Kisačka 20) ;
43. le complexe de la Banovine (Bulevar Mihajla Pupina 16) ;
44. le bâtiment du Vieux champ de tir (Antona Čehova 4) ;
45. le complexe du Musée et des Archives de Voïvodine (Dunavska 35) ;
46. le Palais épiscopal de l'éparchie de Bačka (Gimnazijska 2) ;
47. maison située 10 rue Dositejeva ;
48. bâtiment situé 1 rue Temerinska ;
49. l'école de génie électrique Mihajlo Pupin.

En 1971, le Monument sur le quai, également connu sous le nom de La Famille, une œuvre du sculpteur Jovan Soldatović, dédié aux victimes du raid de janvier 1942 et plus généralement à celles de la Seconde Guerre mondiale, a été inauguré sur le Sunčani kej (le « quai du soleil »), ; il est inscrit sur la liste des sites mémoriels de grande importance de la république de Serbie.

## Culture

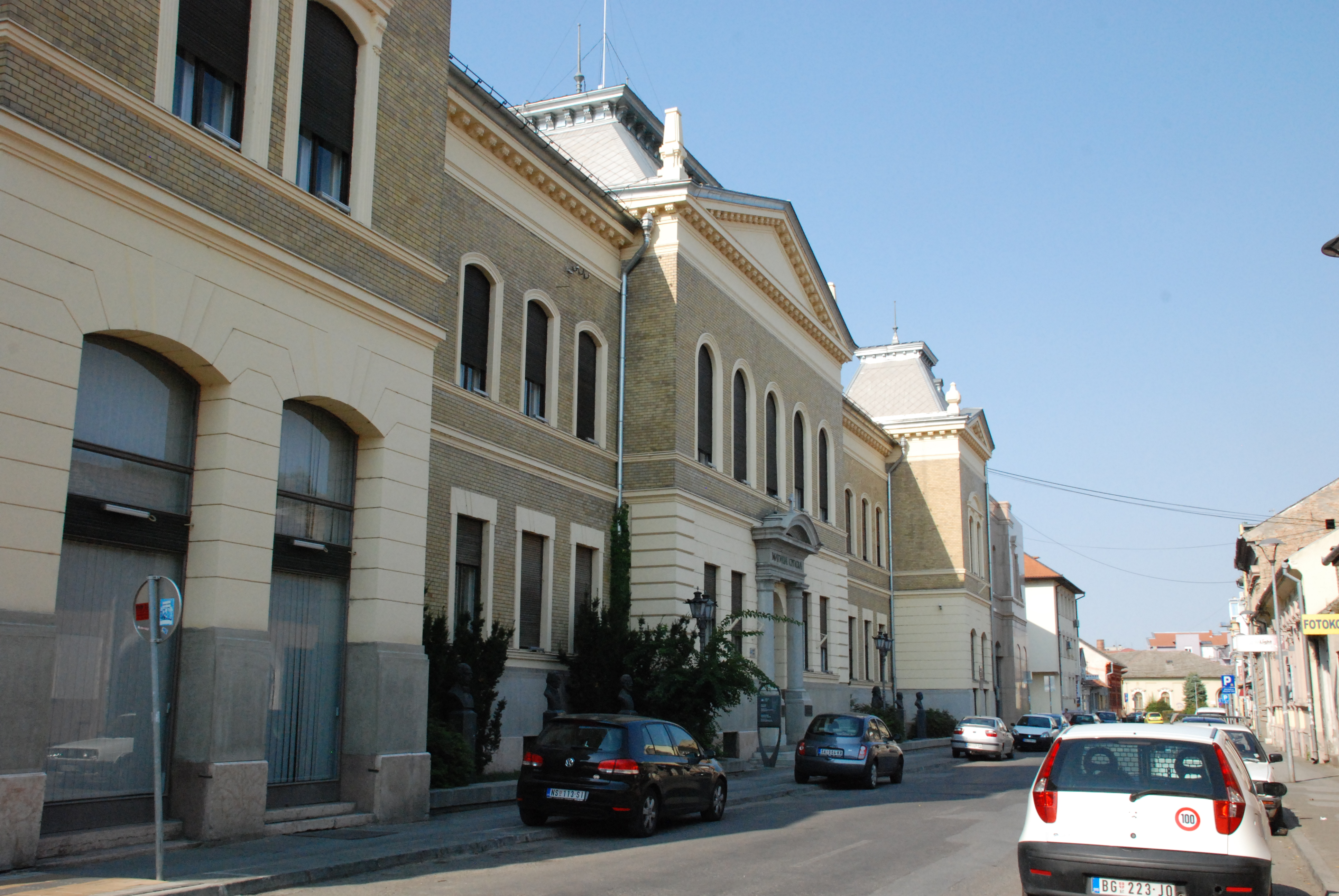
La Matica srpska

Au XIXe siècle, Novi Sad fut la capitale de la culture serbe et, à cette époque, elle reçut le surnom d'« Athènes serbe »,. À cette époque, presque tous les intellectuels serbes, romanciers, poètes, juristes, etc. ont vécu dans la ville. Parmi eux, on peut citer Vuk Stefanović Karadžić, le grand réformateur de la langue serbe, Mika Antić, Đura Jakšić, ainsi que beaucoup d'autres. La Matica srpska, fondée en 1826 à Pest, fut transférée à Novi Sad en 1864 ; entre 1967 et 1976, cette institution culturelle, la plus ancienne de Serbie, a publié un Vocabulaire de la langue littéraire serbe standard en six volumes. Le Théâtre national serbe, créé en 1861, est le plus ancien théâtre professionnel du pays.

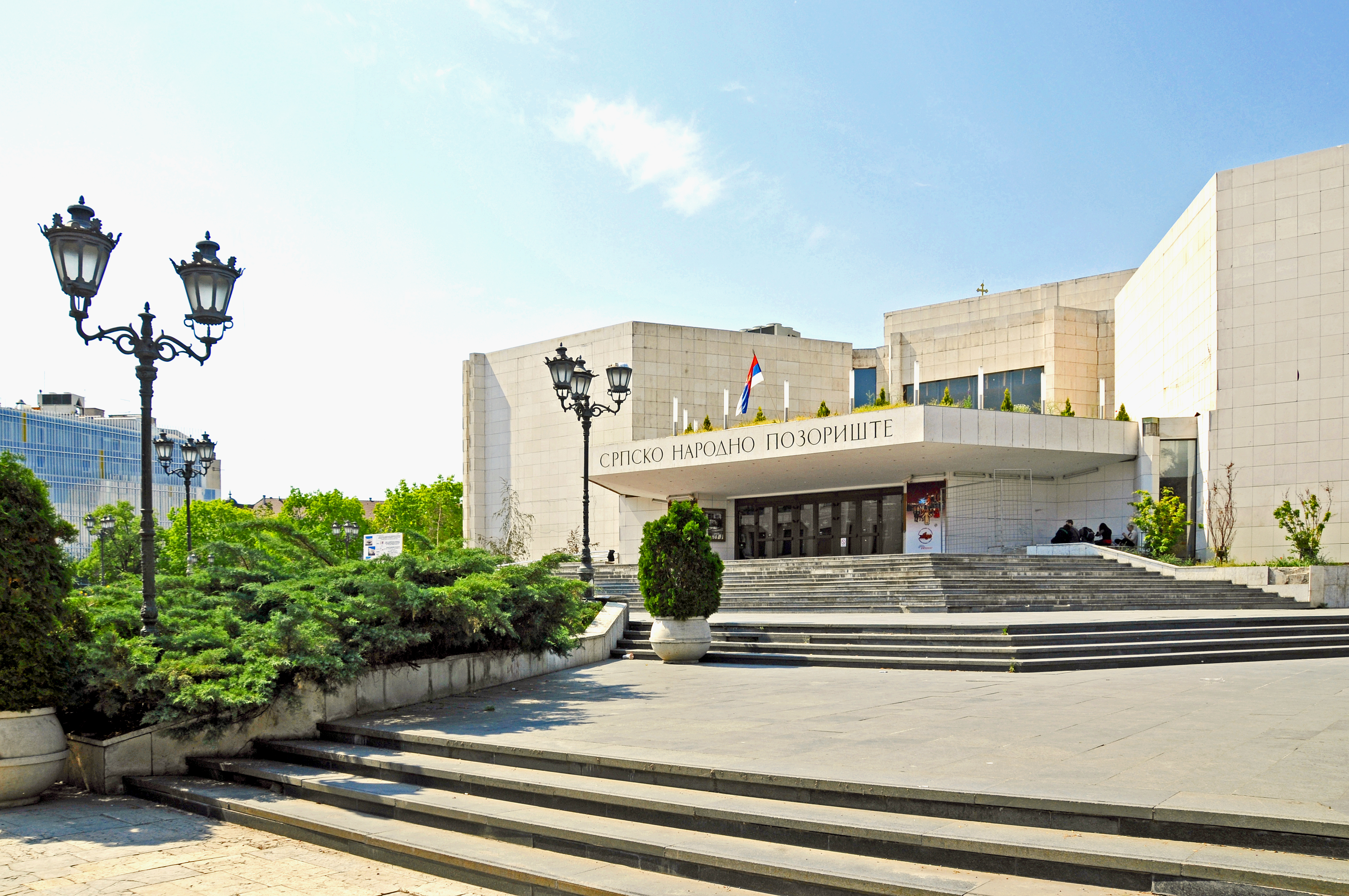
Le Théâtre national serbe de Novi Sad

Outre le Théâtre national serbe, la ville compte d'autres salles comme le Théâtre de la jeunesse (en serbe : Позориште младих et Pozorište mladih), le Centre culturel de Novi Sad (Културни центар Новог Сада et Kulturni centar Novog Sada), en abrégé KCNS) et le Théâtre de Novi Sad (en serbe : Новосадско позориште et Novosadsko pozorište, en hongrois : Újvidéki színház), qui présente la particularité d'offrir un répertoire en hongrois. L'Azbukum est un « centre pour la langue et la culture serbes ». Parmi les autres institutions culturelles de la ville, on peut signaler la section de Novi Sad de l'Académie serbe des sciences et des arts, installée dans le bâtiment du Platoneum, la bibliothèque de la Matica srpska, la bibliothèque municipale de Novi Sad, qui gère un réseau de 26 établissements dans la ville intra muros et dans sa banlieue, les Archives de Voïvodine et les Archives historiques de la ville de Novi Sad. La ville est également le siège de l'Académie des sciences, des arts et de la culture de Voïvodine.

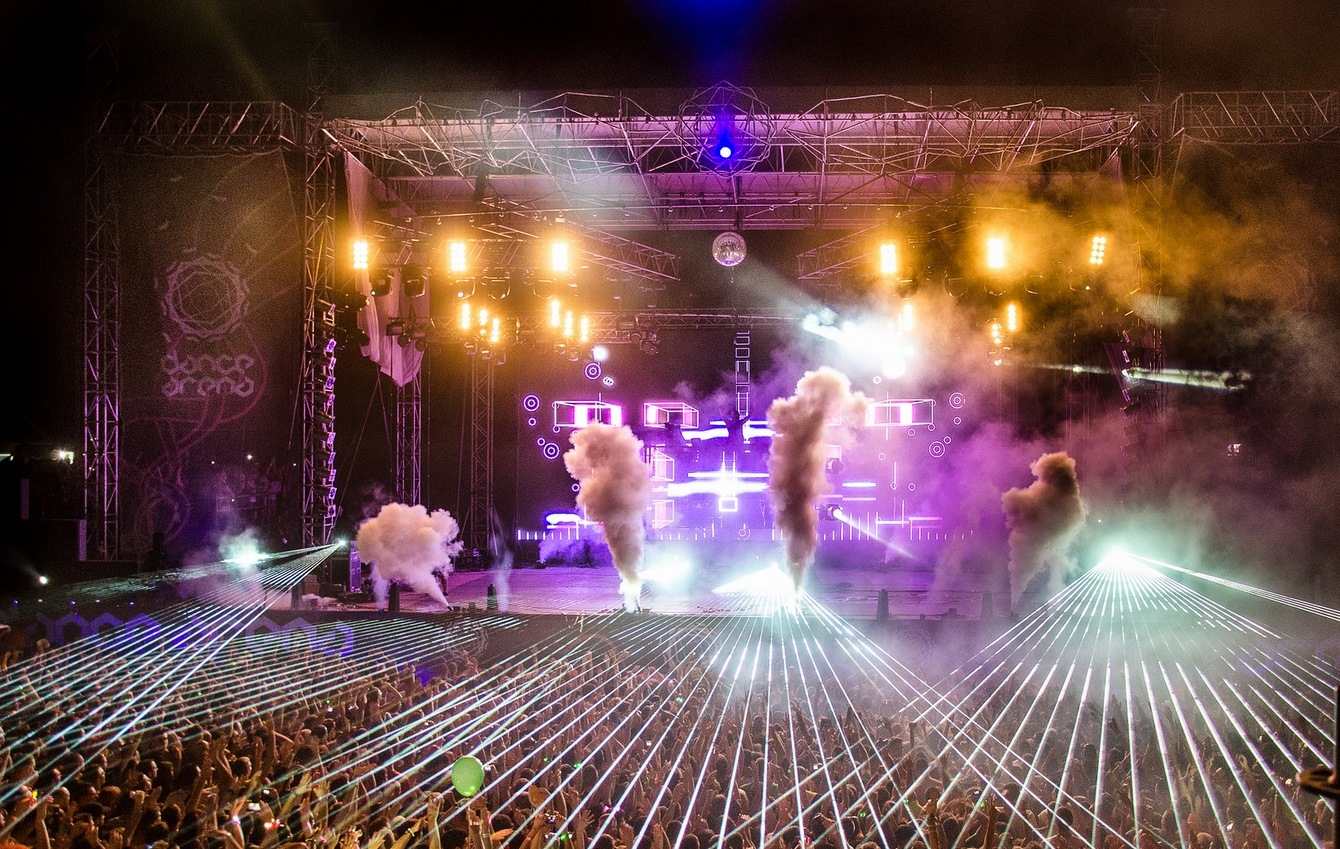
David Guetta au festival EXIT 2013

Sur le plan de la présence culturelle internationale, Novi Sad dispose notamment d'un Institut français, inauguré en 2004, et d'un American Corner, inauguré le 6 octobre 2004.
Novi Sad est une ville de festivals. Depuis 2000, elle accueille le festival EXIT, le plus grand festival de musique du pays ; il se déroule tous les étés dans la forteresse de Petrovaradin. Elle organise aussi le festival de théâtre d'avant-garde Infant (en serbe : Интернационални фестивал алтернативног и новог театра et Internacionalni festival alternativnog i novog teatra, « Festival international du théâtre alternatif et nouveau »), le festival de littérature pour enfants appelé Zmajeve dečje igre (« Les Jeux d'enfant de Zmaj »), qui chaque année décerne un prix, le festival de théâtre Sterijino pozorje ainsi qu'un festival de jazz.

### Musées

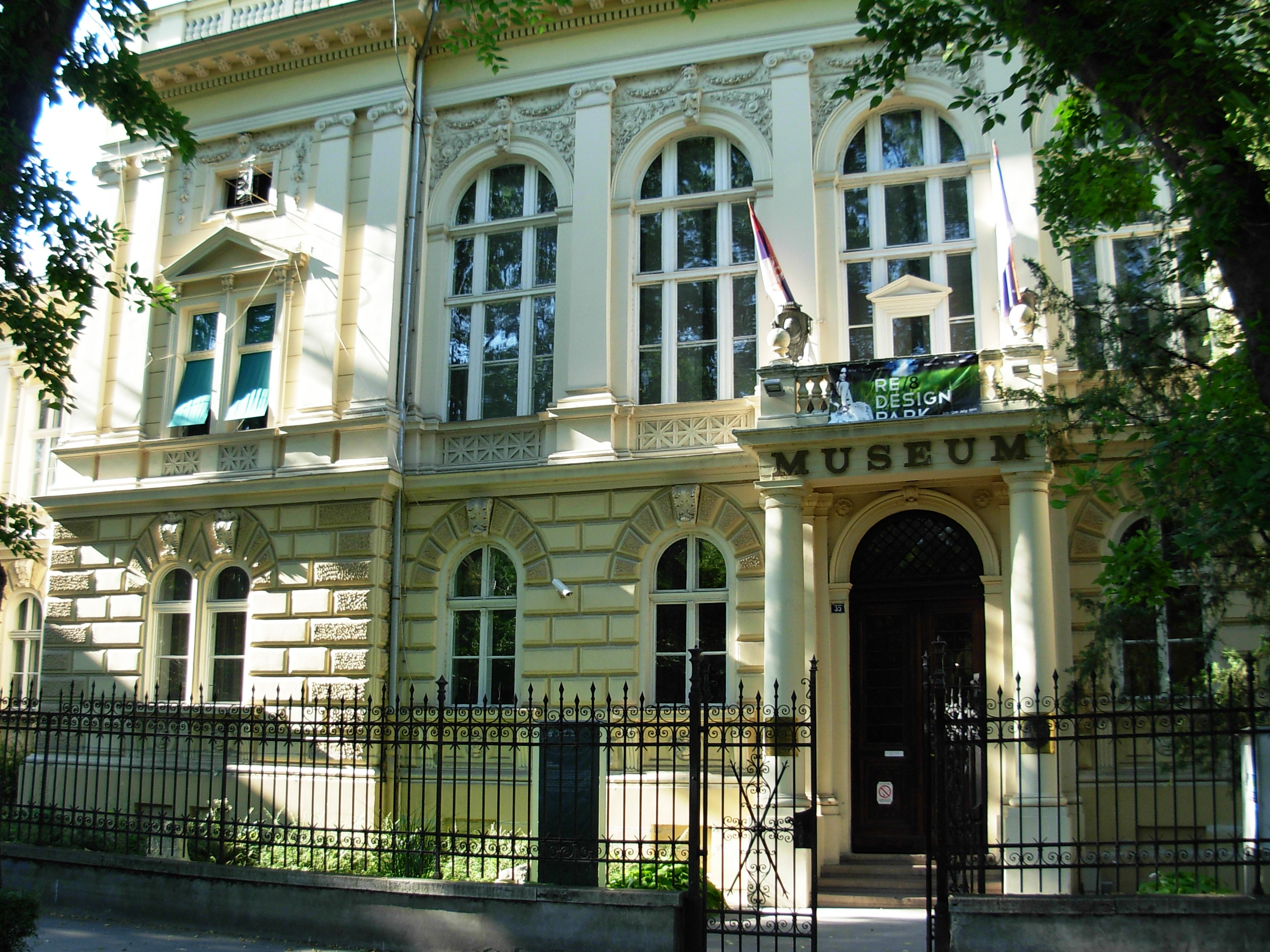
L'entrée du Musée de Voïvodine

Le plus célèbre musée de Novi Sad est le musée de Voïvodine (Muzej Vojvodine), fondé par la Matica srpska en 1847, qui abrite des collections permanentes consacrées l'archéologie, à l'histoire et à l'ethnologie de la Voïvodine ; dans la ville intra muros, il gère deux sites situés no 35 et 37 rue Dunavska, ainsi que le complexe-musée de Kulpin, qui englobe notamment deux châteaux construits pour la famille Stratimirović, et l'ethno-parc Brvnara de Bački Jarak, consacré aux arts et traditions populaires. Le musée de la ville de Novi Sad présente des collections consacrées à l'archéologie, à l'histoire, à l'ethnologie et aux beaux-arts ; son organe central est situé dans l'ancien arsenal de la forteresse de Petrovaradin et il gère plusieurs ensembles : le musée de la forteresse de Petrovaradin, la collection d'art étranger, située 29 rue Dunavska à Novi Sad, la collection nationale de Sremski Karlovci et la collection commémorative de Jovan Jovanović Zmaj à Sremska Kamenica.
La Galerie de la Matica srpska est la plus prestigieuse des galeries de Novi Sad ; elle présente des collections comptant environ 7 000 œuvres représentatives de la peinture serbe du XVIIIe siècle au XXe siècle. Parmi les autres galeries, la Collection commémorative Pavle Beljanski présente l'une des plus importantes collections d'art serbe des années 1900 à 1970 et la Galerie des beaux-arts - Donation et collection de Rajko Mamuzić présente des œuvres d'art créées par des artistes yougoslaves ou serbes de la seconde moitié du XXe siècle. La ville abrite aussi le Musée d'art contemporain de Voïvodine.
La collection d'histoire naturelle de l'Institut provincial de protection de la nature présente notamment le crâne et les défenses d'un mammouth laineux (Mammuthus primigenius) découvert en 1947 dans le lit de la rivière Tisa près de Novi Bečej ; elle abrite aussi une importante collection d'ornithologie et gère un arboretum,.

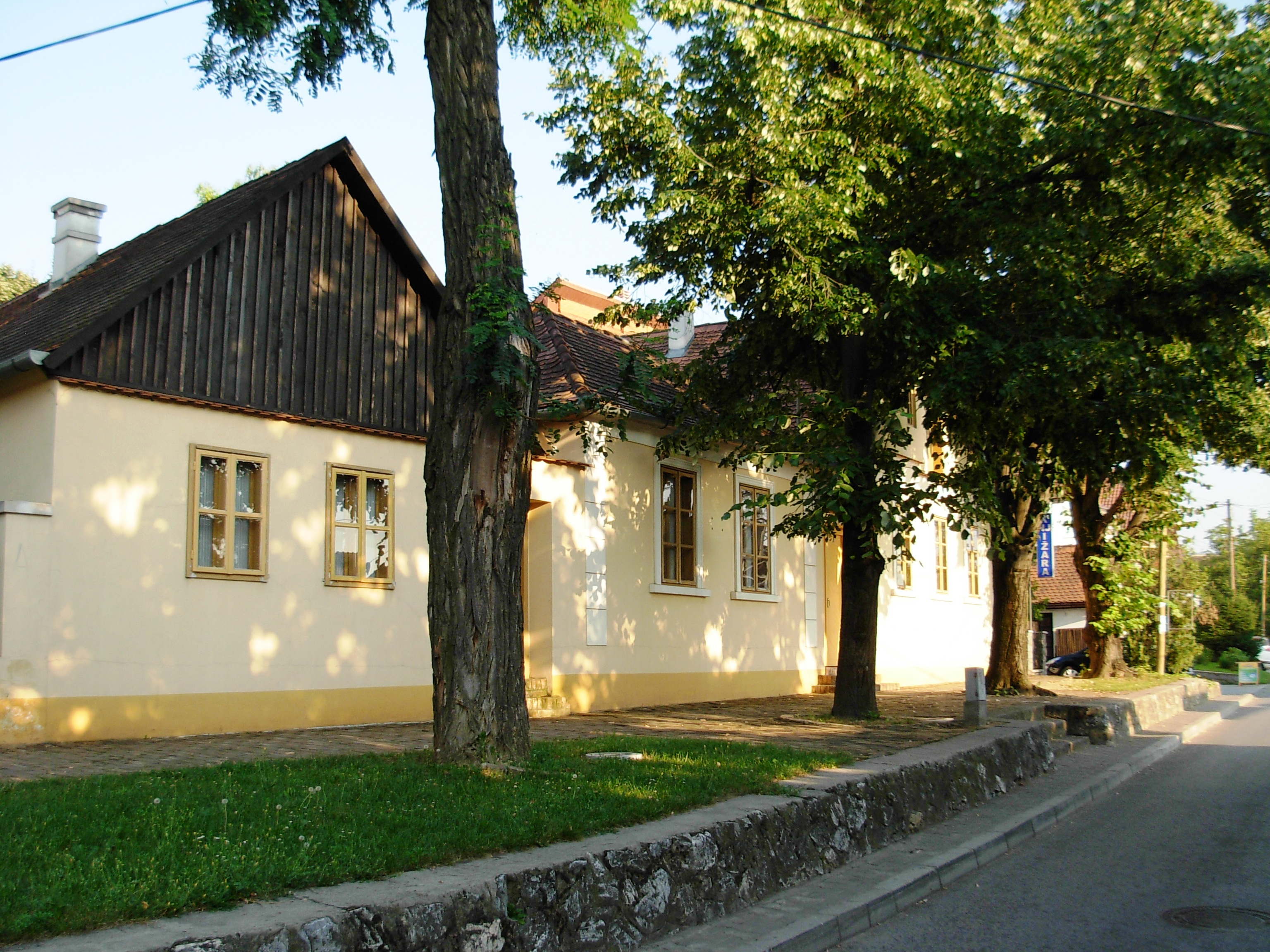
Le bâtiment de la collection commémorative de Jovan Jovanović Zmaj à Sremska Kamenica
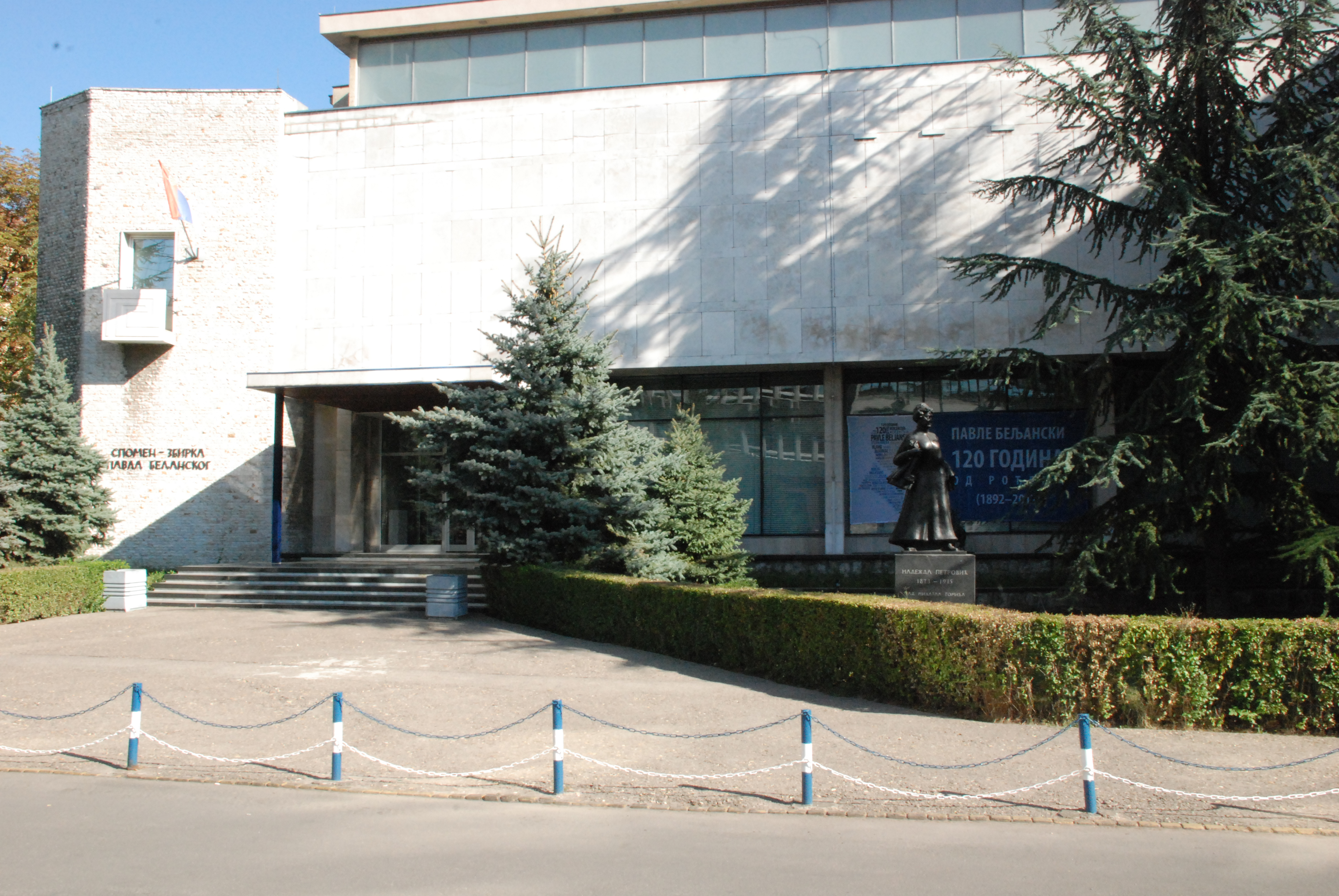
Le bâtiment de la Collection commémorative Pavle Beljanski
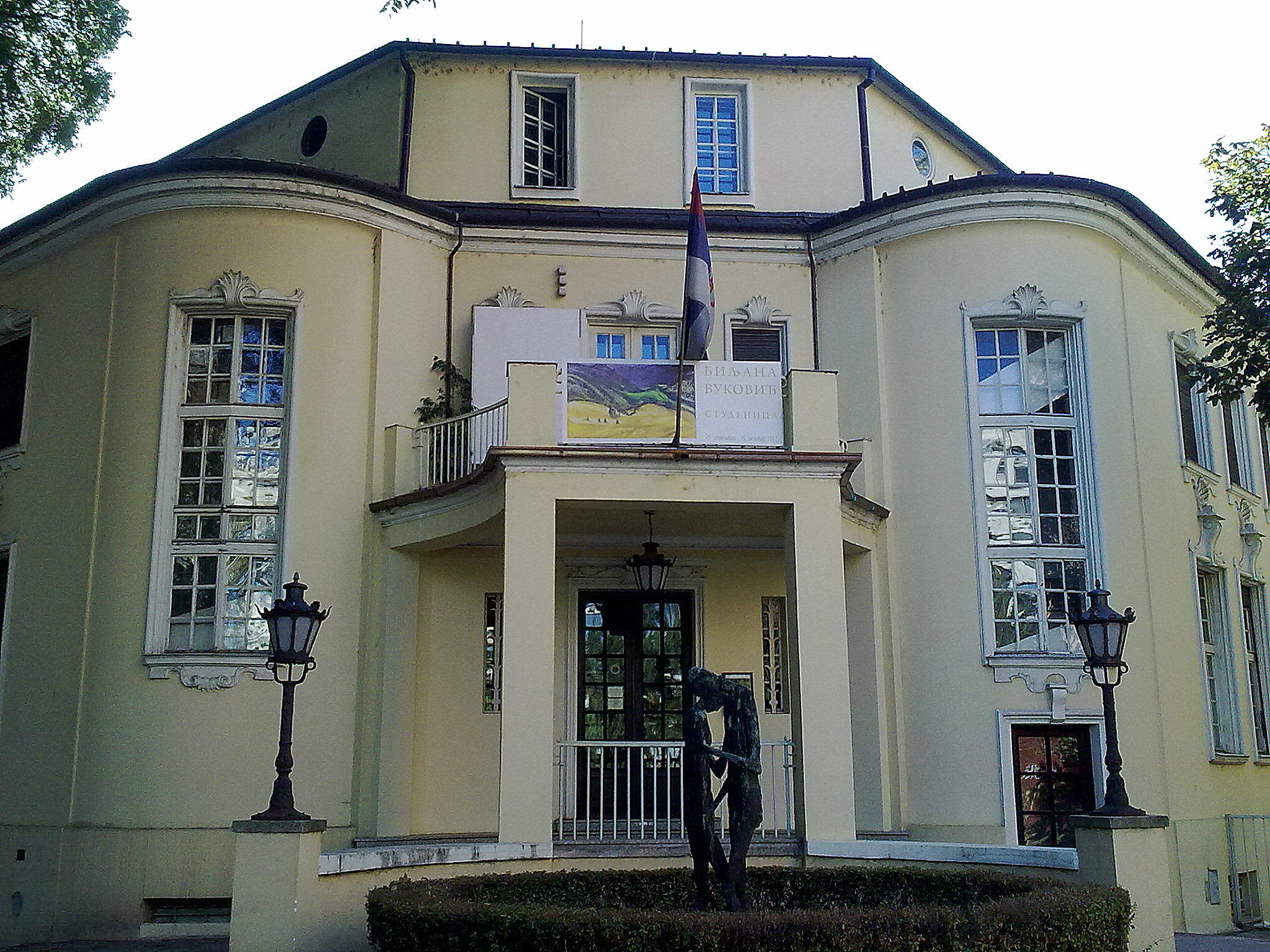
Le bâtiment de la Galerie des beaux-arts - Donation et collection de Rajko Mamuzić
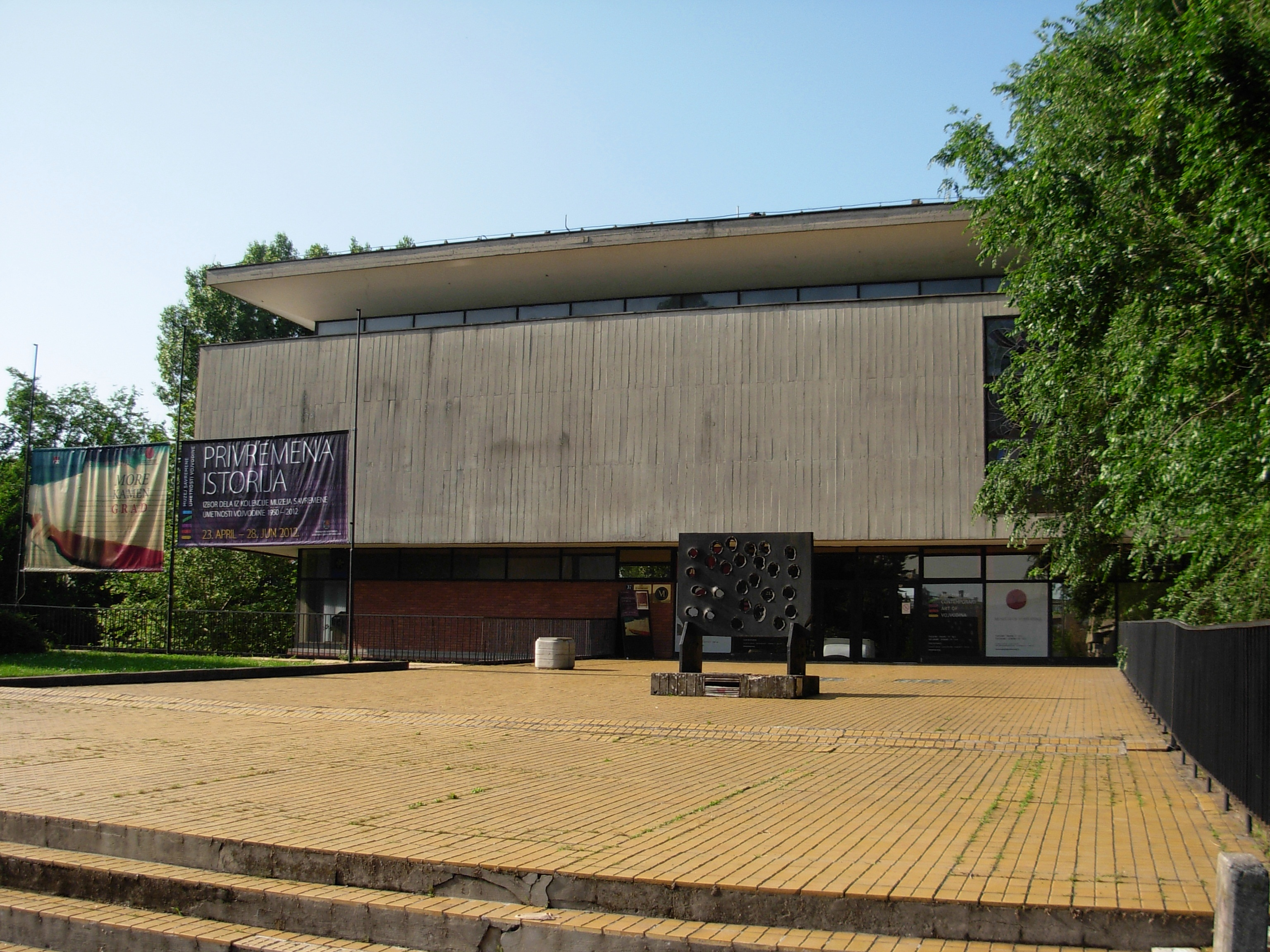
Le bâtiment du musée d'art contemporain de Voïvodine

### Médias
Deux importants quotidiens paraissent à Novi Sad, le journal Dnevnik et le Građanski list, tous deux en langue serbe. Jusqu'en 2006, Magyar Szó, un journal en hongrois, avait son siège à Novi Sad, mais il a été transféré à Subotica. La ville abrite la chaîne régionale publique de télévision Radio Télévision de Voïvodine (RTV) ; TV Apolo, une chaîne autrefois publique, a été privatisée en 2015 et rachetée par le groupe Srbija danas qui a son siège à Novi Beograd. Plusieurs télévisions privées émettent depuis la ville, comme TV Kanal 9, RTV Panonija et TV Most, ainsi que de nombreuses stations de radio, parmi lesquelles on peut citer Radio 021 et Radio As.

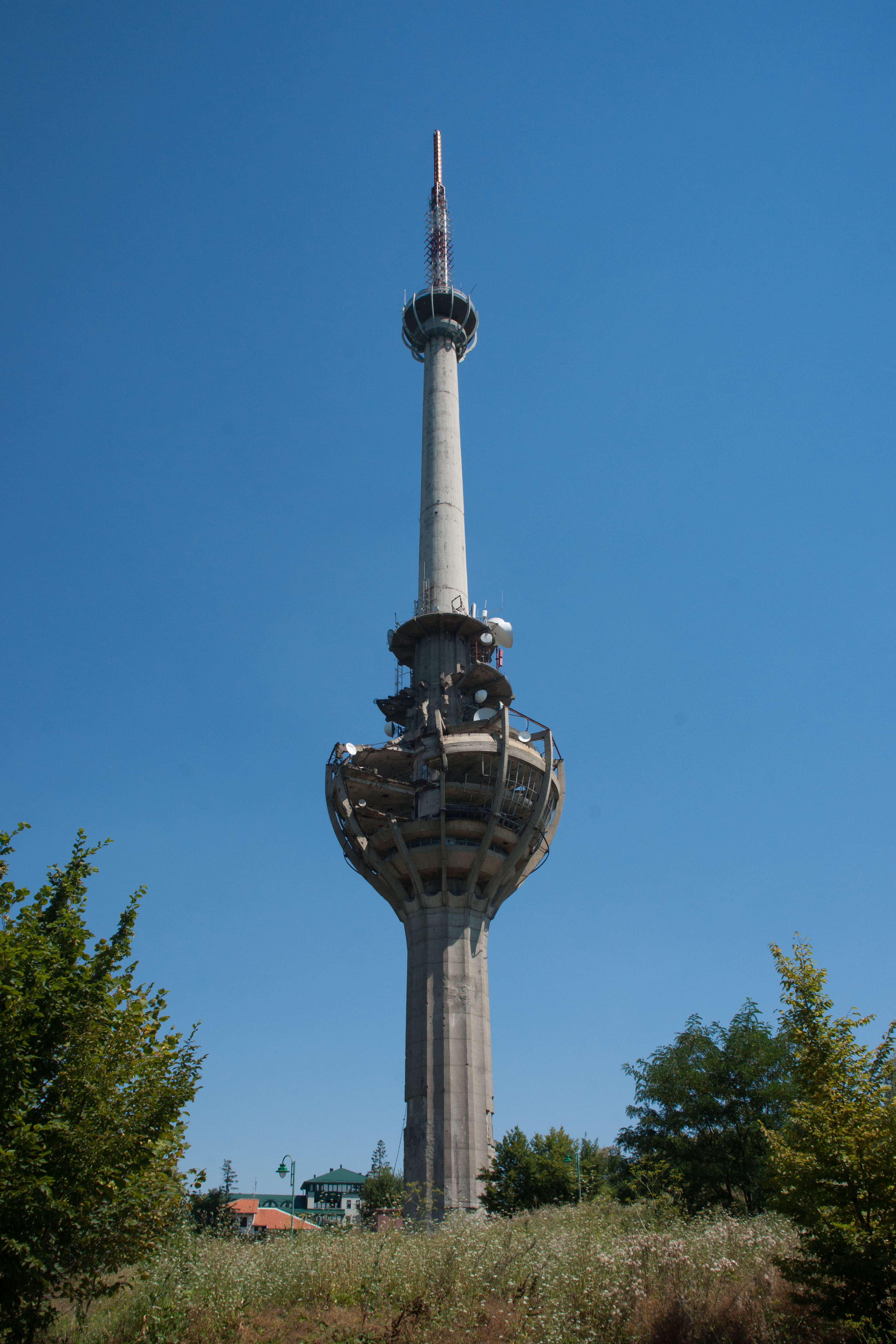
La tour de télévision d'Iriški Venac

## Éducation

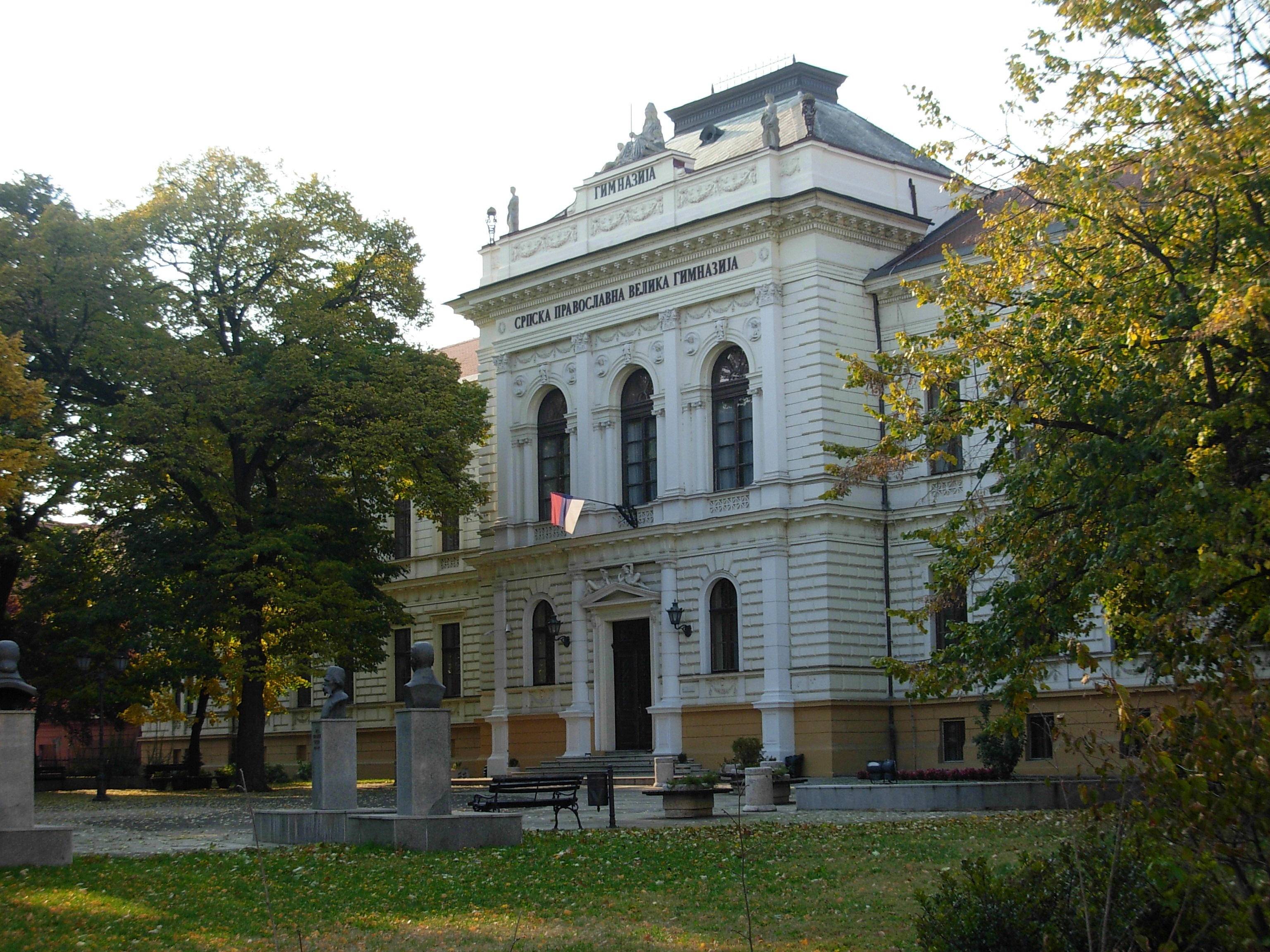
Le lycée Jovan Jovanović Zmaj

La ville de Novi Sad compte quatre lycée. L'actuel lycée Jovan Jovanović Zmaj (4 rue Zlatne grede), créé en 1810, est le plus ancien d'entre eux ; il trouve son origine dans le Grand lycée orthodoxe serbe de Novi Sad (en serbe : Srpska velika pravoslavna gimnazija) ; lycée général, il est d'abord consacré aux humanités et aux sciences (notamment les mathématiques). Le lycée Isidora Sekulić (2 rue Vladike Platona) a été créé en 1990 ; bien que son origine soit beaucoup plus ancienne, le lycée Svetozar Marković (22 rue Njegoševa) est devenu un établissement d'enseignement général en 1993 ; les cours y sont dispensés en serbe et en hongrois. Ces trois lycées sont tous établis dans le quartier central de Stari grad. Le lycée Laza Kostić (1 rue Laze Lazarevića) a été créé en 1996 comme une annexe du lycée Svetozar Marković et est devenu une institution indépendante en 1998 ; il a reçu son nom actuel en 2000 ; il est situé dans le quartier de Telep.

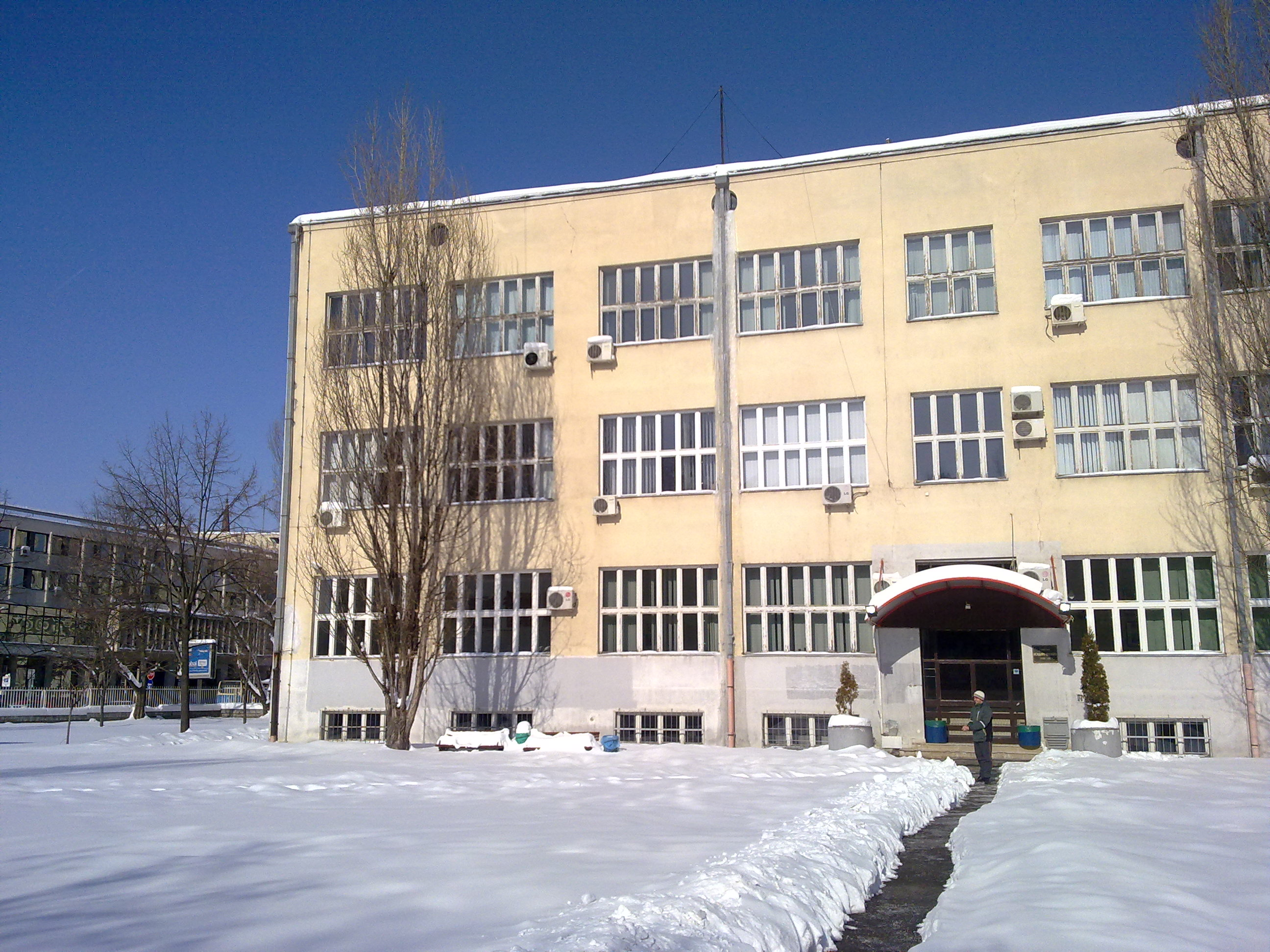
Le lycée Isidora Sekulić
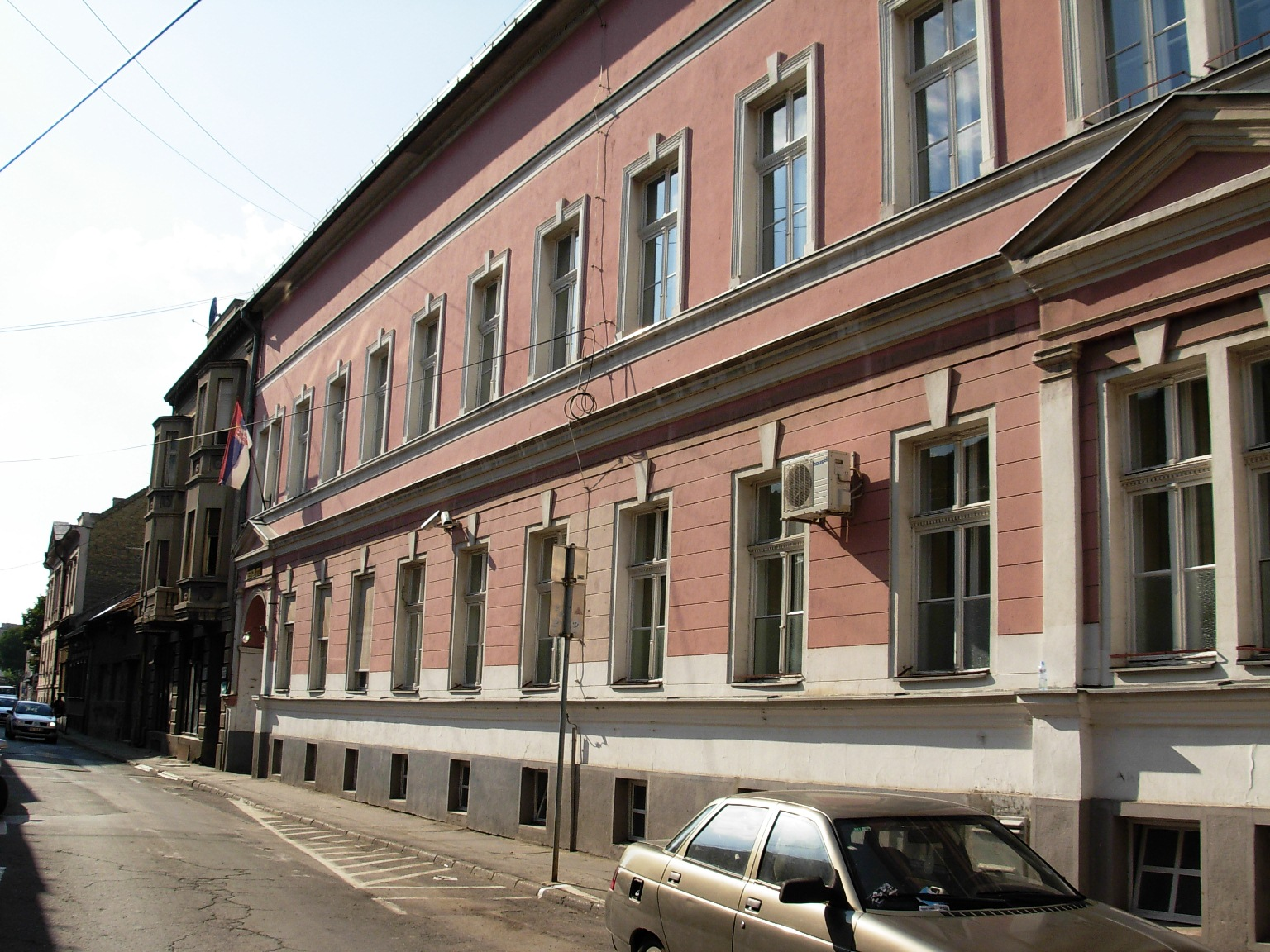
Le lycée Svetozar Marković
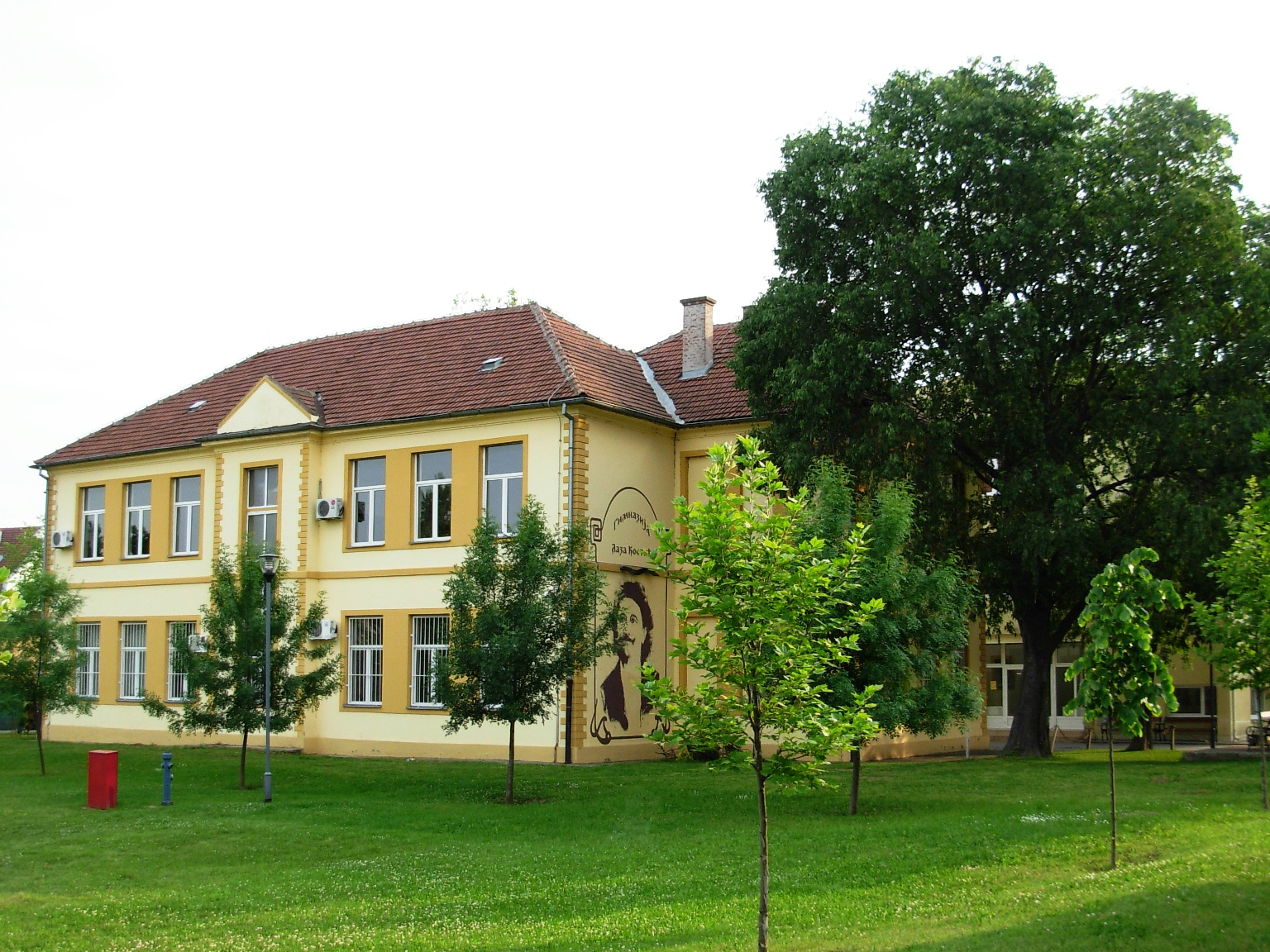
Le lycée Laza Kostić

L'université de Novi Sad, créée en 1960, compte 14 facultés, dont la plupart sont situées à Novi Sad mais d'autres à Subotica, Zrenjanin et Sombor. La plus ancienne d'entre elles est la faculté de philosophie, fondée dès 1954, avant même la création de l'organe central.

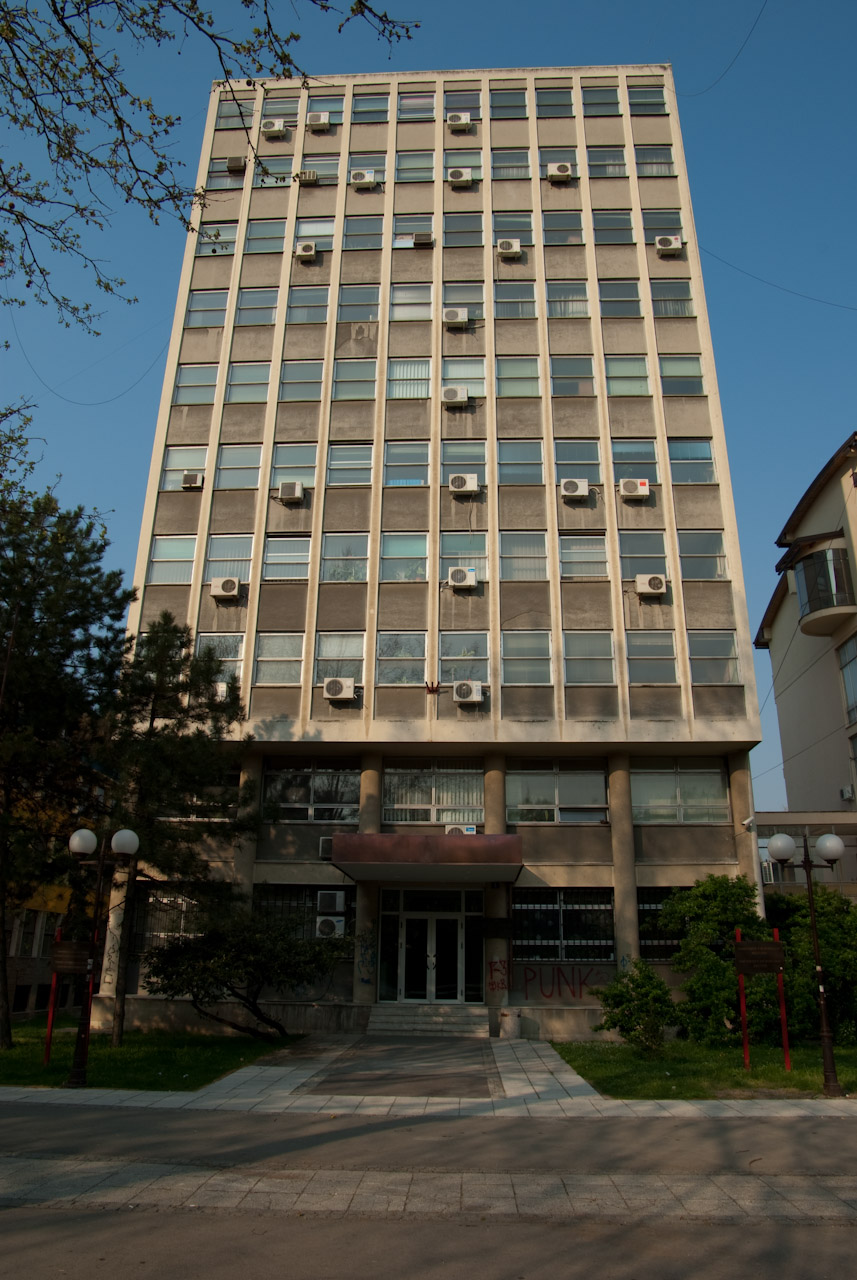
Le rectorat de l'université de Novi Sad

## Santé
- Institut de santé publique de Voïvodine
- Institut Pasteur de Novi Sad
- Centre clinique de Voïvodine
- Centre de santé de Novi Sad
- Centre de gérontologie de Novi Sad
- Institut des maladies cardiovasculaires de Voïvodine à Sremska Kamenica

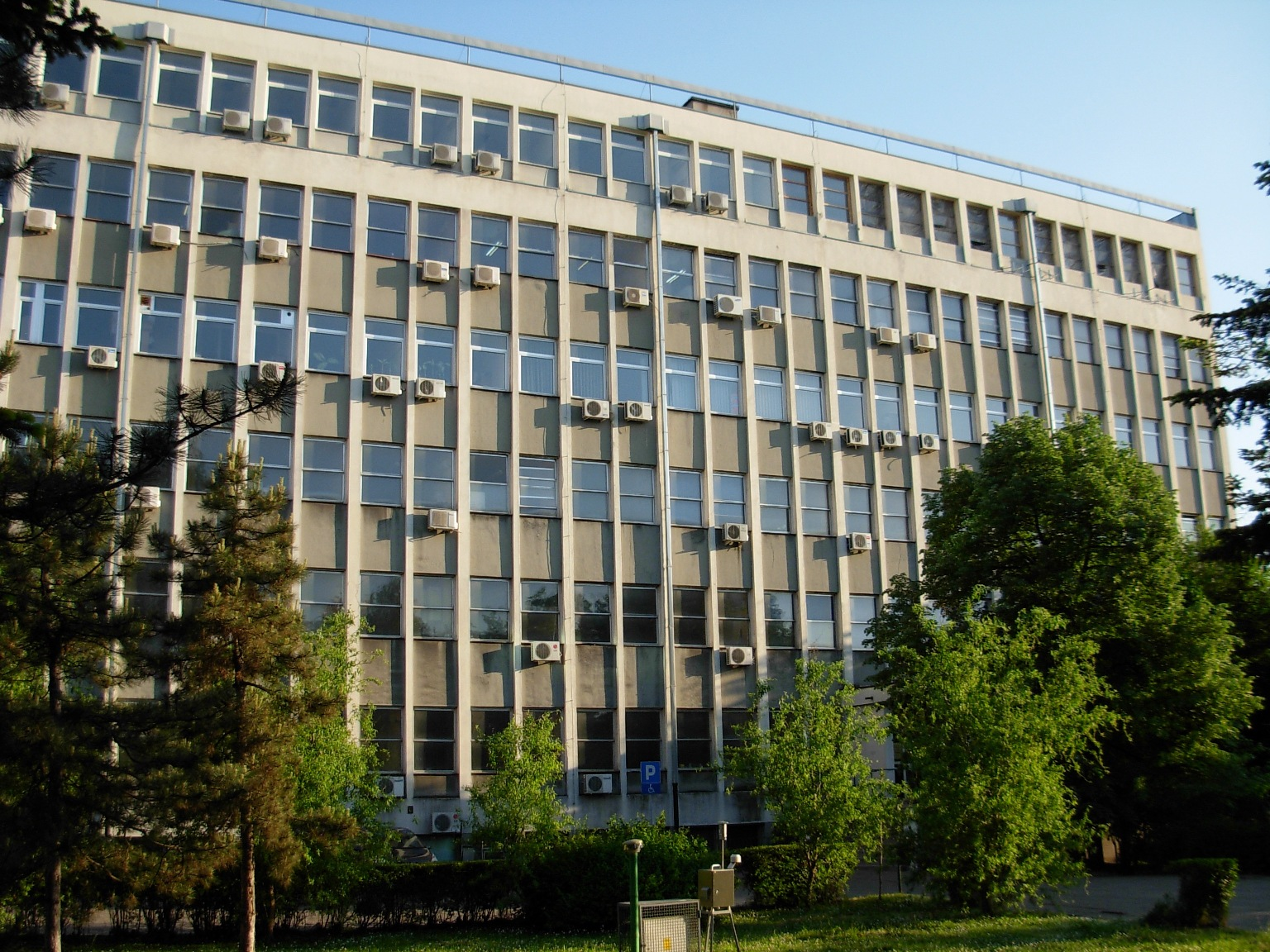
L'Institut de santé publique de Voïvodine

## Sport

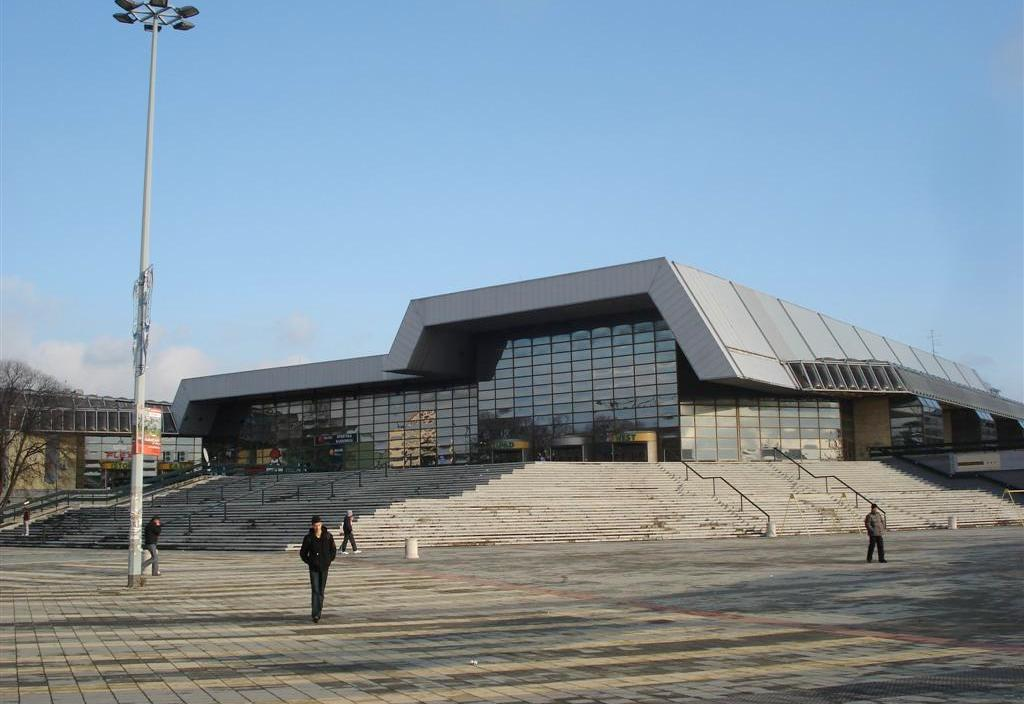
Le Centre sportif SPENS, construit en 1981

Le sport a commencé à se développer à Novi Sad en 1790, avec l' Association des tireurs d'élite de la Ville, mais il prit surtout son essor après la création de l' Association municipale de culture physique en 1959 et plus encore à partir de 1981, quand le Centre sportif SPENS fut construit. Aujourd'hui, il existe dans la ville environ 220 associations sportives. De ce fait, Novi Sad est la deuxième ville sportive de Serbie après Belgrade.
Le sport le plus populaire de la ville est le football. On trouve ainsi de nombreux terrains qui lui sont affectés, à Novi Sad et jusque dans les plus petites localités des faubourgs. Le club le plus célèbre est le FK Vojvodina Novi Sad qui, fondé en 1914, participe au championnat de Serbie de football, mais la ville possède également des clubs moins importants, jouant en deuxième ou troisième ligue, comme le FK Novi Sad, le FK Kabel, le FK Mladost ou le FK Slavija Novi Sad. La ville dispose aussi de clubs de basket-ball, comme le KK Novi Sad et le KK Vojvodina, qui participent à la Naša Sinalko Liga (championnat de Serbie de basket-ball), ou encore le ŽKK Vojvodina, section féminine du KK Vojvodina. D'autres sports sont également représentés, comme le volley-ball, avec le Vojvodina Novi Sad, ou le hockey sur glace, avec le HK Novi Sad et le HK Vojvodina Novi Sad.
Parmi les installations les plus importantes de Novi Sad, on peut signaler le Stade Karađorđe et le Centre sportif SPENS.
Des citoyens de Novi Sad ont participé aux premiers Jeux olympiques à Athènes en 1896. En 1996, onze sportifs de la ville participèrent aux JO d'Atlanta, où ils remportèrent 6 médailles.
Novi Sad a accueilli le championnat du monde de tennis de table en 1981, la 29e Olympiade d'échecs en 1990, le championnat d'Europe et le championnat du monde de sambo, le championnat des Balkans et le championnat d'Europe de judo, le match de finale de la Coupe Saporta de basket-ball en 1987 et une finale de la Coupe d'Europe de volley-ball. Novi Sad a encore accueilli la ligue mondiale de volley-ball et, en 2005, a partiellement accueilli le championnat d'Europe de basket-ball.
En 2009, elle a accueilli le Championnat d'Europe d'échecs des nations.
En 2021, Novi Sad accueille les Championnats d'Europe de VTT.

## Économie
Novi Sad est le centre économique de la province de Voïvodine, la région agricole la plus fertile de Serbie. De ce fait, elle constitue l'un des centres économiques les plus importants du pays.
Selon les données de 2010, sur les 702,7 km2 du territoire métropolitain de la ville de Novi Sad, 425 sont dévolus à l'agriculture dont 395 sont constitués terres arables. Parmi les cultures les plus importantes, on peut citer le maïs (98 065 t en 2008), le blé (39 309 t), le tournesol (937 t), la betterave sucrière (45 045 t), la pomme de terre (16,697 t), le haricot ; on y fait également pousser des plantes fourragères comme le trèfle et la luzerne (11,441 t) ; on y récolte des fruits comme les poires, les prunes et le raisin. Une partie de cette production est destinée à l'industrie agroalimentaire.

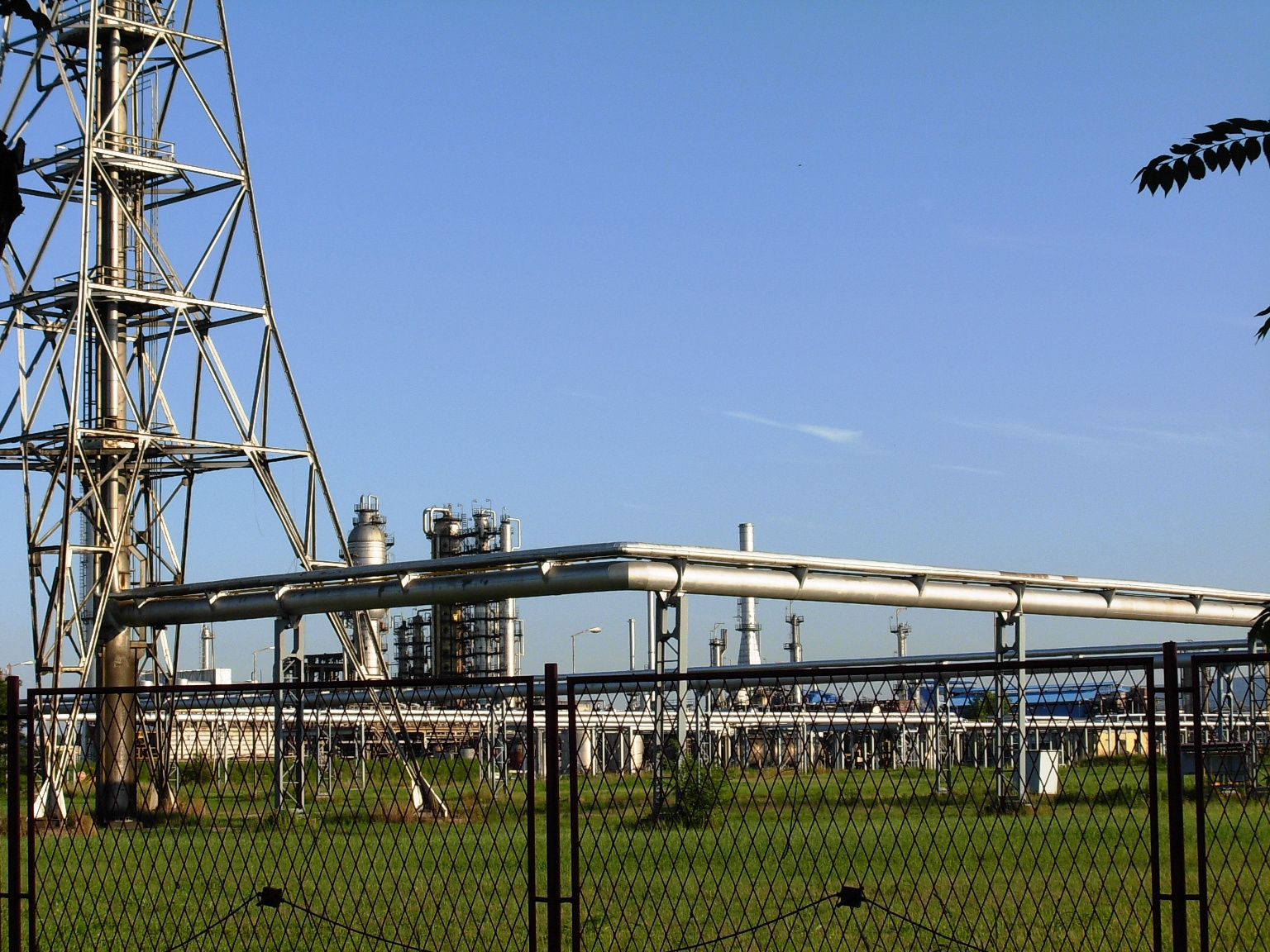
La raffinerie de pétrole de Novi Sad

Dans les années 1990, la ville, comme le reste de la Serbie, a été touchée par l'embargo commercial imposé au pays par la communauté internationale et par l'hyperinflation du dinar yougoslave. Ces difficultés entraînèrent la disparition ou le déclin de groupes industriels autrefois prospères, comme Novkabel (câbles électriques), Pobeda (métallurgie), Jugoalat (machines-outils) ou HINS (industrie chimique). Désormais, l'installation industrielle la plus importante de la ville est la raffinerie de pétrole, située au nord-est de la ville, près de la centrale thermique et à proximité du quartier de Šangaj.

Le siège social de la Naftna industrija Srbije (Industrie pétrolière de Serbie)

Depuis 2001, l'économie de la ville a connu un important redressement qui s'accompagne notamment d'un report des activités de l'industrie sur le secteur tertiaire.
La ville abrite la Naftna industrija Srbije (NIS), une compagnie pétrolière détenue à plus de 56 % par la société russe Gazprom Neft ; la NIS entre dans la composition du BELEX15 et du BELEXline, les deux indices principaux de la Bourse de Belgrade,.

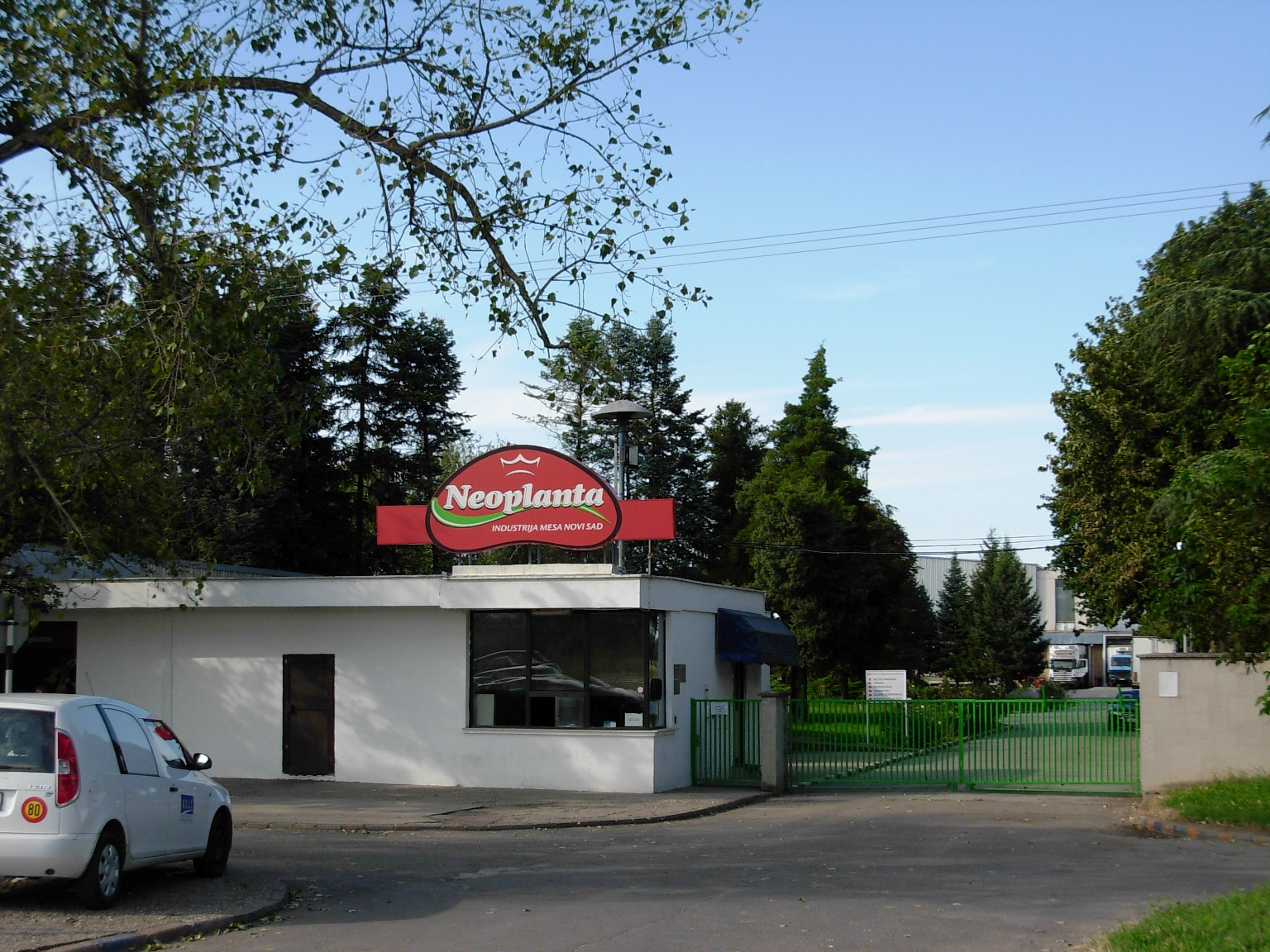
L'entrée de la société Neoplanta

Dans le secteur agroalimentaire, on peut citer la laiterie de Novi Sad (Novosadska mlekara), qui dépend de la société Imlek dont le siège est à Belgrade. La société BB Minaqua, créée en 1989, est spécialisée dans la production d'eaux minérales et de boissons non alcoolisées. La ville est le siège de la société Neoplanta, qui fabrique de la charcuterie ; le groupe Matijević, qui travaille dans la boucherie-charcuterie, est implanté dans la ville ; il y dispose de plusieurs filiales comme la société Mat-Agro qui stocke et commercialise des produits agricoles.
La société Albus opère dans le domaine de l'industrie chimique ; elle produit notamment des cosmétiques et des détergents à usage ménager ; elle fait partie des entreprises du BelexLine. La société Alas holding a, depuis 2007, son siège social à Novi Sad ; cette holding opère notamment, à travers ses quatre filiales, dans le domaine des matériaux.

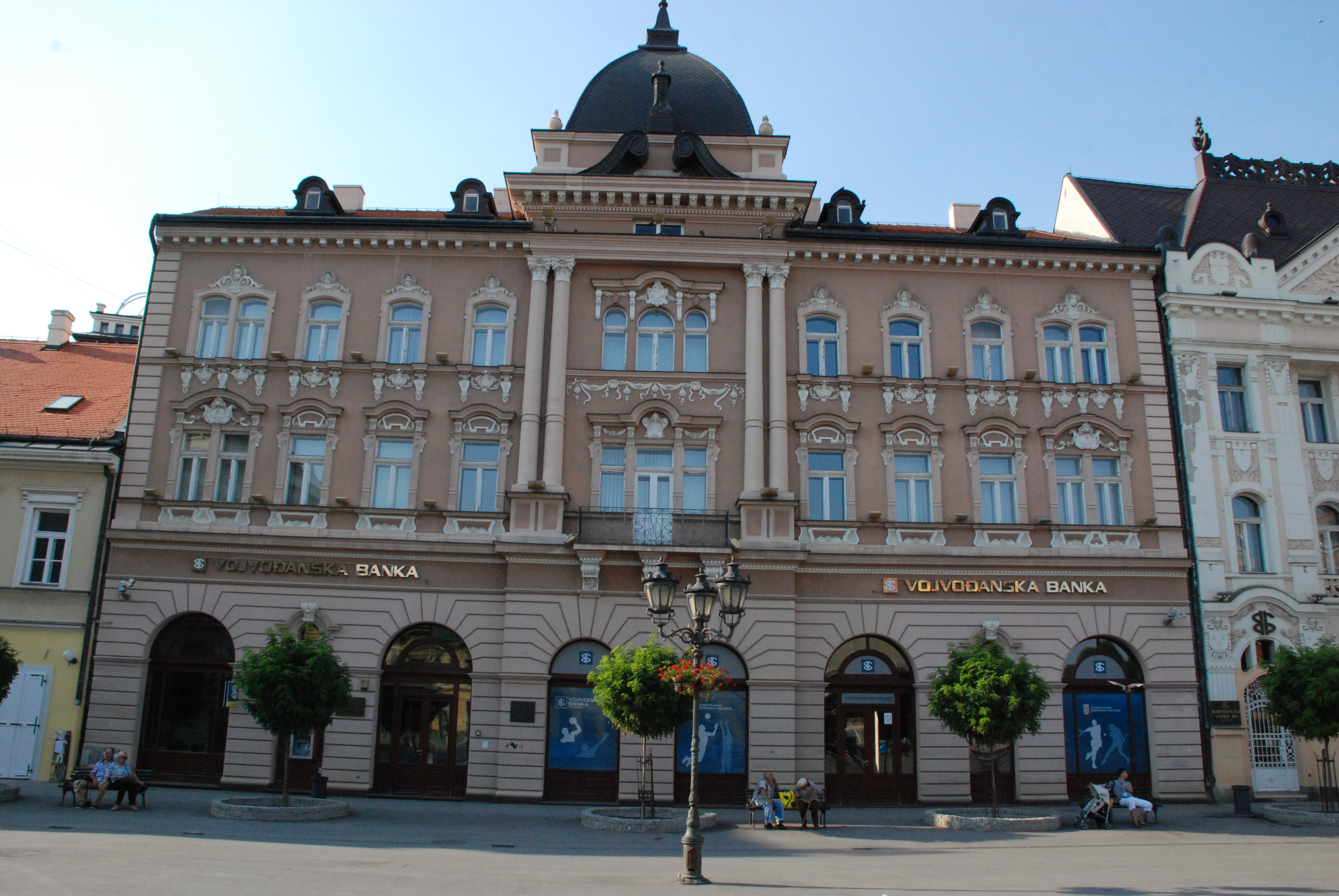
Le siège social de la Vojvođanska banka

Le secteur financier et ceux des services marchands et non marchands occupent une place prépondérante. Novi Sad est ainsi un important centre financier. Sur les 30 banques privées officiellement autorisées par la Banque nationale de Serbie à opérer dans le pays, 5 y possèdent leur siège social : la Vojvođanska banka (7 Trg slobode), la Erste Bank (5 Bulevar oslobođenja), le Crédit Agricole banka Srbija (4-6 Braće Ribnikar), la Opportunity banka (2a Bulevar oslobođenja), la OTP banka (80 Bulevar oslobođenja). La ville possède également la deuxième compagnie d'assurances de Serbie, avec la DDOR Novi Sad.
Novi Sad est notamment le siège de la société Novosadski sajam, qui travaille dans le domaine de la communication évènementielle ; elle organise en particulier des foires et des expositions.
En 2009, le salaire brut moyen dans la ville de Novi Sad s'élevait à 51 013 dinars serbes, soit environ 424 euros ou 468 dollars américains, contre 44 147 dinars pour l'ensemble de la Serbie ; le salaire net moyen, quant à lui, s'établissait à 36 500 dinars (environ 303 € ou 334 $), contre 31 733 dinars pour le reste du pays. Toujours en 2009, 17,15 % des actifs travaillaient dans l'industrie de type process, 16,87 % dans le commerce, 12,11 % dans la santé et le travail social, 9,49 % dans l'éducation, 9,08 % dans le bâtiment, 7,54 % dans l'immobilier et 6,85 % dans le transport, le stockage et les télécommunications.

## Tourisme

### Parcs et loisirs

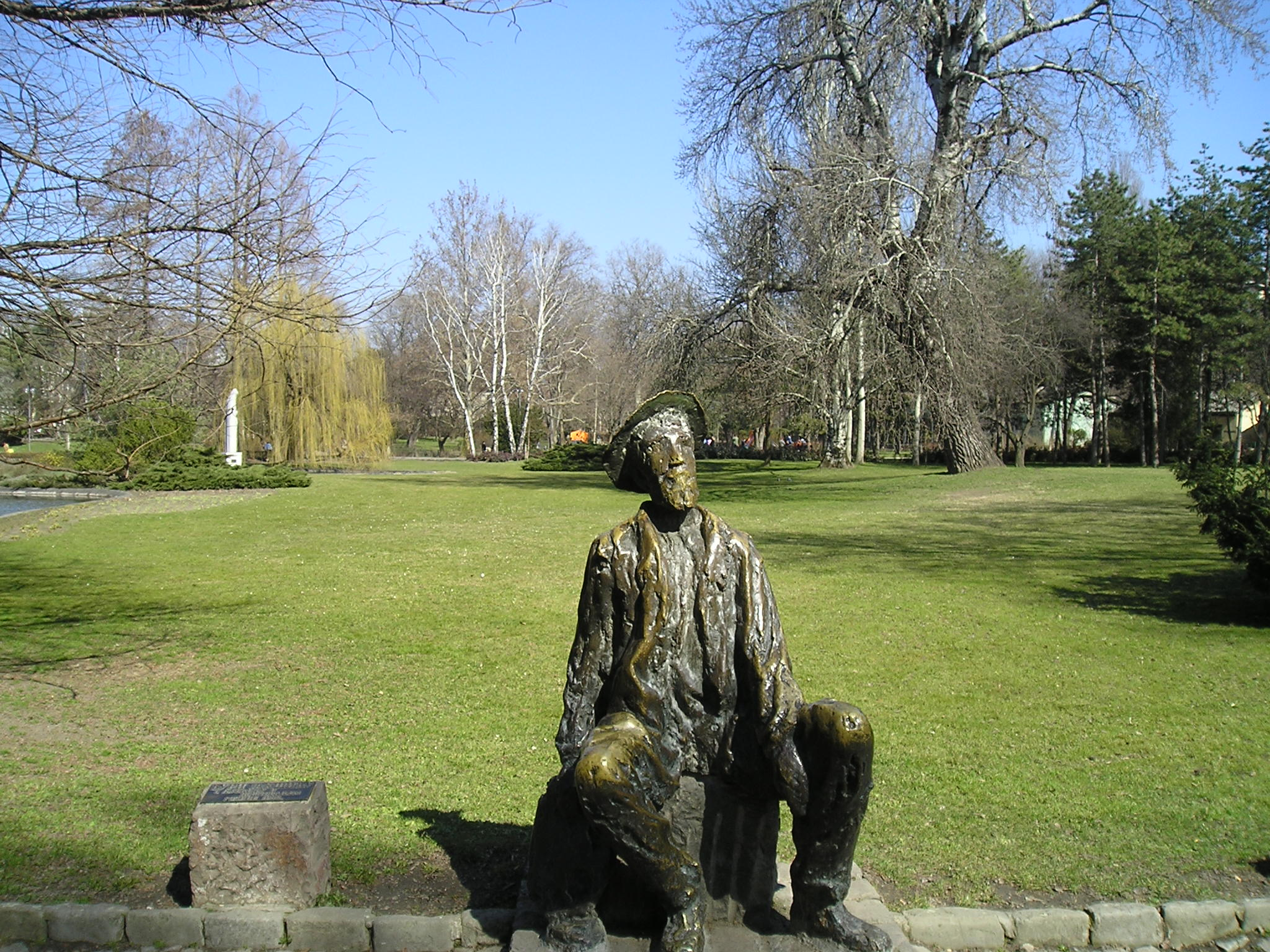
Statue de Đura Jakšić dans le Dunavski park

Novi Sad intra muros possède plusieurs parcs, dont le plus célèbre et le plus fréquenté est le Dunavski park, le « parc du Danube », créé à l'emplacement d'anciens marécages asséchés, ; ce parc s'étend sur environ 3,7 ha sur la rive gauche du fleuve et abrite des sculptures dont celle du poète et peintre serbe Đura Jakšić, une œuvre de Jovan Soldatović réalisée en 1982 ; depuis 1998, il est inscrit sur la liste des monuments naturels botaniques de la république de Serbie. Le Futoški park (le « parc de Futog ») a été conçu au début du XIXe siècle et redessiné au début du XXe siècle pour être intégré à l'ensemble thermal de Jodna banja ; il s'étend sur 8 ha, ; depuis 2006, il est lui aussi classé parmi les monuments naturels. Le Limanski park (le « parc de Liman ») (12,9 ha) est situé dans le quartier de Liman III,.
Sur le territoire de la municipalité de Petrovaradin, sur la rive droite du Danube, se trouve le Kamenički park (le « parc de Kamenica »), créé au XIXe siècle, qui s'étend sur 30 ha, du nord du massif de la Fruška gora jusqu'au bord du fleuve ; il est situé à proximité du château Marczibányi-Karátsonyi, ; il est inscrit sur la liste des monuments naturels botaniques.

### Zones naturelles protégées

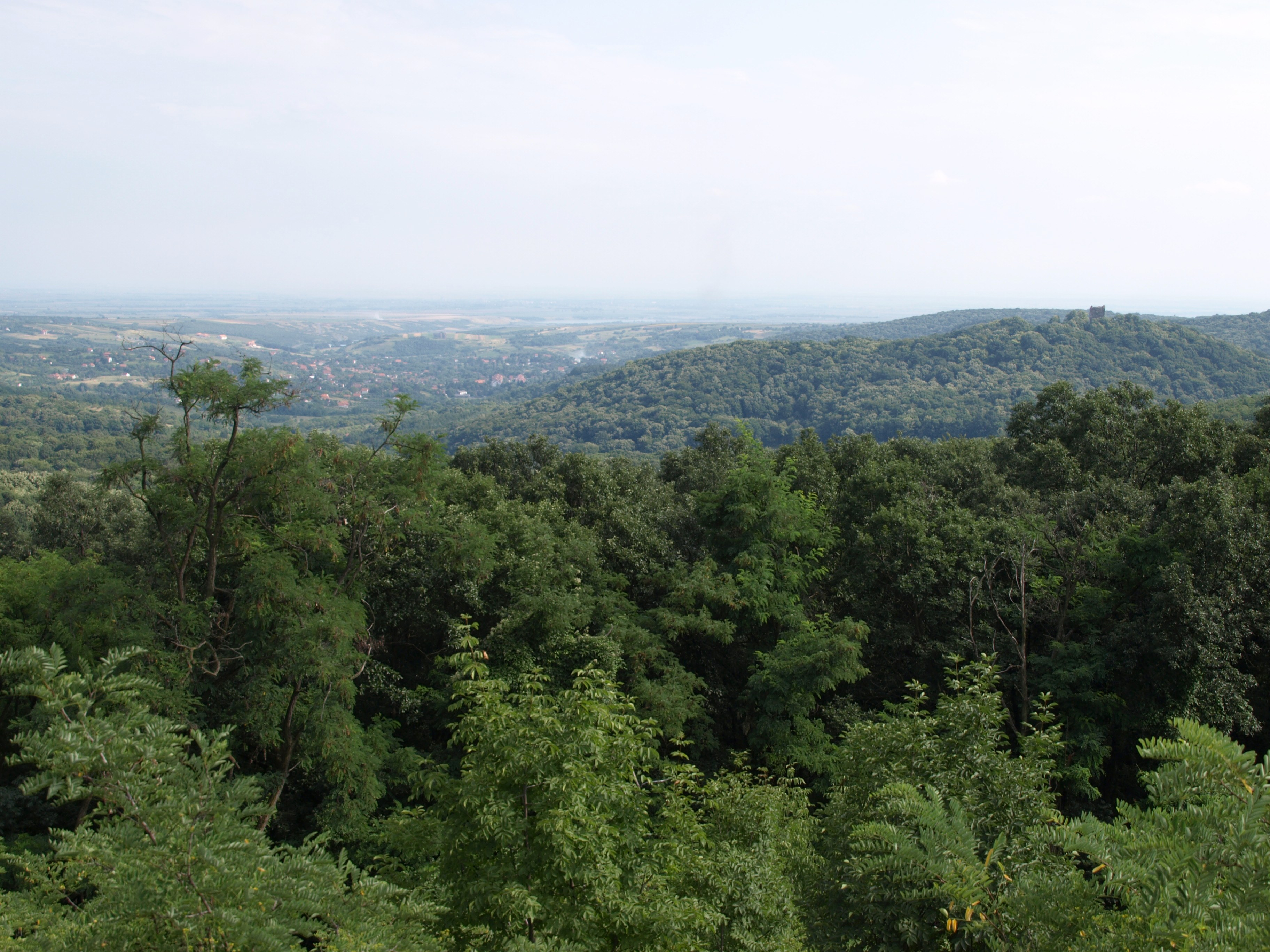
Vue de la Fruška gora

En plus des quelques aires naturelles de la ville intra muros et de sa zone urbaine, notamment les parcs, Novi Sad possède plusieurs ensembles protégés reconnus sur le plan international. Le plus important d'entre eux est le parc national de la Fruška gora, créé en 1960, qui s'étend en tout sur 255,25 km2 et dont une partie se trouve dans la partie méridionale du territoire de la « Ville » ; le parc est classé dans la catégorie V de l'Union internationale pour la conservation de la nature (UICN) et son centre administratif est établi à Sremska Kamenica. En 1999, un secteur de 492 km2 a été classé comme une zone importante pour la conservation des oiseaux (ZICO).
Le site protégé du Koviljsko-petrovaradinski rit, qui couvre 82,92 km2 de Kovilj à Petrovaradin, est inscrit depuis 2012 sur la liste des sites Ramsar pour la conservation des zones humides, ; en 2009, une bande de 9 594 ha, le long du Danube, a été définie comme une zone importante pour la conservation des oiseaux. À Begeč se trouve le parc naturel de la Begečka jama (la « fosse de Begeč ») qui s'étend sur 3,79 km2 (catégorie UICN V).

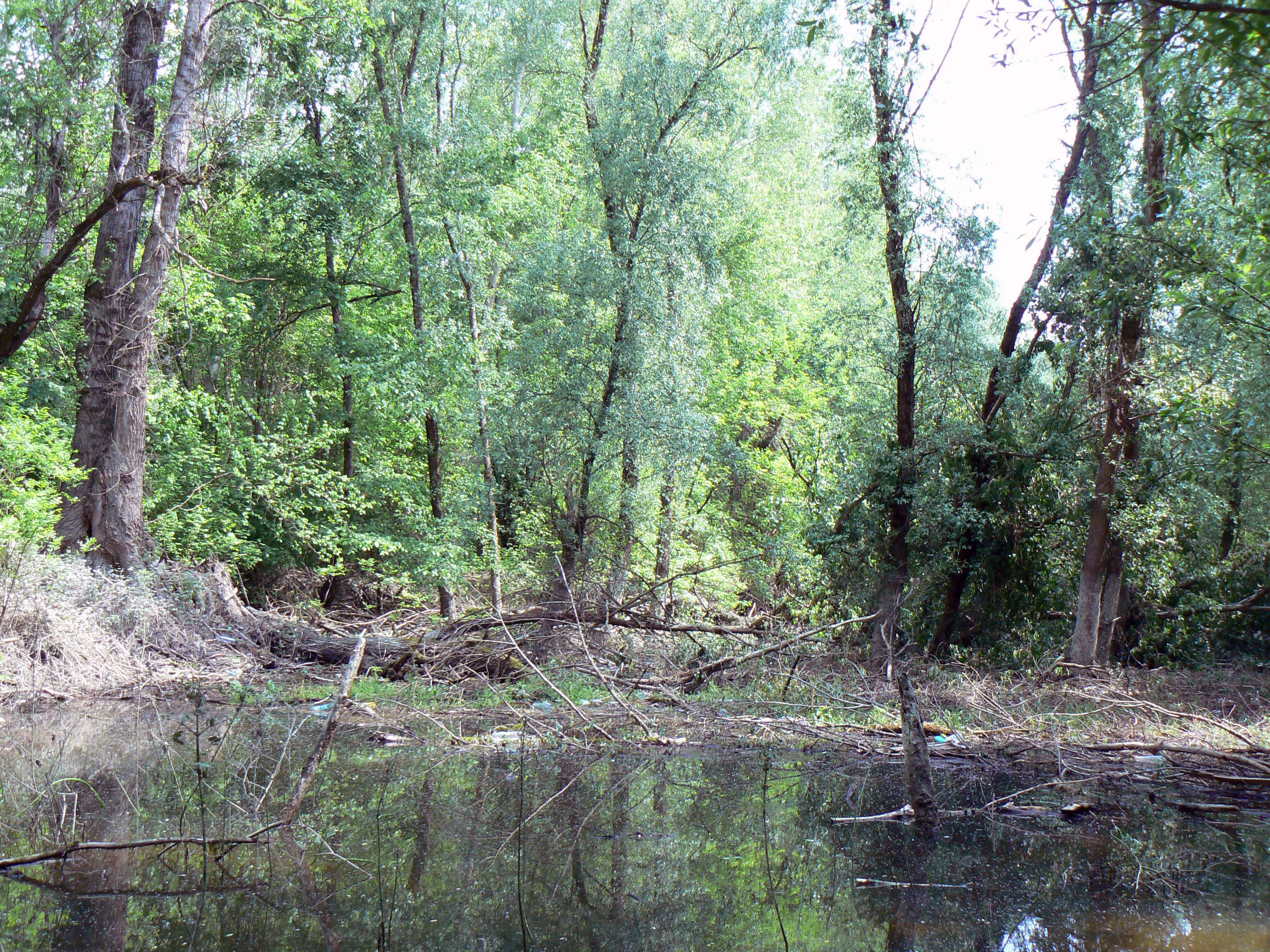
Le Koviljsko-petrovaradinski rit
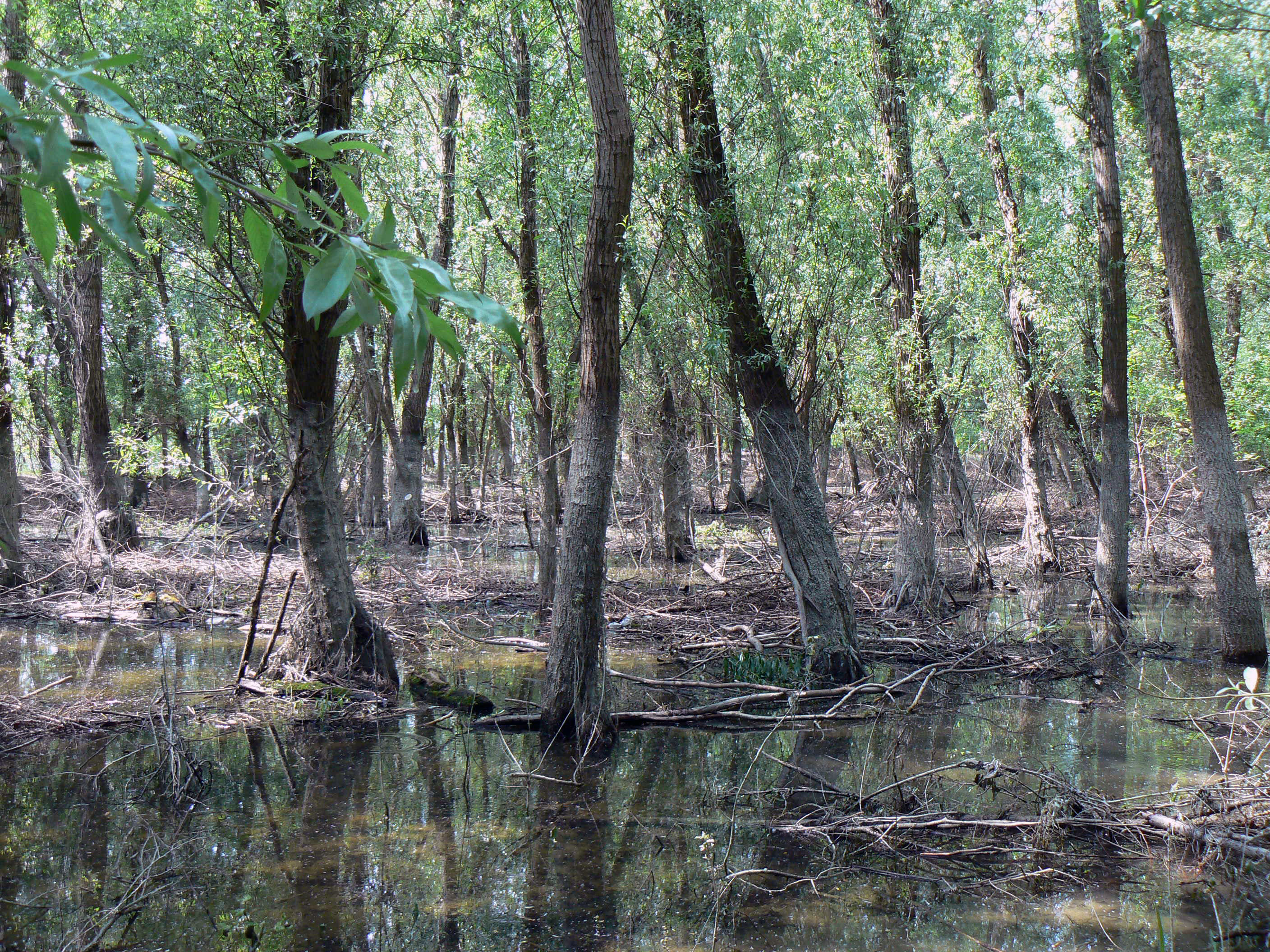
Autre vue du Koviljski rit

### Monuments culturels
En plus des monuments de Novi Sad intra muros, plusieurs monuments culturels se trouvent sur le territoire de la « Ville » et sont inscrits sur la liste du patrimoine culturel.

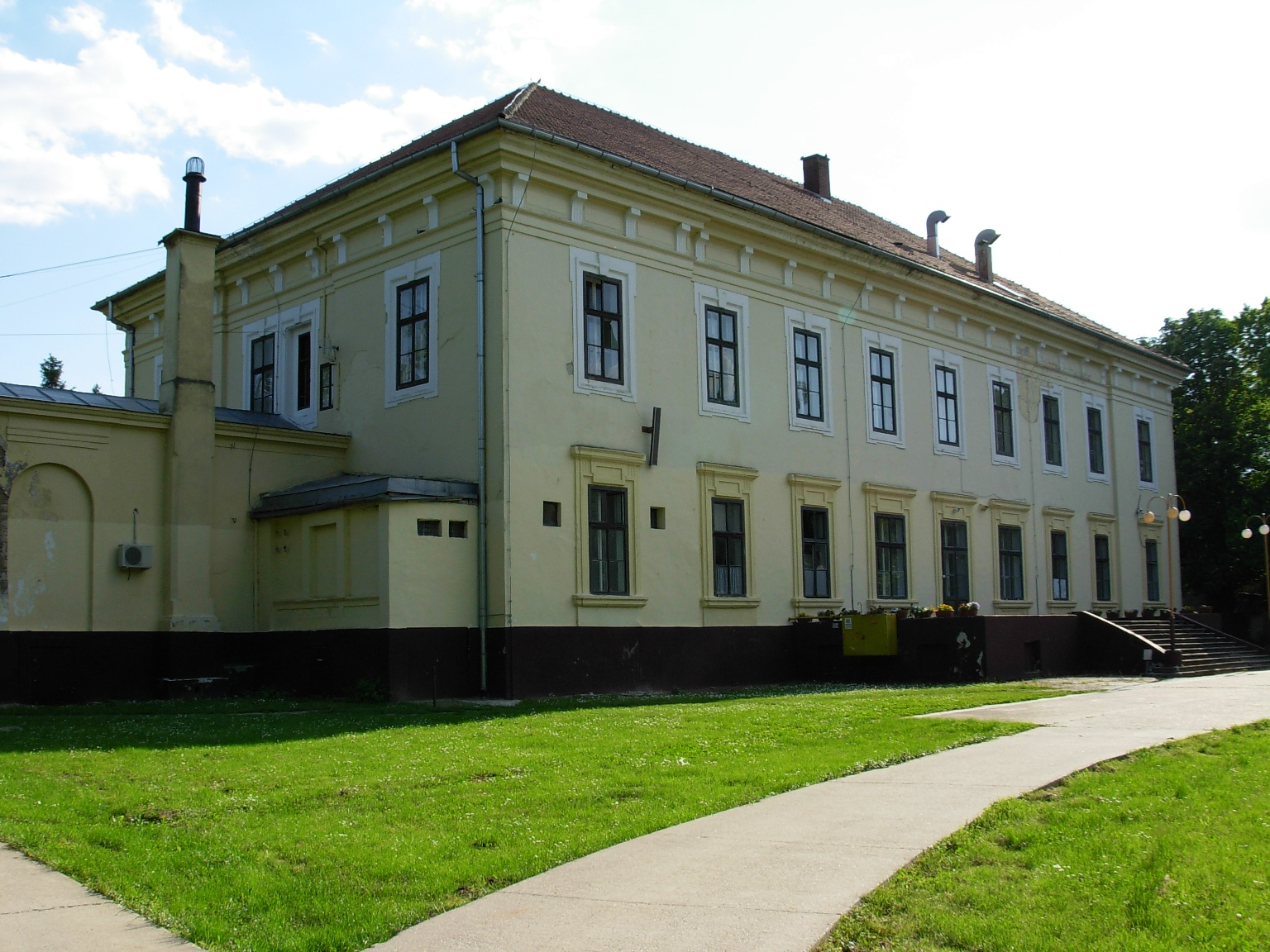
Le château Chotek à Futog

Dans la municipalité de Novi Sad, la ville de Futog abrite quatre monuments inscrits au patrimoine. L'église orthodoxe Saint-Côme-et-Saint-Damien remonte à 1776 et est caractéristique du style baroque ; l'église catholique du Sacré-Cœur-de-Jésus, dont l'origine remonte au XVIIIe siècle, a été construite entre 1906 et 1908 dans un style néo-gothique ; ces deux églises sont inscrites sur la liste des monuments culturels de grande importance de la république de Serbie (identifiants no SK 1157 et SK 1155),. Le « château Chotek », de style baroque, a été construit en 1777 à l'instigation du comte Andreas Hadik, maréchal hongrois de l'empire des Habsbourg et chef du Conseil de guerre à la cour de Vienne ; il a appartenu à la famille Chotek et a hébergé l'archiduc François-Ferdinand d'Autriche et sa femme Sophie Chotek quelques jours avant l'attentat de Sarajevo. La ville abrite aussi une croix votive érigée en 1803. Ces deux monuments sont inscrits sur la liste des monuments culturels protégés (identifiants no SK 1603 et SK 1530).

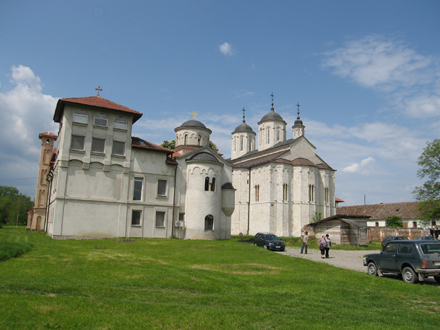
Le monastère de Kovilj

L'église Saint-Pierre-et-Saint-Paul de Rumenka a été construite au début du XVIIIe siècle et le temple calviniste de la localité dans la première moitié du XIXe siècle ; ces deux édifices religieux sont inscrits sur la liste des monuments culturels de grande importance (identifiants no SK 1111 et no SK 1161),.
- le monastère de Kovilj ;
- le monument aux morts de la Première Guerre mondiale à Kovilj ;
- la maison natale d'Ilija Nešin à Kovilj ;
- l'église Saint-Thomas à Kovilj ;
- le site archéologique de Castellum Onagrinum à Begeč ;
- le bâtiment Vizić à Begeč ;
- l'église de la Translation-des-Reliques-de-Saint-Nicolas à Kać ;
- trois tombes du XVIIIe siècle à Čenej ;
- maison rurale bosniaque à Veternik ;

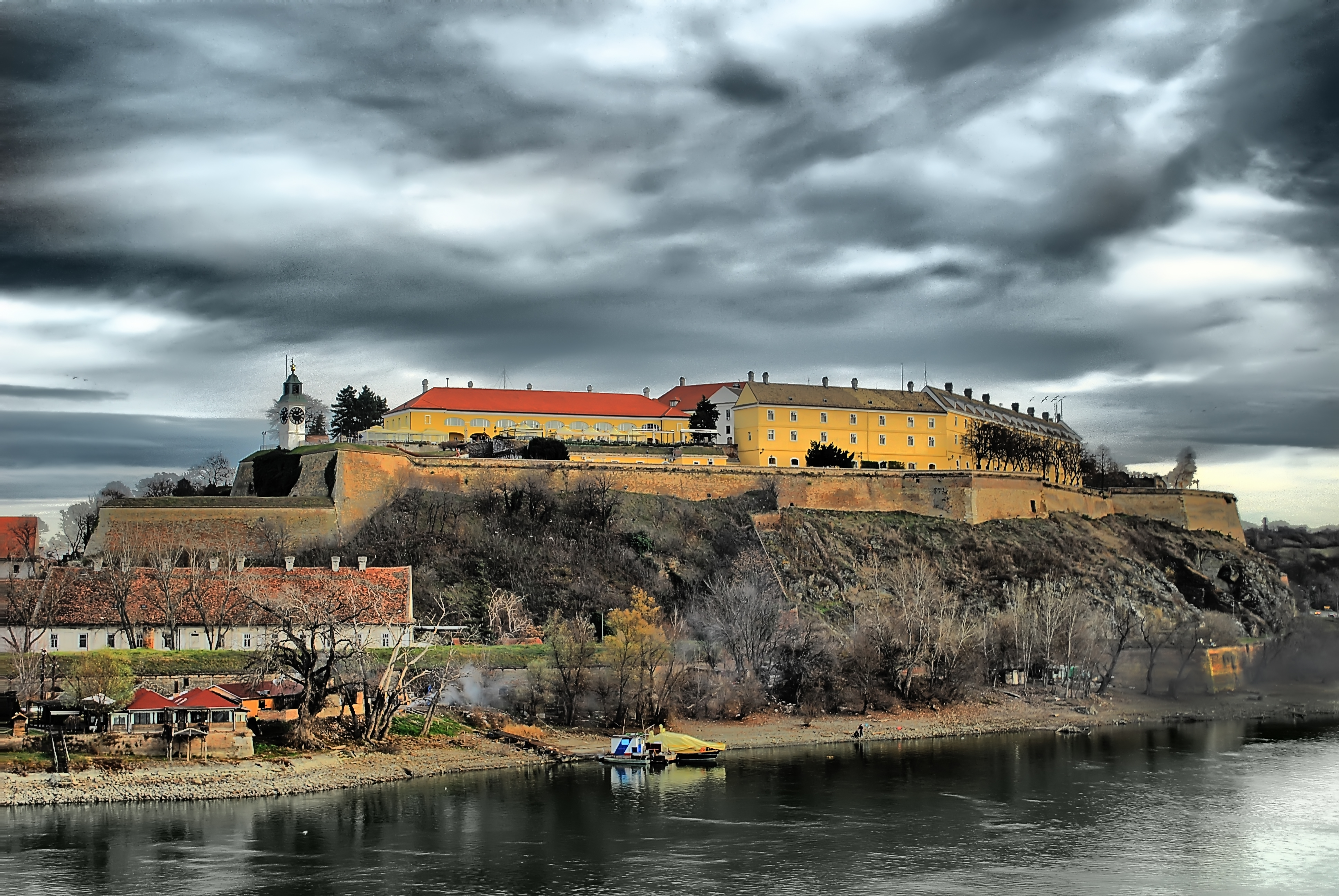
La forteresse de Petrovaradin vue depuis le Danube

Sur la rive droite du Danube, Petrovaradin, dans la municipalité du même nom, abrite plusieurs monuments classés. Le plus important d'entre eux est la forteresse de la ville qui domine le fleuve et dont le site est occupé depuis le Paléolithique ; la construction actuelle remonte à la fin du XVIIe siècle et au début du XVIIIe siècle ; avec le quartier de Podgrađe, situé à ses pieds, elle est inscrite sur la liste des entités spatiales historico-culturelles de grande importance de la république de Serbie (identifiant no PKIC 41). Deux églises catholiques, l'église Saint-Georges, construite entre 1701 et 1714, et l'église Notre-Dame-des-Neiges, construite en 1881 figurent parmi les monuments culturels protégé du pays (identifiants no SK 1585 et SK 2026). La maison Špiler, construite par les Jésuites à l'extrême fin du XVIIe siècle ou au XVIIIe siècle, ainsi qu'une maison avec jardin sont elles aussi protégées (identifiants no SK 2113 et SK 1076).
- l'église de la Nativité-de-la-Mère-de-Dieu de Sremska Kamenica ;
- le château Marczibányi-Karátsonyi à Sremska Kamenica ;
- la maison de Jovan Jovanović Zmaj à Sremska Kamenica ;
- une maison du XVIIIe siècle à Sremska Kamenica ;
- le monument de Jovan Jovanović Zmaj à Sremska Kamenica ;
- deux tombes à Sremska Kamenica ;
- un bâtiment du milieu du XVIIIe siècle à Sremska Kamenica ;
- l'hôpital anglo-yougoslave pour les enfants à Sremska Kamenica ;
- l'église de l'Ascension de Bukovac ;
- deux fontaines turques à Stari Ledinci ;
- les ruines de l'église médiévale de Klisa à Stari Ledinci.

## Transports

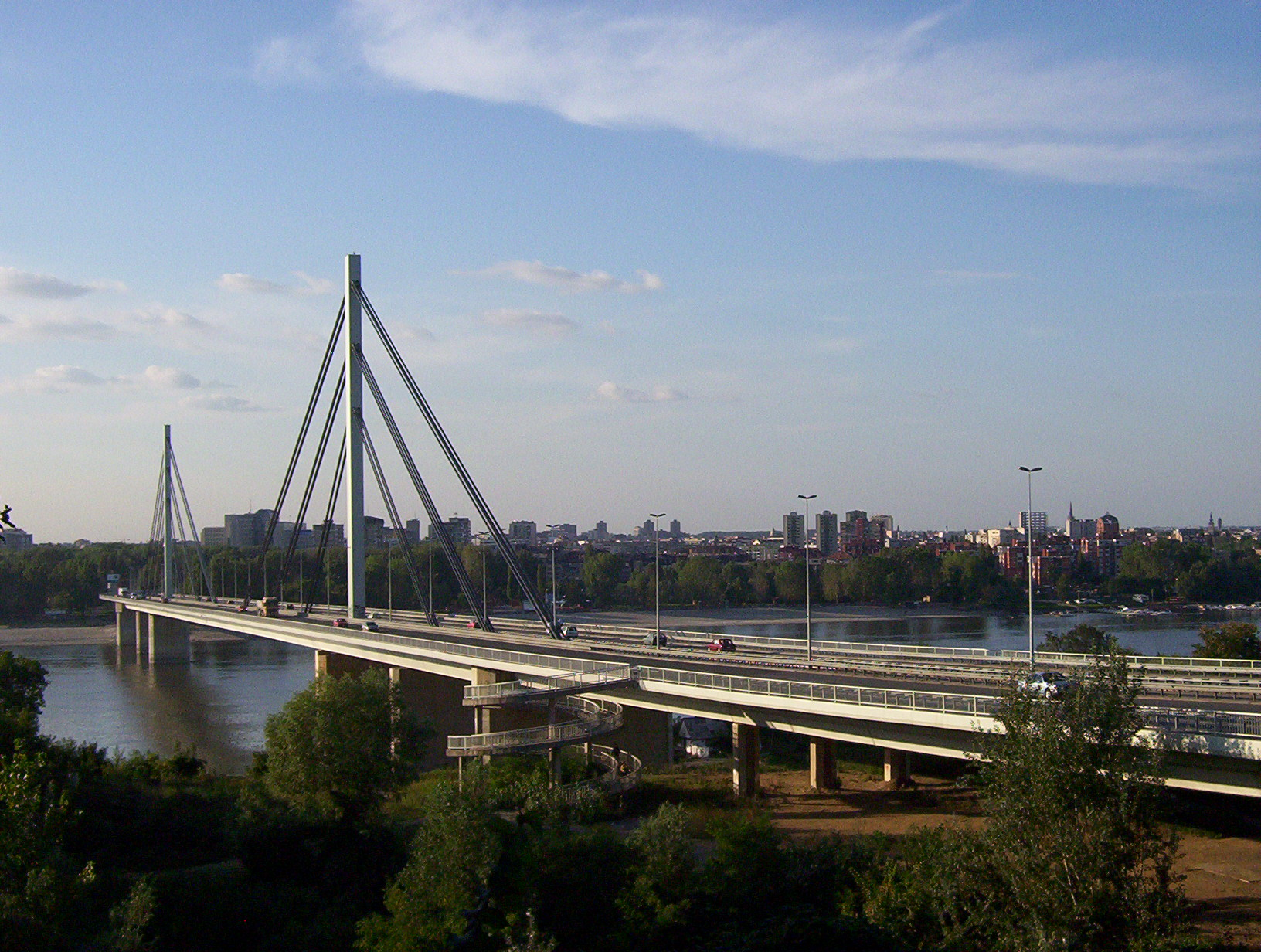
Le pont de la Liberté

Sur le plan routier, Novi Sad est située sur la route européenne E 75, qui, en Serbie, correspond à l'autoroute serbe A1 et conduit de Horgoš (à la frontière avec la Hongrie) à Preševo (à la frontière avec la Macédoine) en passant par Subotica, Belgrade et Niš. D'autres routes desservent la ville comme les routes nationales M-7 (Bačka Palanka-Srpska Crnja), M-21 (Novi Sad-Gostun), M22 (Horgoš-Ribariće) et M-22.1 (Horgoš-Belgrade). Dans la ville, plusieurs ponts traversent le Danube, notamment le pont de la Liberté et le pont de Varadin. Un réseau d'autobus, géré par la société Dunavprevoz, dont le siège est à Bačka Palanka, assure des liaisons régulières avec des villes comme Sombor, Vršac, Senta, Bačka Palanka, Belgrade ou Trebinje (en Bosnie-Herzégovine).

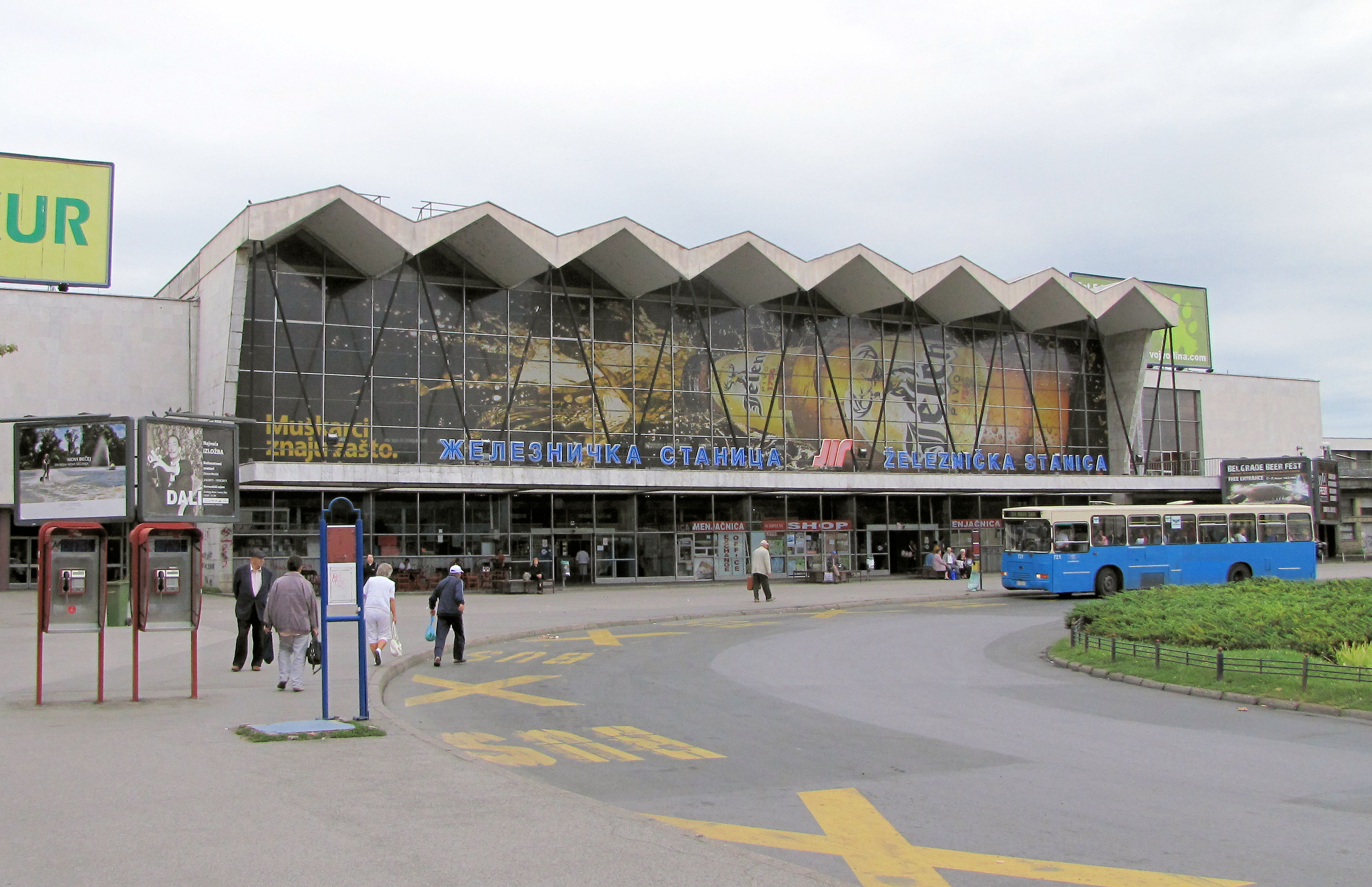
La gare de Novi Sad

Novi Sad dispose également d'une gare ferroviaire, située dans le quartier de Banatić à côté de la gare routière, ainsi que d'un port fluvial sur le Danube, affecté au transport des marchandises. L'aéroport de Novi Sad, situé à Čenej à 15 km de la ville, est principalement utilisé pour l'agriculture ou pour le sport aérien ; il pourrait être ouvert au transport de passagers à la fin de l'année 2015 grâce à un investissement de 20 millions d'euros. L'aéroport international le plus proche est l'aéroport Nikola-Tesla de Belgrade.
Sur le plan local, la société publique JGSP Novi Sad, dont le siège est situé sur le Fustoški put (la « route de Futog »), gère le transport en bus dans la ville. Elle dessert la ville elle-même ainsi que Petrovaradin ou Sremska Kamenica qui sont situées dans la zone urbaine de la ville ; elle permet aussi de rejoindre Futog ou Sremski Karlovci ; 18 lignes d'autobus desservent uniquement la ville, 34 desservent la banlieue[réf. nécessaire]. Un système de tramways est prévu dans le cadre du projet Nostram[réf. nécessaire].

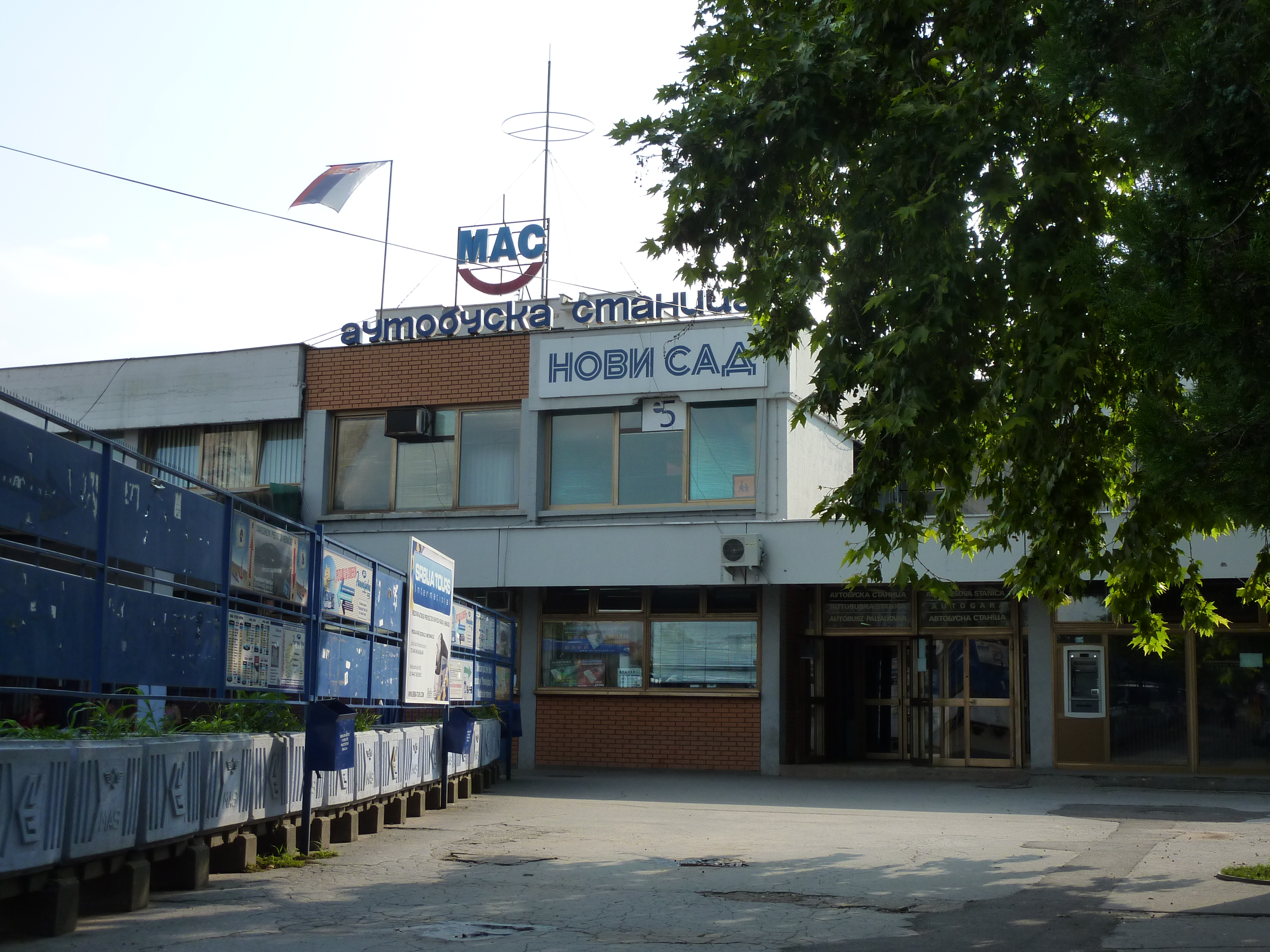
L'entrée de la gare routière

## Personnalités liées à Novi Sad
De très nombreuses personnalités sont liées à Novi Sad, qu'elles en soient originaires ou qu'elles y aient vécu.

### Personnalités politiques

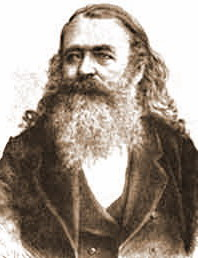
Photographie de Svetozar Miletić

Parmi les personnalités politiques, parfois devenues des personnages historiques, figure Stevan Branovački (1804-1880), né à Senta, qui fut avocat, homme politique et maire de Novi Sad ; il a également été président de la Matica srpska et l'un des fondateurs du Théâtre national serbe ; il est aujourd'hui inhumé dans le cimetière de la Dormition de Novi Sad. Petar Biga, né en 1811 dans l'actuelle Croatie et mort en 1879, a été l'un des généraux serbes de la révolution hongroise de 1848-1849 ; défenseur de Srbobran, il est lui aussi enterré dans le cimetière de la Dormition. Svetozar Miletić (1826-1901), avocat et homme politique, a été maire de Novi Sad et l'un des principaux chefs politiques des Serbes de Voïvodine à l'époque austro-hongroise ; né au village de Mošorin dans la région de la Šajkaška, il est lui aussi enterré dans le cimetière de la Dormition ; un monument en son honneur a été érigé sur le Trg slobode (la « place de la Liberté »), la place centrale de Novi Sad. Son ami et collaborateur Jaša Tomić (1856-1922), journaliste et homme politique, est enterré dans le même cimetière.
Slobodan Jovanović, né en 1869 à Novi Sad, a été Premier ministre du gouvernement yougoslave en exil pendant la Seconde Guerre mondiale ; il est mort à Londres en 1958. Joseph Lapid, ministre de la Justice d'Israël est né dans la ville en 1931 ; il a été président et fondateur du parti libéral et laïque Shinouï de 1999 à 2006 et est mort à Tel Aviv en 2008.
D'autres personnalités comme Jovan Subotić (1817-1886), homme politique et écrivain, né à Dobrinci près de Ruma, Mihailo Polit-Desančić (1833-1920), juriste, journaliste et homme politique et enterré au cimetière de la Dormition, Miša Dimitrijević (1841-1889), homme politique et journaliste et enterré au cimetière d'Almaš, sont nées ou ont vécu à Novi Sad.
Plus récemment, des personnalités politiques comme Maja Gojković (née en 1963), ancien maire de Novi Sad et présidente de l'Assemblée nationale de Serbie, Svetozar Ćiplić (né en 1965), ancien ministre, le ministre Aleksandar Vulin (né en 1972) et Borislav Stefanović (né en 1974) sont originaires de la ville.

### Personnalités des lettres et des arts

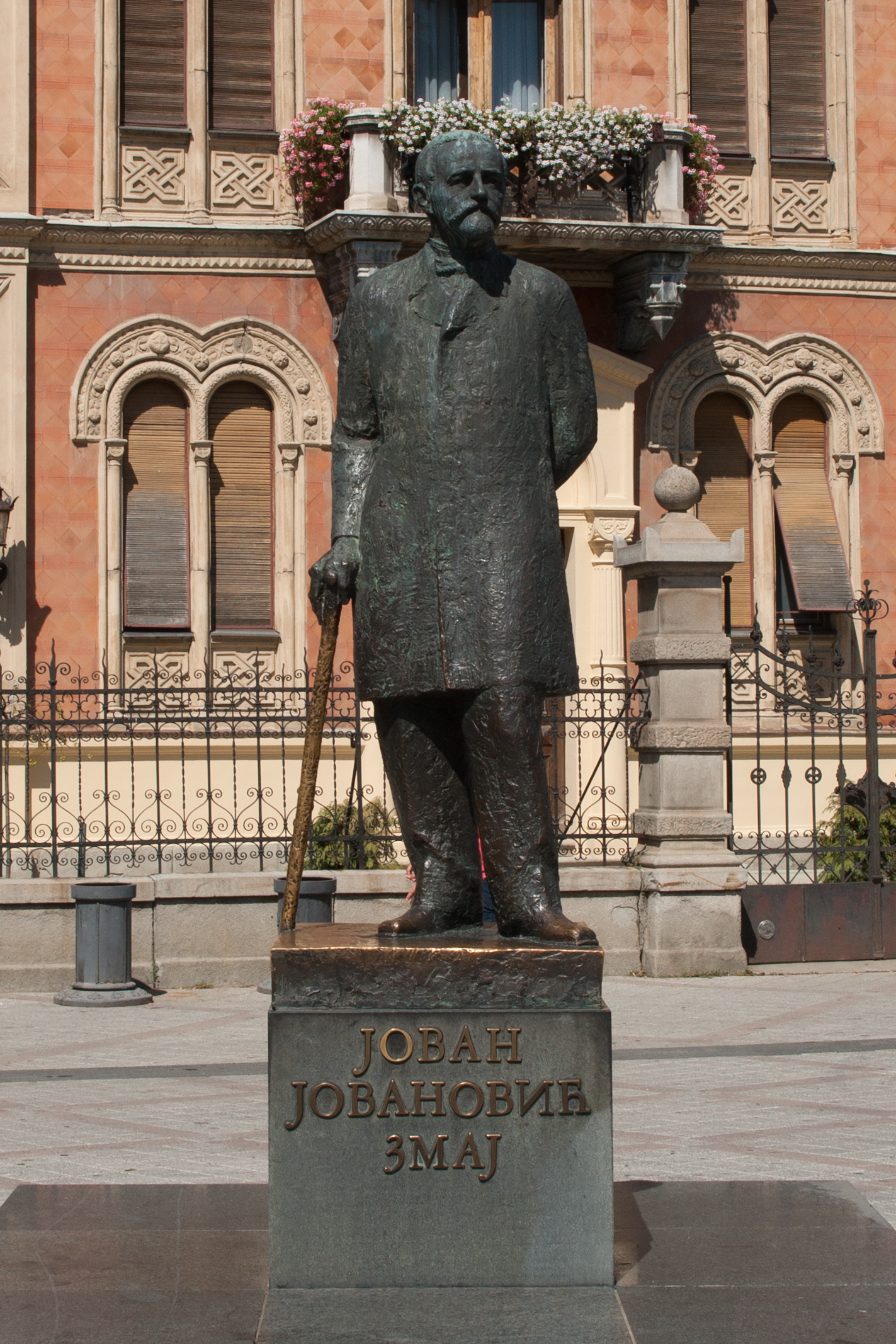
La statue de Jovan Jovanović Zmaj à Novi Sad

Jovan Jovanović Zmaj (1833-1904), l'un des plus célèbres poètes serbes, est né à Novi Sad ; il a donné son nom au principal lycée de la ville et une statue en son honneur est érigée devant le palais épiscopal de l'éparchie de Bačka ; sa maison de Sremska Kamenica est aujourd'hui transformée en un musée qui constitue l'un des éléments du musée de la ville de Novi Sad. Le dramaturge Kosta Trifković (1843-1875), auteur de nombreuses comédies, est né lui aussi dans la ville et y est mort ; l'écrivain Lajos Zilahy (1891-1974), auteur du roman Deux prisonniers, y est quant à lui décédé. La poétesse Milica Stojadinović-Srpkinja (1830-1878) est née dans le village de Bukovac, près de Novi Sad, dans l'actuelle municipalité de Petrovaradin.

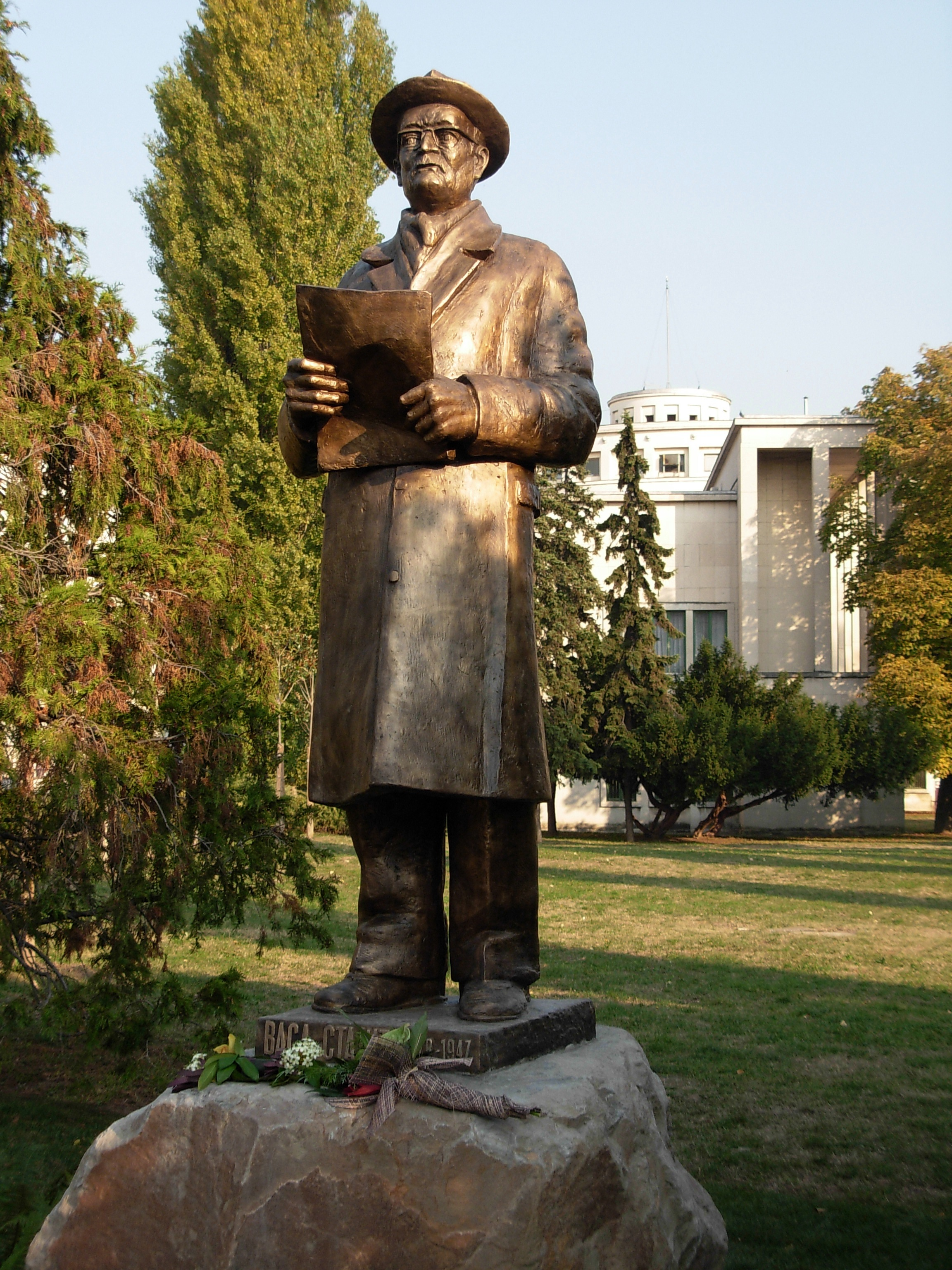
Statue de Vasa Stajić à Novi Sad

Beaucoup d'autres écrivains et intellectuels ont été attirés par Novi Sad, qui constituait un centre d'attraction culturels. Sans être nés dans la ville, ils y ont séjourné ou vécu comme Jovan Rajić (1726-1801), écrivain et historien, né à Sremski Karlovci, Jovan Pačić (1771-1849), peintre et poète, né à Baja en Hongrie, Pavel Jozef Šafárik (1795-1861), philologue slovaque, qui fut l'un des premiers à étudier scientifiquement les langues slaves. Vuk Stefanović Karadžić (1787-1864), un linguiste serbe, grand réformateur de la langue serbe, a passé l'hiver 1809-1810 à Novi Sad. Parmi les célébrités nées au XIXe siècle et liées à la ville, on peut encore citer l'écrivain Jakov Ignjatović (1822-1889), Đura Jakšić (1831-1878), poète, peintre, dramaturge et patriote serbe, né à Srpska Crnja, Laza Kostić (1841-1910), né à Kovilj, Jovan Grčić Milenko (1846-1875), un poète né à Čerević dans la municipalité de Beočin et qui a effectué ses études au lycée de Novi Sad, Branislav Nušić (1864-1938), romancier, dramaturge, essayiste, qui est l'un des fondateurs de la rhétorique moderne en Serbie ainsi que Vasa Stajić (1878-1947), un philosophe et un écrivain né à Mokrin, près de Kikinda.

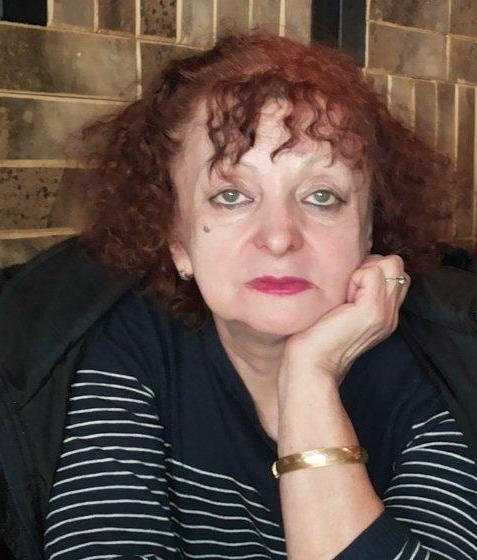
L'écrivaine Jovanka Nikolić

Parmi les écrivains nés au XXe siècle, on peut encore citer Vasko Popa (1922-1991), un poète yougoslave de descendance roumaine qui a vécu à Novi Sad, ou encore Alexandre Tišma (1924-2003), homme de Lettres et résistant, né à Horgoš près de Kanjiža et mort à Novi Sad, le poète et académicien Miodrag Pavlović (1928-2014), né dans la ville, Mika Antić (1932-1986), un poète né Mokrin, et Danilo Kiš (1935-1989), l'un des écrivains les plus célèbres de l'ex-Yougoslavie avec Ivo Andrić. L'écrivain et académicien Miro Vuksanović, né en 1944 au Monténégro, a été directeur de la bibliothèque de la Matica srpska ; il a été le créateur et le directeur des Éditions Matica, qui publie des auteurs serbes contemporains, et le premier rédacteur en chef du Centre d'édition de la Matica srpska (Izdavački centar Matice srpske). Le poète Jovan Zivlak (né en 1947) vit et travaille à Novi Sad ; sa femme Jovanka Nikolić, née en 1952 dans la ville, est également une poétesse et une écrivaine. Le poète Selimir Radulović (né en 1953) est directeur de la bibliothèque de la Matica srpska. L'écrivaine Sonja Veselinović est née en 1981 à Novi Sad.
L'homme de théâtre Joakim Vujić (1772-1847) a vécu à Novi Sad, tout comme l'actrice Mira Banjac (née en 1929). Le réalisateur Želimir Žilnik (né en 1942) est né dans la ville.
Le peintre Uroš Predić (1857-1953) est né à Orlovat dans la municipalité de Zrenjanin et a vécu à Novi Sad. L'artiste plasticien Igor Antić, né en 1962 dans la ville, vit actuellement à Paris. L'architecte et académicien Milan Marić est né dans la ville en 1940 ; il y a réalisé de nombreuses constructions.
De nombreuses personnalités du monde musical sont liées à Novi Sad, comme les compositeurs Josip Runjanin (1821-1878), qui a composé la mélodie de l'hymne national croate Lijepa naša domovino et est mort dans la ville, et Isidor Bajić (1878-1915), le joueur de tambura Janika Balaž (1925-1988), le percussionniste et compositeur Nebojša Jovan Živković (né en 1962) et le violoniste Dejan Bogdanović, né à Novi Sad. Des chanteurs et musiciens populaires sont également nés dans la ville, comme Đorđe Balašević (né en 1953), Rex Ilusivii (1961-1999), musicien, producteur, et l'un des pionniers de la musique électronique en Yougoslavie, Dara Bubamara (née en 1976) et Nataša Bekvalac (née en 1980).

### Personnalités du monde des sciences

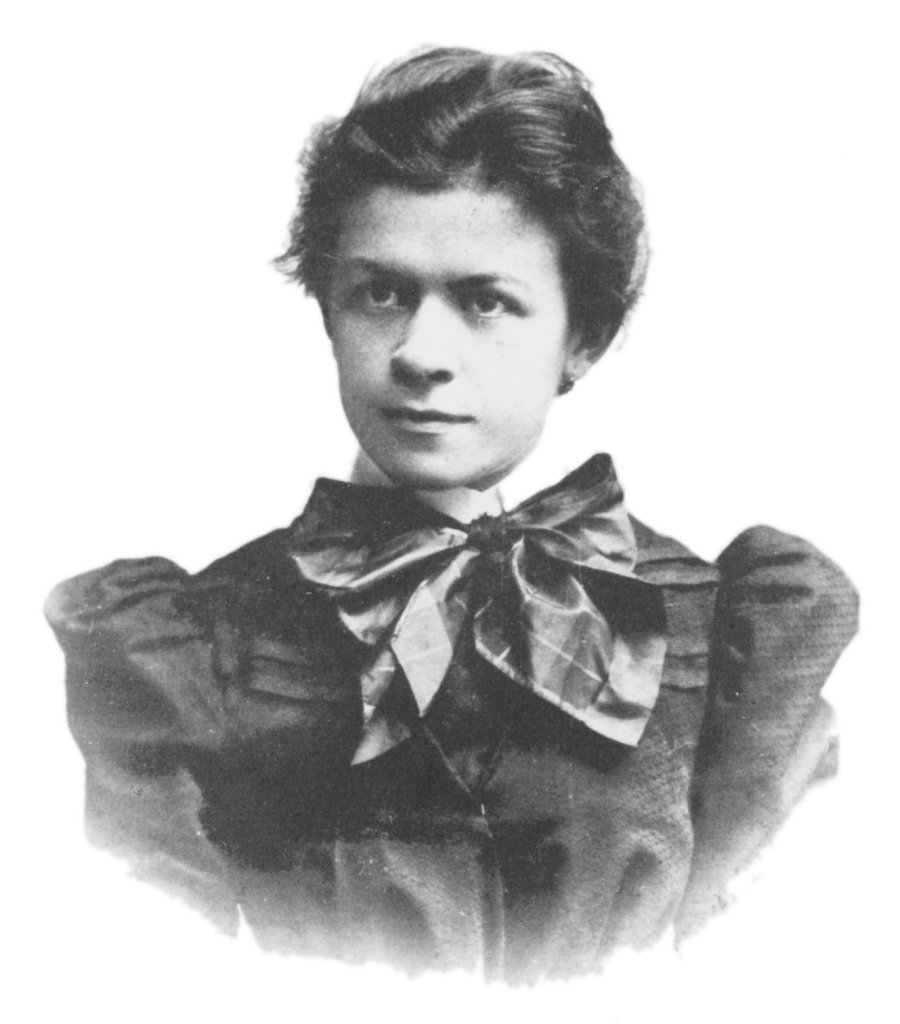
Mileva Marić, la première femme d'Albert Einstein.

Albert Einstein, considéré comme un des plus grands savants du XXe siècle, a vécu à Novi Sad entre 1905 et 1907, au 20 rue Kisačka, avec sa première femme, Mileva Marić (1875-1948), une mathématicienne serbe.
Plusieurs membres scientifiques de l'actuelle Académie serbe des sciences et des arts sont nés dans la ville : les mathématiciens Vojislav Marić (né en 1930), Olga Hadžić (née en 1946) et Stevan Pilipović (né en 1950), président de la Section de Novi Sad de l'Académie serbe des sciences et des arts, le physicien Branislav Jelenković (né en 1950), expert dans les domaines de la physique quantique et de l'optique non linéaire, le chimiste Velimir Popsavin (né en 1951), le biologiste Radomir Crkvenjakov (né en 1946), spécialiste de biologie moléculaire, et le spécialiste en génie mécanique Đorđe Đukić (né en 1943). Le mathématicien et académicien Bogoljub Stanković, né en 1924 à Botoš près de Zrenjanin, a effectué toute sa carrière universitaire à Novi Sad. L'ingénieur agronome, généticien et académicien Dragan Škorić, né en 1937, a étudié et a enseigné à la faculté d'agriculture de l'université de Novi Sad.
La linguiste et académicienne Jasmina Grković-Major, née en 1959 à Stanišić près de Sombor, spécialiste de slavistique, a étudié à la faculté de philosophie de l'université de Novi Sad et y enseigne aujourd'hui ; l'académicien Milorad Radovanović, né en 1947 à Belgrade, enseigne au département de langue et de linguistique serbes de la même faculté.

### Personnalités du monde des sports

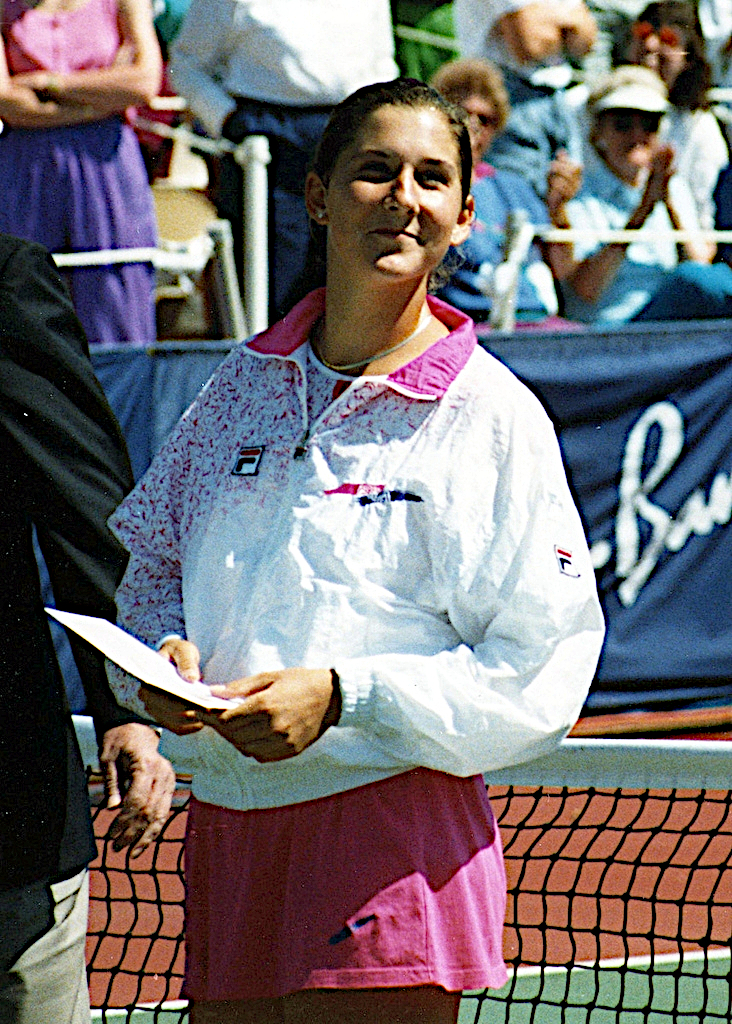
Monica Seles, joueuse de tennis

Le Grand maître international d'échecs Branko Damljanović est né à Novi Sad en 1961.
Le basket-ball est représenté par Milan Gurović, un joueur de basket-ball qui est né en 1976 et a grandi dans la ville ; il s'est illustré en équipe nationale (Serbie-et-Monténégro) et avec les plus grands clubs d'Europe. Dragan Tarlać (né en 1973), ancien joueur de l'Olympiakos, des Chicago Bulls, du Real Madrid et du CSKA Moscou est également né dans la ville. Plus récemment, Darko Miličić (né en 1985), est un joueur professionnel sélectionné en 2e choix de la draft 2003 de la NBA. Slobodanka Tuvić, née en 1977 dans la ville, est elle aussi une joueuse professionnelle de basket-ball.
Monica Seles, née en 1973 à Novi Sad, a été numéro un mondiale de tennis dans les années 1990. Tatjana Ječmenica, née en 1978 a été joueuse puis entraîneur de tennis. Sandra Naćuk, née en 1980, est une joueuse de tennis professionnelle.
Le volley-ball est représenté par Slobodan Boškan (né en 1975), Andrija Gerić (né en 1977) et Goran Marić (né en 1981).
Le footballeur Ilija Pantelić (1942-2014) est né à Novi Sad.
La championne olympique de tir Aleksandra Ivošev est née à Novi sad en 1974.

## Coopération internationale

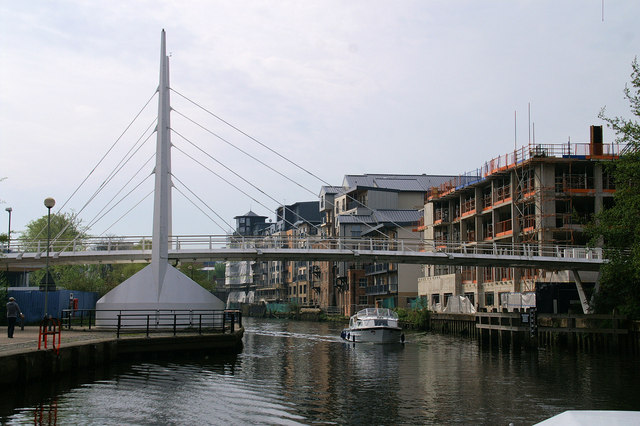
Le Novi Sad Friendship Bridge à Norwich

Depuis 1974, la ville a signé des accords de jumelage avec les villes suivantes,, :
- Modène (Italie) depuis 1974
- Changchun (Chine) depuis 1981
- Dortmund (Allemagne) depuis 1982
- Norwich (Angleterre) depuis 1989
- Héliopolis (Grèce) depuis 1994
- Budva (Monténégro) depuis 1996
- Pécs (Hongrie) depuis 2002
- Timişoara (Roumanie) depuis 2005
- Nijni Novgorod (Russie) depuis 2006
- Taverny (France) depuis 2020

Elle a également signé d'autres formes de partenariat avec les villes suivantes :
- Lviv (Ukraine) depuis 1999
- Szeged (Hongrie) depuis 2001
- Ulm (Allemagne) depuis 2002
- Göteborg (Suède) depuis 2002
- Osijek (Croatie) depuis 2002
- Tuzla (Bosnie-Herzégovine) depuis 2002
- Nantes (France) depuis 2003
- Saint-Pétersbourg (Russie) depuis 2005
- Banja Luka (Bosnie-Herzégovine) depuis 2006
- Arak (Iran)

La ville est affiliée au réseau Eurocities.